# Українці в Україні

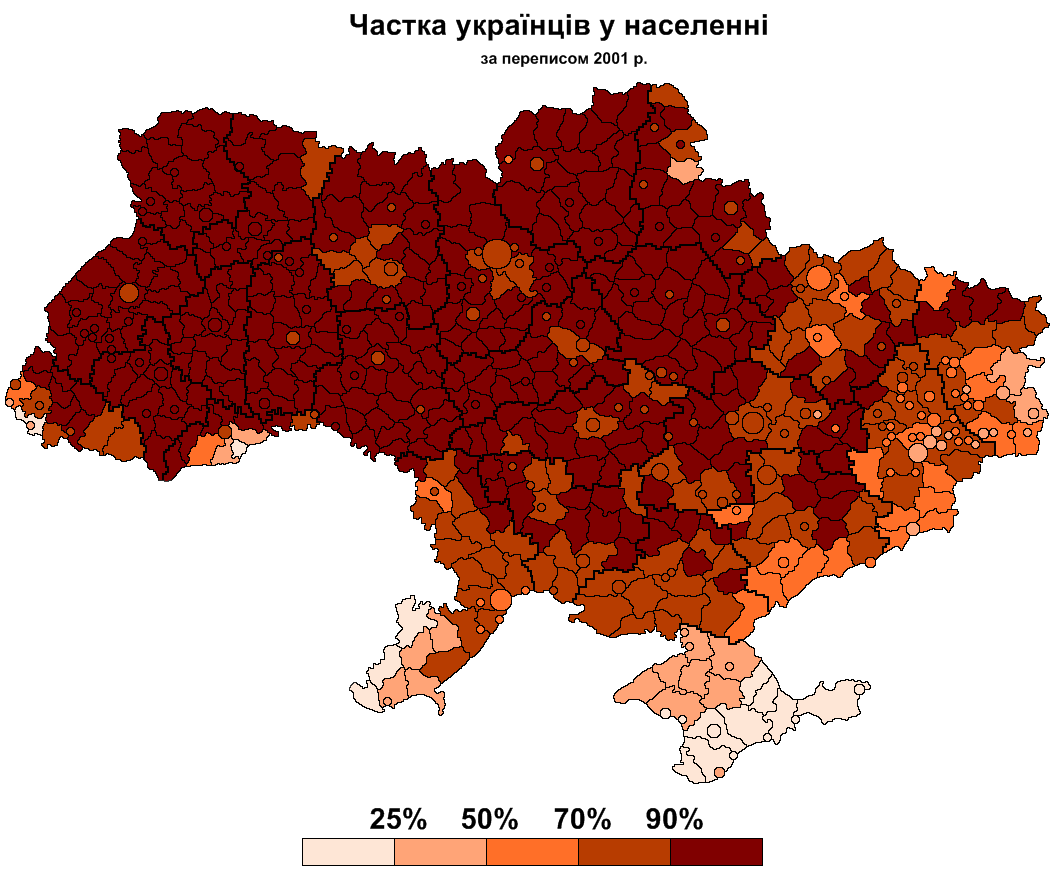
Частка українців у населенні районів і міст України за переписом 2001 року

Українці на території України — українці, що проживають або проживали історично на теренах сучасної України. За підсумками Всеукраїнського перепису населення 2001 року, серед громадян України налічувалося 37 541 693 українців за національністю, що становило 77,82 % усього населення. Українці переважають у всіх адміністративних регіонах країни, за винятком Автономної Республіки Крим і Севастопольської міськради.

## Історія
Безперервність етнокультурного розвитку на українських етнічних землях між Карпатами, Прип'яттю та Київським Подніпров'ям простежується з кінця V ст., коли празька та пеньківська культури V—VII ст., трансформувалися в праукраїнські літописні племена волинян, деревлян, полян, білих хорватів, уличів, тиверців, сіверян Північно-Західної України (Лука-райковецька культура VIII—IX ст.). Пізніше ці племена були інтегровані у Київську Русь, яка, як сьогодні підкреслюється, була поліетнічним утворенням, тобто багатонаціональною державою. Здебільшого в сучасній літературі початком націогенезису українців вважається період Київської Русі, хоч він і не досяг тоді завершення. Згодом внаслідок несприятливих історичних обставин, обумовлених періодом роздробленості Київської Русі та монголо-татарським нашестям, цей процес був дещо уповільнений і поновився на повну силу в XV—XVII сторіччях. У цьому, імовірно, і полягає специфіка етногенезу українців.
Український етнос остаточно сформувався на рубежі XVI—XVII століть, причому каталізаторами цього процесу стали загроза фізичного знищення з боку степу (утворення Кримського ханства — васала Османської імперії), національний гніт польської шляхти і внутрішня зрада еліти — перехід аристократії до католицтва і укладення церковної унії. На хвилі національної боротьби росла національна самосвідомість. Остання виявилася на побутовому рівні в усвідомленні своєї приналежності до «руського народу», а на вищому, ідеологічному рівні — у боротьбі за національні права, за православ'я, за створення національних державних інститутів і атрибутів. Результатом цих процесів стала спроба творення власної держави українським народом середині XVII ст. під проводом Б. Хмельницького.
Складність етнічної історії українців відбилася і в різноманітності самоназв (етнонімів), назв з боку інших народів, а також назв країни і держави. З моменту зародження українського етносу ключовим було поняття Русь. Причому в різні періоди домінували такі його варіанти: VI—XI ст. — Русь; з 1395 р. — Мала Русь; у XVII—XVIII ст. — Малоросія; XIX ст. — початок ХХ ст. — Україна-Русь. Визнання назви «Україна» (уперше згадане у 1060 р.) відбулося у XVII столітті, але тоді воно співіснувало з іншим — «Малоросія», яке набуло широкого поширення після приєднання України до Московської держави. Тільки з початку XX століття етнонім «Україна» став переважати.
Слід виділити й таку особливість: спочатку Руссю, а потім Україною називали центральну область, тобто Київську землю, а потім звідси найменування «Русь» поширилося на все східне слов'янство, а «Україна» пізніше на все українство. Тобто назва «Русь» сформувалася як спільнослов'янський термін, і саме тому Московська держава взяла його собі у назву для утвердження концепції «Третього Риму». Що стосується назви «Україна», то є декілька пояснень його походження: або від «краю» — кордону зі Степом, або від слова «країна» інша версія — «край» як батьківщина, вітчизна, та ін. Найпоширеніша версія: назва «Україна» походить від слів «у» і «країна» й означає внутрішню землю (батьківщину), на противагу зовнішнім землям (закордонню).
Що стосується самоназви «українець», то вона довго була малопоширеною. Вживалася назва «українець» лише у значенні «козак», «козацький народ». Поряд з цим продовжувала існувати і стара самоназва «русин». Тільки в умовах національного відродження у другій половині XIX століття остаточно утвердилася самоназва «українець». Таким чином, в етнічній історії українців можна виділити чотири ключові етнооб'єднувальні самоназви:
1. слов'яни (словени);
2. руси (русини);
3. козаки (черкаси);
4. українці.

## Динаміка
У 1719 р. 84,5 % (4,9 з 5,8 млн) українців проживали на землях, що перебувають у сучасних кордонах України. Внаслідок активних міграційних процесів наступні 250 років питома вага українців у межах України відносно їхньої загальної чисельності у світі неухильно зменшувалась, до 79,5 % (12,8 з 16,1 млн) у 1858 р., та до 74,2 % (27,6 з 37,2 млн) у 1926 р. У 1989 р. на території України проживало лише 72,1 % (37,4 з 51,9 млн) українців світу. Проте у 1990-ті роки спостерігалося зростання цього показника до бл. 80 %, що пов'язано з активною асиміляцією українців діаспори та зміною у 1989—2001 рр. етнічної самоідентифікації на користь української серед осіб змішаних національностей на території України.
Історична динаміка чисельності етнічних українців на територіях, що зараз входять до складу України
| рік       | чисельність українців | питома вага у населенні |
| --------- | --------------------- | ----------------------- |
| 1719      | 4,91 млн              | 86,0 %                  |
| 1795      | 8,70 млн              | 83,6 %                  |
| 1858      | 12,73 млн             | 79,6 %                  |
| 1897/1900 | 20,98 млн             | 72,9 %                  |
| 1910/1917 | 27,05 млн             | 70,1 %                  |
| 1926/1931 | 27,57 млн             | 71,2 %                  |
| 1939      | 29,61 млн             | 71,9 %                  |
| 1959      | 32,16 млн             | 76,8 %                  |
| 1970      | 35,28 млн             | 74,9 %                  |
| 1979      | 36,50 млн             | 73,6 %                  |
| 1989      | 37,42 млн             | 72,7 %                  |
| 2001      | 37,52 млн             | 77,8 %                  |

### Динаміка чисельності (1719—1917рр.)

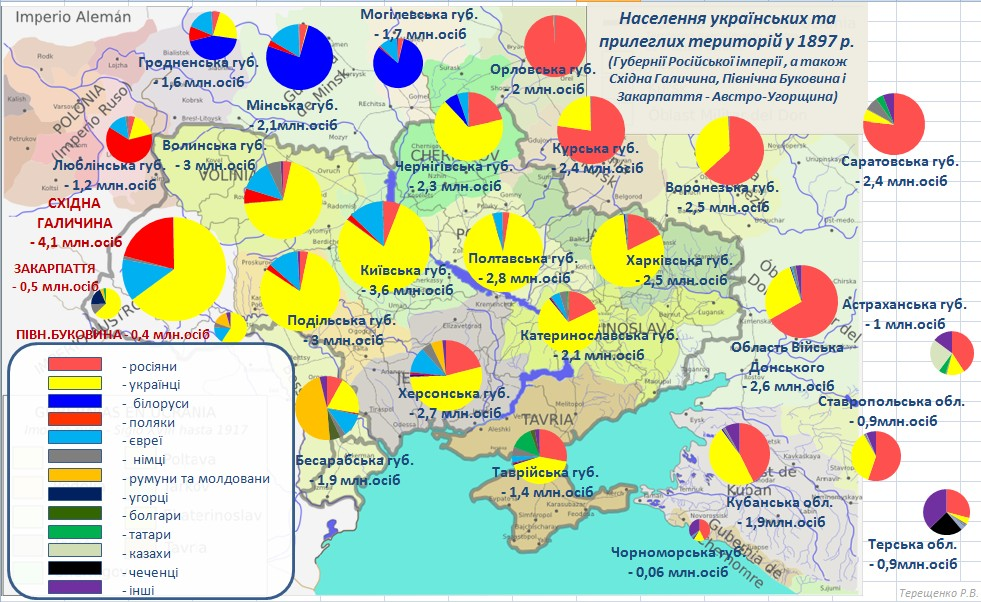
Чисельність українців за переписом 1897 рр.

На початку XVIII ст. понад 99 % українців у межах України мешкали у лісостеповій та лісовій зонах, тоді як степова зона залишалася практично незаселеною. У XVIII ст. почалася масштабна колонізація степу і кількість українців зросла за 1719 ‒ 1795 рр. майже у 19 разів, з 40 тис. до 740 тис. У 1795 р. на степовому південному сході проживало 8,5 % загальної чисельності українців України, у 1858 р. ‒ вже 15,2 %, а у 1897/1900 рр. ‒ понад 19 %. У 1910‒1917 рр. у степовій зоні проживало бл. 5,9 млн українців (22 % загальної чисельності), у лісовій та лісостеповій зонах ‒ бл. 21,1 млн українців (78 % загальної чисельності).
Динаміка чисельності українського населення України в XVIII — поч. XX ст., тис.
|                                 | 1719   | 1795   | 1858    | 1897- 1900 | 1910- 1917 |
| ------------------------------- | ------ | ------ | ------- | ---------- | ---------- |
| Правобережна Україна            | 2138,0 | 2992,8 | 4082,1  | 7259,1     | 9217,9     |
| Полтавська губернія             | 673,2  | 1354,8 | 1771,6  | 2539,1     | 3438,4     |
| Харківська губернія             | 397,5  | 848,0  | 1384,8  | 2009,5     | 3030,8     |
| Східна Галичина                 | 901,0  | 1474,3 | 1862,8  | 2747,3     | 2975,3     |
| Катеринославська губернія       | 3,5    | 364,8  | 836,9   | 1456,4     | 2403,9     |
| Чернігівська губернія           | 632,7  | 918,8  | 1248,7  | 1526,1     | 1707,7     |
| Херсонська губернія (північ)    | 4,0    | 132,3  | 354,6   | 760,0      | 967,9      |
| Таврійська губернія (материк)   | 30,0   | 23,7   | 162,9   | 546,5      | 847,9      |
| Херсонська губернія (південь)   |        | 153,5  | 338,9   | 702,0      | 840,1      |
| Донська область (північ)        |        | 64,5   | 208,3   | 432,0      | 640,4      |
| Закарпаття                      | 82,6   | 194,1  | 242,4   | 294,6      | 356,5      |
| Бессарабія (частина)            | 10,0   | 47,8   | 102,7   | 249,2      | 300,6      |
| Буковина                        | 39,0   | 123,8  | 166,7   | 248,8      | 270,8      |
| Таврійська губернія (півострів) |        | 2,1    | 13,2    | 64,7       | 52,6       |
| Всього українців                | 4911,5 | 8695,3 | 12776,6 | 20835,3    | 27050,8    |

Частка українців у населенні регіонів у XVIII — поч. XX ст., %
|                                 | 1719   |   | 1795 |   | 1858 |   | 1897- 1900 |   | 1910- 1917 |
| ------------------------------- | ------ | - | ---- | - | ---- | - | ---------- | - | ---------- |
| Полтавська губернія             | 100,0  | ▼ | 99,0 | ▼ | 97,4 | ▼ | 93,0       | ▲ | 94,1       |
| Харківська губернія             | 93,7   | ▼ | 88,9 | ▼ | 87,5 | ▼ | 80,6       | ▲ | 85,7       |
| Правобережна Україна            | 86,0   | ▲ | 88,5 | ▼ | 79,3 | ▼ | 77,3       | ▼ | 75,9       |
| Херсонська губернія (північ)    | 100,0  | ▼ | 86,8 | ▼ | 75,0 | ▼ | 73,8       | ▼ | 68,7       |
| Таврійська губернія (материк)   | 100,0  | ▼ | 47,0 | ▼ | 45,7 | ▲ | 60,6       | ▲ | 67,9       |
| Чернігівська губернія           | 93,1   | ▼ | 89,2 | ▼ | 84,8 | ▼ | 66,4       | ▲ | 67,4       |
| Катеринославська губернія       | 19,5   | ▲ | 79,8 | ▼ | 78,9 | ▼ | 68,9       | ▼ | 65,8       |
| Східна Галичина                 | 79,2   | ▼ | 74,3 | ▼ | 70,1 | ▼ | 65,8       | ▼ | 64,0       |
| Буковина                        | 75,0   | ▼ | 73,7 | ▼ | 60,9 | ▼ | 58,5       | ▲ | 59,6       |
| Донська область (північ)        |        |   | 74,0 | ▼ | 71,0 | ▼ | 49,7       | ▲ | 50,1       |
| Закарпаття                      | 61,2 % | ▲ | 61,9 | ▼ | 51,9 | ▼ | 39,3       | ▲ | 42,0       |
| Херсонська губернія (південь)   |        |   | 81,2 | ▼ | 47,6 | ▼ | 41,2       | ▲ | 41,5       |
| Бессарабія (частина)            | 15,0   | ▲ | 40,9 | ▼ | 26,7 | ▲ | 36,6       | ▲ | 37,7       |
| Таврійська губернія (півострів) |        |   | 1,3  | ▲ | 4,0  | ▲ | 11,8       | ▼ | 7,8        |
| Територія сучасної України      | 83,1   | ▲ | 83,8 | ▼ | 75,0 | ▼ | 70,7       | ▼ | 69,5       |

У 1719 р. у межах Речі Посполитої (Правобережжя, східна Галичина) проживало понад 3 млн українців, що становило бл. 62 % їх загальної чисельності на теренах сучасної України. У межах Російської імперії (Слобожанщина, Полтавщина, Чернігівщина) налічувалося бл. 1,7 млн українців (35 % загальної чисельності).
Станом на 1858 р. українські землі були поділені між Австрійською та Російською імперіями. У австрійській частині мешкало бл. 2,3 млн українців (17,8 % від чисельності у межах сучасної України), у російській частині ‒ 10,5 млн (82,2 %).
До початку XX ст. частка українців, що проживала у межах Австро-Угорщини, зменшилася до 15,8 % (3,3 млн осіб), тоді як частка українців з Російської імперії зросла до 84,2 % (17,5 млн).

### Динаміка чисельності (1939—2001рр.)

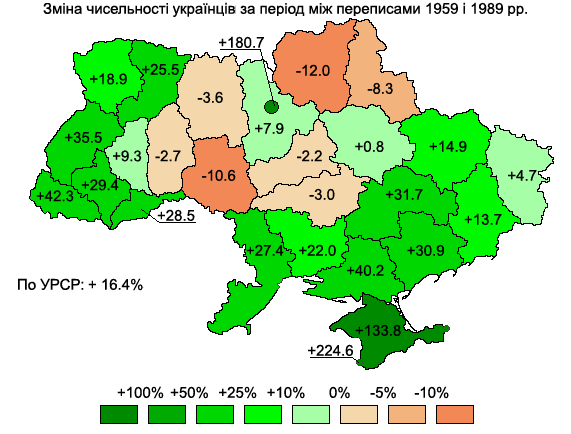
Зміна чисельності українців за період між переписами 1959—1989 рр.

Динаміка чисельності українців у областях за даними переписів населення:
| Область           | 1939      | 1959       |   | 1970       |   | 1979       |   | 1989       |   | 2001       |
| ----------------- | --------- | ---------- | - | ---------- | - | ---------- | - | ---------- | - | ---------- |
| Дніпропетровська  | 1 812 563 | 2 102 936  | ▲ | 2 492 109  | ▲ | 2 647 484  | ▲ | 2 769 560  | ▲ | 2 825 781  |
| Донецька          | 1 839 809 | 2 368 120  | ▲ | 2 596 894  | ▲ | 2 622 553  | ▲ | 2 693 432  | ▲ | 2 744 149  |
| Львівська         |           | 1 818 317  | ▲ | 2 134 400  | ▲ | 2 298 628  | ▲ | 2 464 739  | ▲ | 2 471 033  |
| м. Київ           | 450 556   | 663 851    | ▲ | 1 056 905  | ▲ | 1 455 579  | ▲ | 1 863 674  | ▲ | 2 110 767  |
| Харківська        | 1 820 061 | 1 734 144  | ▲ | 1 869 403  | ▲ | 1 952 987  | ▲ | 1 992 976  | ▲ | 2 048 699  |
| Київська          | 2 479 274 | 1 602 025  | ▲ | 1 689 070  | ▲ | 1 743 761  | ▼ | 1 729 240  | ▼ | 1 684 803  |
| Вінницька         | 2 017 990 | 1 966 404  | ▼ | 1 960 768  | ▼ | 1 872 660  | ▼ | 1 757 948  | ▼ | 1 674 135  |
| Одеська           | 964 011   | 1 124 365  | ▲ | 1 313 767  | ▲ | 1 382 135  | ▲ | 1 432 737  | ▲ | 1 542 341  |
| Полтавська        | 2 042 509 | 1 524 633  | ▲ | 1 557 559  | ▼ | 1 557 013  | ▼ | 1 536 630  | ▼ | 1 481 167  |
| Луганська         | 1 166 504 | 1 416 307  | ▲ | 1 506 585  | ▼ | 1 472 715  | ▲ | 1 482 232  | ▼ | 1 472 376  |
| Івано-Франківська |           | 1 037 748  | ▲ | 1 186 839  | ▲ | 1 263 674  | ▲ | 1 342 888  | ▲ | 1 371 242  |
| Запорізька        | 1 058 319 | 999 425    | ▲ | 1 164 831  | ▲ | 1 243 809  | ▲ | 1 308 038  | ▲ | 1 364 095  |
| Хмельницька       | 1 441 488 | 1 452 859  | ▲ | 1 466 891  | ▼ | 1 413 134  | ▼ | 1 374 749  | ▼ | 1 339 331  |
| Черкаська         | [ 10 ]    | 1 413 072  | ▲ | 1 425 068  | ▼ | 1 417 647  | ▼ | 1 381 742  | ▼ | 1 301 183  |
| Житомирська       | 1 315 520 | 1 355 169  | ▲ | 1 383 940  | ▼ | 1 352 956  | ▼ | 1 306 140  | ▼ | 1 254 855  |
| Чернігівська      | 1 642 168 | 1 468 154  | ▼ | 1 462 908  | ▼ | 1 387 583  | ▼ | 1 292 106  | ▼ | 1 155 354  |
| Сумська           | 1 489 578 | 1 330 768  | ▼ | 1 312 113  | ▼ | 1 267 199  | ▼ | 1 220 487  | ▼ | 1 152 034  |
| Рівненська        |           | 864 848    | ▲ | 979 584    | ▲ | 1 041 216  | ▲ | 1 085 729  | ▲ | 1 123 401  |
| Тернопільська     |           | 1 030 166  | ▲ | 1 106 954  | ▲ | 1 123 085  | ▲ | 1 126 395  | ▼ | 1 113 516  |
| Миколаївська      | 795 169   | 822 828    | ▲ | 905 636    | ▲ | 962 530    | ▲ | 1 003 591  | ▲ | 1 034 446  |
| Волинська         |           | 842 048    | ▲ | 924 878    | ▲ | 962 091    | ▲ | 1 001 329  | ▲ | 1 024 955  |
| Кіровоградська    | 1 028 165 | 1 079 846  | ▲ | 1 109 984  | ▼ | 1 078 833  | ▼ | 1 046 984  | ▼ | 1 014 616  |
| Закарпатська      |           | 686 464    | ▲ | 808 131    | ▲ | 898 606    | ▲ | 976 749    | ▲ | 1 010 127  |
| Херсонська        | [ 11 ]    | 668 148    | ▲ | 806 795    | ▲ | 894 612    | ▲ | 936 944    | ▲ | 961 584    |
| Чернівецька       |           | 518 189    | ▲ | 581 109    | ▲ | 629 125    | ▲ | 666 095    | ▲ | 689 056    |
| Крим              | 154 123   | 267 659    | ▲ | 480 733    | ▲ | 547 336    | ▲ | 625 919    | ▼ | 576 647    |
| Україна           |           | 32 158 493 | ▲ | 35 283 857 | ▲ | 36 488 951 | ▲ | 37 419 053 | ▲ | 37 541 693 |

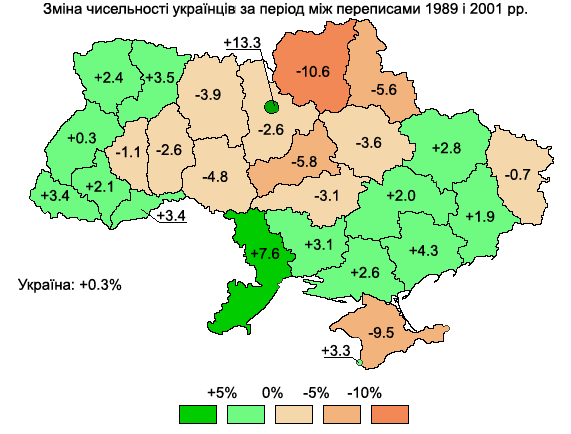
Зміна чисельності українців за період між переписами 1989—2001 рр.

У радянський період темпи приросту українського населення були значно нижчими ніж темпи приросту всього населення Української РСР. Так, у 1959—1970 рр. вони були на 23 % меншими ніж в середньому по республіці (+9,7 % проти +12,6 %), та втричі меншими ніж темпи приросту росіян (+28,7 %). За 1970—1979 рр. приріст чисельності українців в УРСР (+3,4 %) був уже на 36 % менше ніж в середньому по республіці та в 4,3 рази менше ніж приріст чисельності росіян (+14,7 %). Тенденція збереглась і у 80-ті роки, за 1979—1989 рр. кількість українців збільшилась тільки на 2,5 %, тоді як всього населення — на 3,7 % (на 48 % більше), а чисельність росіян зросла на 8,4 % (у 3,4 рази більше).
Загалом, за 1959—1989 рр. кількість українців в УРСР збільшилась лише на 16,4 %, тоді як кількість росіян — на 60,1 %, всього населення — на 22,9 %. Із загальної величини приросту населення УРСР на 9583,0 тис. осіб, на українців, які у 1959 р. становили майже 77 % населення, припадало лише 54,9 % приросту (5260,6 тис.), тоді як на росіян, які становили у 1959 р. менше 17 % населення, припадало 44,5 % приросту населення УРСР. За тридцятиріччя частка українців у населенні Україні скоротилась на 4,1 %, з 76,8 % до 72,7 %. Головними причинами цього були поширення змішаних шлюбів та практика міжреспубліканського «обміну спеціалістами».
Ситуація змінилась після проголошення незалежності України — за 1989—2001 рр. кількість українців продовжила зростання, попри природне скорочення населення та еміграцію. Основним джерелом його збільшення було люди, народжені у змішаних шлюбах, переважно українсько-російських, які на радянських переписах записувалися росіянами. Завдяки кардинальній зміні динаміки у пострадянський період, загальна динаміка за 1959—2001 рр. українців, росіян та всього населення майже зрівнялась і стала дорівнювати +17 %, +18 % та 15 % відповідно.
Динаміка чисельності українців у міжпереписні періоди порівняно з динамікою чисельності росіян, інших національностей та всього населення.
|                     | 1959-1970 | 1970-1979 | 1979-1989 | 1989-2001 |  | 1959-1989 | 1959-2001 |
| ------------------- | --------- | --------- | --------- | --------- |  | --------- | --------- |
| українці            | +9,7 %    | +3,4 %    | +2,5 %    | +0,3 %    |  | +16,4 %   | +16,7 %   |
| росіяни             | +28,7 %   | +14,7 %   | +8,4 %    | −26,6 %   |  | +60,1 %   | +17,5 %   |
| інші національності | +3,7 %    | −2,5 %    | +1,1 %    | −18,7 %   |  | +2,2 %    | −16,9 %   |
| все населення       | +12,6 %   | +5,3 %    | +3,7 %    | −6,2 %    |  | +22,9 %   | +15,2 %   |

## Особливості розселення
Динаміка частки українців у населенні регіонів України за переписами 1959—2001 рр., %
|                           | 1959  |   | 1979  |   | 1989  |   | 2001  |
| ------------------------- | ----- | - | ----- | - | ----- | - | ----- |
| Автономна Республіка Крим | 22,28 | ▲ | 25,63 | ▲ | 25,75 | ▼ | 24,01 |
| Вінницька область         | 91,80 | ▲ | 91,84 | ▼ | 91,52 | ▲ | 94,91 |
| Волинська область         | 94,56 | ▲ | 94,73 | ▼ | 94,60 | ▲ | 96,95 |
| Дніпропетровська область  | 77,75 | ▼ | 72,75 | ▼ | 71,57 | ▲ | 79,35 |
| Донецька область          | 55,56 | ▼ | 50,92 | ▼ | 50,71 | ▲ | 56,87 |
| Житомирська область       | 84,51 | ▲ | 84,90 | ▲ | 84,95 | ▲ | 90,32 |
| Закарпатська область      | 74,60 | ▲ | 77,75 | ▲ | 78,41 | ▲ | 80,51 |
| Запорізька область        | 68,27 | ▼ | 63,80 | ▼ | 63,07 | ▲ | 70,80 |
| Івано-Франківська область | 94,80 | ▲ | 95,25 | ▼ | 95,02 | ▲ | 97,52 |
| Київська область          | 93,19 | ▼ | 90,58 | ▼ | 89,40 | ▲ | 92,52 |
| Кіровоградська область    | 88,66 | ▼ | 86,90 | ▼ | 85,25 | ▲ | 90,13 |
| Луганська область         | 57,76 | ▼ | 52,83 | ▼ | 51,88 | ▲ | 57,96 |
| Львівська область         | 86,26 | ▲ | 89,46 | ▲ | 90,37 | ▲ | 94,82 |
| Миколаївська область      | 81,16 | ▼ | 77,41 | ▼ | 75,55 | ▲ | 81,91 |
| Одеська область           | 55,48 | ▼ | 54,68 | ▼ | 54,60 | ▲ | 62,81 |
| Полтавська область        | 93,44 | ▼ | 89,41 | ▼ | 87,87 | ▲ | 91,36 |
| Рівненська область        | 93,37 | ▼ | 93,16 | ▲ | 93,26 | ▲ | 95,90 |
| Сумська область           | 87,91 | ▼ | 86,50 | ▼ | 85,50 | ▲ | 88,84 |
| Тернопільська область     | 94,89 | ▲ | 96,64 | ▲ | 96,77 | ▲ | 97,81 |
| Харківська область        | 68,81 | ▼ | 64,25 | ▼ | 62,78 | ▲ | 70,75 |
| Херсонська область        | 81,07 | ▼ | 76,70 | ▼ | 75,75 | ▲ | 82,00 |
| Хмельницька область       | 90,16 | ▲ | 90,82 | ▼ | 90,35 | ▲ | 93,88 |
| Черкаська область         | 94,00 | ▼ | 91,74 | ▼ | 90,47 | ▲ | 93,05 |
| Чернівецька область       | 66,94 | ▲ | 70,18 | ▲ | 70,80 | ▲ | 74,98 |
| Чернігівська область      | 94,49 | ▼ | 92,58 | ▼ | 91,46 | ▲ | 93,47 |
| м.Київ                    | 60,11 | ▲ | 67,89 | ▲ | 72,45 | ▲ | 82,23 |
| Україна                   | 76,81 | ▼ | 73,55 | ▼ | 72,73 | ▲ | 77,82 |

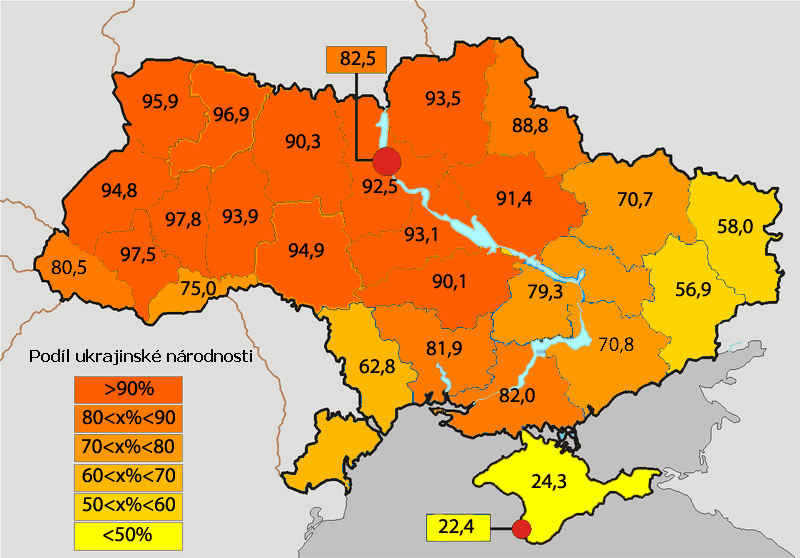
Частка українців в областях України за переписом 2001 року

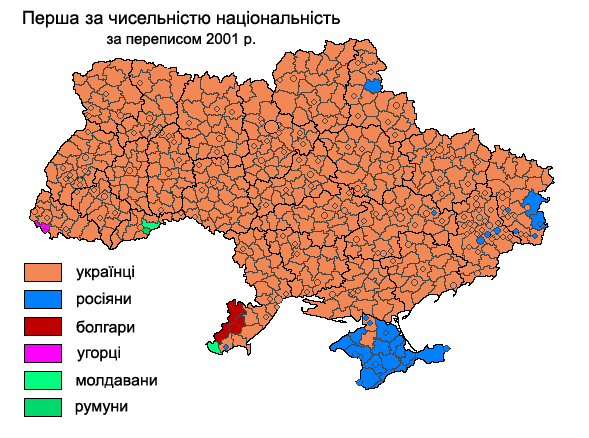
Найчисельніша національність за переписом 2001 року (оранжевим кольором показані райони та міста обласного підпорядкування, де українці становлять абсолютну або відносну більшість населення

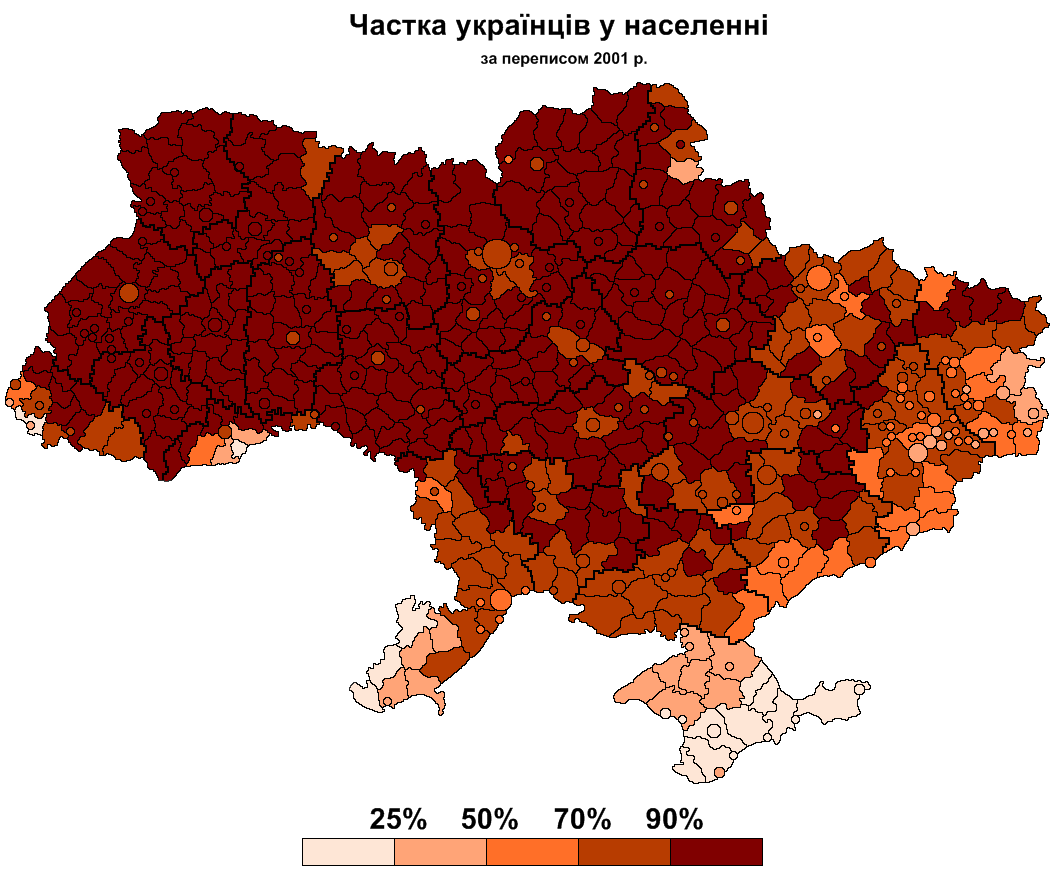
Частка українців у населенні районів і міст України за переписом 2001 року

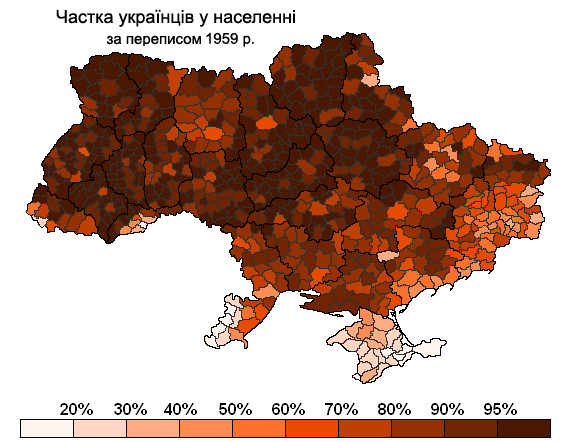
Частка українців у населенні районів і міст УРСР за переписом 1959 року

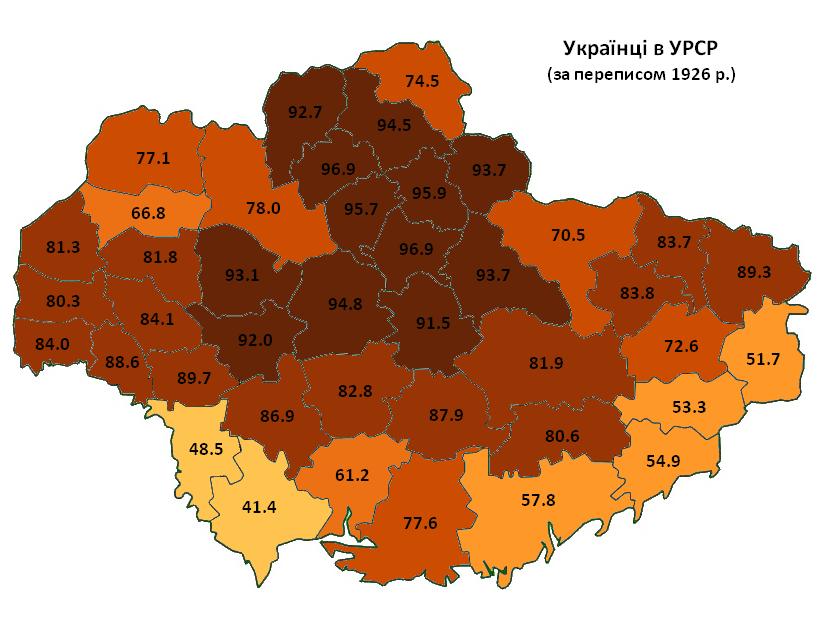
Частка українців у населенні округ УРСР за переписом 1926 року

Чисельність та частка українців у населенні регіонів України за даними перепису 2001 р.
|                           | населення | українців | % населення регіону | % від чисельності українців в Україні |
| ------------------------- | --------- | --------- | ------------------- | ------------------------------------- |
| Дніпропетровська область  | 3 561 224 | 2 825 781 | 79,3 %              | 7,5 %                                 |
| Донецька область          | 4 825 563 | 2 744 149 | 56,9 %              | 7,3 %                                 |
| Львівська область         | 2 605 956 | 2 471 033 | 94,8 %              | 6,6 %                                 |
| м. Київ                   | 2 566 953 | 2 110 767 | 82,2 %              | 5,6 %                                 |
| Харківська область        | 2 895 813 | 2 048 699 | 70,7 %              | 5,5 %                                 |
| Київська область          | 1 821 061 | 1 684 803 | 92,5 %              | 4,5 %                                 |
| Вінницька область         | 1 763 944 | 1 674 135 | 94,9 %              | 4,5 %                                 |
| Одеська область           | 2 455 666 | 1 542 341 | 62,8 %              | 4,1 %                                 |
| Полтавська область        | 1 621 207 | 1 481 167 | 91,4 %              | 3,9 %                                 |
| Луганська область         | 2 540 191 | 1 472 376 | 58,0 %              | 3,9 %                                 |
| Івано-Франківська область | 1 406 129 | 1 371 242 | 97,5 %              | 3,7 %                                 |
| Запорізька область        | 1 926 810 | 1 364 095 | 70,8 %              | 3,6 %                                 |
| Хмельницька область       | 1 426 649 | 1 339 331 | 93,9 %              | 3,6 %                                 |
| Черкаська область         | 1 398 313 | 1 301 183 | 93,1 %              | 3,5 %                                 |
| Житомирська область       | 1 389 293 | 1 254 855 | 90,3 %              | 3,3 %                                 |
| Чернігівська область      | 1 236 065 | 1 155 354 | 93,5 %              | 3,1 %                                 |
| Сумська область           | 1 296 763 | 1 152 034 | 88,8 %              | 3,1 %                                 |
| Рівненська область        | 1 171 445 | 1 123 401 | 95,9 %              | 3,0 %                                 |
| Тернопільська область     | 1 138 500 | 1 113 516 | 97,8 %              | 3,0 %                                 |
| Миколаївська область      | 1 262 899 | 1 034 446 | 81,9 %              | 2,8 %                                 |
| Волинська область         | 1 057 214 | 1 024 955 | 96,9 %              | 2,7 %                                 |
| Кіровоградська область    | 1 125 704 | 1 014 616 | 90,1 %              | 2,7 %                                 |
| Закарпатська область      | 1 254 614 | 1 010 127 | 80,5 %              | 2,7 %                                 |
| Херсонська область        | 1 172 689 | 961 584   | 82,0 %              | 2,6 %                                 |
| Чернівецька область       | 919 028   | 689 056   | 75,0 %              | 1,8 %                                 |
| Автономна Республіка Крим | 2 024 056 | 492 227   | 24,3 %              | 1,3 %                                 |
| м. Севастополь            | 377 153   | 84 420    | 22,4 %              | 0,2 %                                 |

### Захід
У межах семи західних областей, що увійшли до складу України у 1930—1940-ві роки XX ст., налічувалося за даними перепису 2001 року 8 803 330 українців, або 23,45 % їх загальноукраїнської чисельності. Питома вага українців у населенні коливалась від 75,0 % у Чернівецькій області до 97,8 % у Тернопільській області. В абсолютних цифрах, найбільша кількість українців була зафіксована у Львівській області (2 471 033 осіб, 6,6 % загальноукраїнської чисельності, 3 місце), найменша — у Чернівецькій області (689 056 осіб, 1,8 % загальноукраїнської чисельності, 25 місце)

#### Волинська область
У Волинській області за даними перепису 2001 р. проживало 1 024 955 українців, що становило 2,7 % їх загальної чисельності в Україні. Волинська область є одним із 14 регіонів України, у яких було зафіксоване зростання чисельності українців у всі міжпереписні періоди, починаючи з 1959 р. За 1959—2001 рр. їх чисельність зросла на 21,7 % (13 місце по Україні).
Українці становили у 2001 р. 97,0 % населення області (3 місце після Тернопільської та Івано-Франківської) і абсолютно переважали в усіх районах та містах області, від 92,5 % у обласному центрі Луцьку до понад 99 % у північних поліських районах (Камінь-Каширському, Любешівському, Локачинському, Маневицькому, Ратнівському, Старовижівському).

#### Закарпатська область

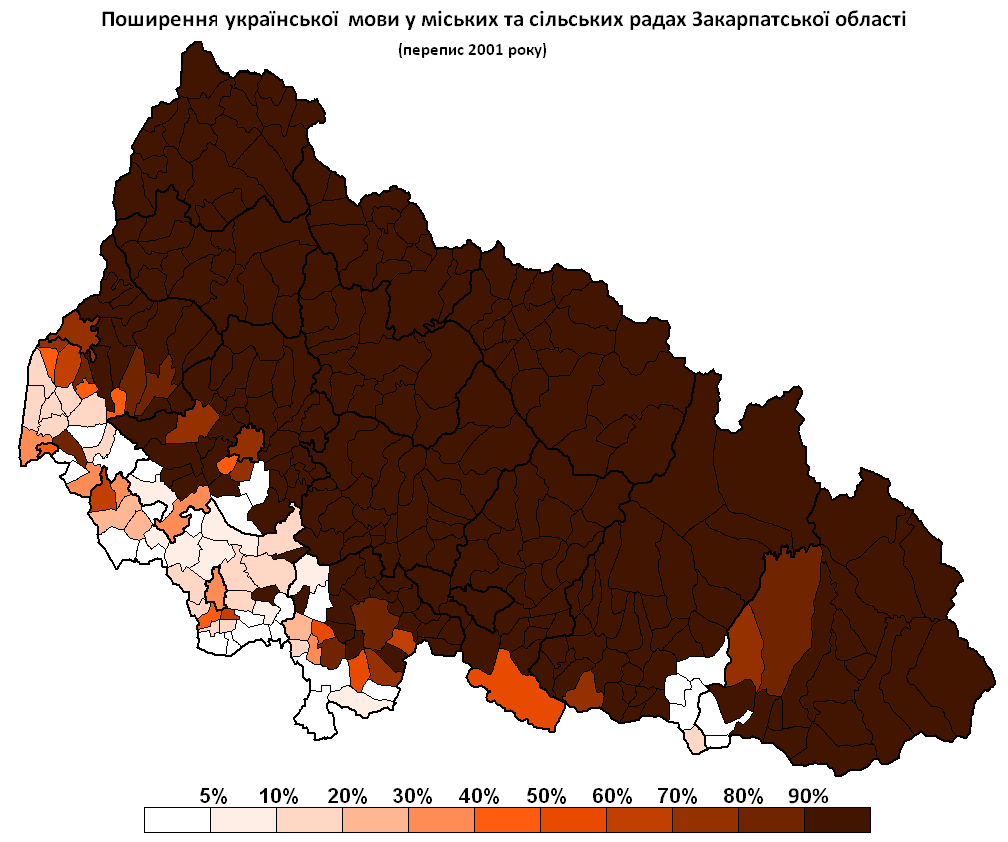
Частка населення, що назвало рідною українську мову у міських, селищних та сільських радах Закарпатської обл. за переписом 2001 р.

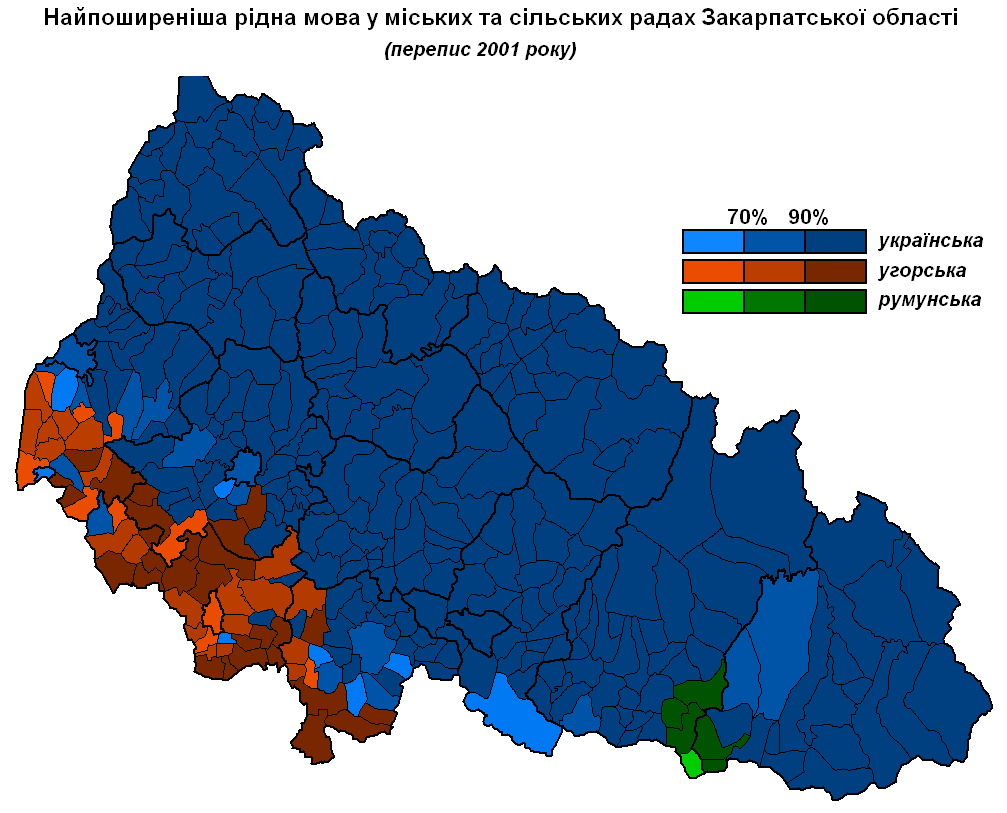
Найпоширеніша рідна мова у містах і сільрадах Закарпатської області за переписом 2001 р.

На Закарпатті у 2001 р. мешкало 1 010 127 українців, або 80,5 % всього населення, з них 10 201 осіб заявили про свою приналежність до етнографічних груп, переважно русинів (10 090 осіб). Найвищий відсоток населення, що назвали себе русинами, був зафіксований у Свалявському районі (5,5 %), де розташоване єдине в Україні село (Ганьковиця), абсолютна більшість населення якого (91 %) назвалися русинами. Понад 1 % русинів було зафіксовано і у Мукачеві, Ужгороді, а також Перечинському районі.
Серед усіх регіонів України Закарпатська область посідала 3 місце після Києва та Криму за динамікою приросту чисельності українців з 1959 р. Кількість українців у області збільшилась за 42 роки на 47,2 % що втричі більше ніж в середньому по Україні (+16,7 %). За цей же час питома вага українців на Закарпатті зросла майже на 6 %, з 74,6 % до 80,5 %. Закарпатська область є одним із 14 регіонів України, у яких було зафіксоване зростання кількості українців у всі міжпереписні періоди, починаючи з 1959 р.
Всі гірські та передгірські райони Закарпатської області є майже моноетнічним, з абсолютним домінуванням українців, тоді як у рівнинній зоні, найбільш густонаселеній, є території, де питома вага українського населення дуже низька. На смузі, що простягається від Ужгорода і Виноградова до кордону з Угорщиною, українці у більшості населених пунктів поступаються за чисельністю угорцям. Так, у Берегівському районі українці становлять менше 19 % населення і переважають лише у 10 з 43 населених пунктів району, поступаючись угорцям. У м. Берегове, що є містом обласного підпорядкування і не входить до складу Берегівського району, українці становлять 38,9 % населення, поступаючись угорцям (48,1 %). Показово, що рівнинні території Закарпаття з переважанням угорського населення, характеризуються і найвищою в Україні часткою циган, абсолютна більшість яких теж є угорськомовними. Так, у м. Берегове, де за переписом 2001 р. проживало 6,4 % циган, угорську мову назвали рідною 54,8 % населення, на 6,7 % більше частки угорців, у Берегівському районі (4,1 % циган) — 80,2 % угорськомовних, на 4,1 % більше угорців (76,1 %).
В Ужгородському та Виноградівському районах українці становлять більшість населення (58,4 % та 71,4 % відповідно), але переважають лише у північних та центральних частинах районів. Крім того, українці є меншістю і у кількох селах на півдні Мукачівського району: Дерцен, Жнятино, Форнош, Серне, Баркасово, Чомонин.
На сході Закарпатської області, на межі Рахівського та Тячівського районів, є 10 населених пунктів, де переважають румуни. Так, українці є меншістю у селах Біла Церква, Плаюць, Середнє Водяне, Добрік Рахівського району, а також у селах Глибокий Потік, Діброва (Нижня Апша), Пещера, Подішор, Топчино Тячівського району. У селищі Солотвино Тячівського району українців налічується близько 15 % і вони поступаються за чисельністю румунам (56 %) та угорцям (25 %).

#### Івано-Франківська область
У Івано-Франківській області за даними перепису 2001 р. проживало 1 371 242 українців, що становило 3,7 % їх загальної чисельності в Україні. З них 21 477 осіб, найбільше в Україні, назвали себе представниками етнографічних груп, зокрема гуцулами — 21 249 (99,3 % загальноукраїнської чисельності). Втім, справжня чисельність представників етнографічних груп значно вища, оскільки більшість населення не вказували про свою приналежність до них. У гірських та частково передгірських районах області більшість населення становлять гуцули (Верховинський, Косівський, частково Надвірнянський, Коломийський райони) та бойки (Долинський, Рожнятівський, частково Богородчанський райони).
Івано-Франківська область є одним із 14 регіонів України, у яких було зафіксоване зростання кількості українців у всі міжпереписні періоди, починаючи з 1959 р. За 1959—2001 рр. чисельність українців у області зросла на 32,1 % (10 місце), що майже вдвічі більше ніж у середньому по країні. Українці абсолютно переважають в усіх районах та містах області, від 92,2 % у Івано-Франківську до понад 99 % у сільських районах.

#### Львівська область
У Львівській області за даними перепису 2001 р. проживало 2 471 033 українців, що становило 6,6 % їх загальної чисельності в Україні (3 місце після Дніпропетровської та Донецької областей). Львівська область є одним із 14 регіонів України, у яких було зафіксоване зростання кількості українців у всі міжпереписні періоди, починаючи з 1959 р. За 1959—2001 рр. чисельність українців у області зросла на 35,9 % (7 місце), що у 2,15 рази більш ніж у середньому по країні.
Українці становили 94,8 % населення області (6 місце серед регіонів України) і абсолютно переважали в усіх районах та містах області, від 88,1 % у Львові до понад 99 % у сільських районах. Українці становили більшість населення в усіх населених пунктах Львівської області, за винятком сіл Стрілецьке, Добощівка, Пнікут, Лановичі у Мостиському та Самбірському районах, де більшість населення становили поляки.

#### Рівненська область
На території Рівненської області за даними останнього перепису населення мешкало 1 123 401 українців (18 місце), що становило 3,0 % їх загальної чисельності в Україні. Рівненська область є одним із 14 регіонів України, у яких було зафіксоване зростання кількості українців у всі міжпереписні періоди, починаючи з 1959 р. За 1959—2001 рр. чисельність українців у області зросла на 29,9 % (11 місце), що майже вдвічі більше ніж у середньому по країні.
Українці становили 95,9 % населення області (4 місце) і абсолютно переважали усіх районах та містах, від 83,6 % у Рокитнівському районі до понад 98 % у сільських районах. Українці становили більшість населення в усіх населених пунктах Рівненської області, за винятком деяких сіл на півночі Рокитнівського району, де переважали білоруси.

#### Тернопільська область
У Тернопільській області за даними перепису 2001 р. мешкало 1 113 516 українців, що становило 3,0 % їх загальної чисельності в Україні (19 місце). За 1959—2001 рр. чисельність українців у області зросла лише на 8,1 % (17 місце), що вдвічі менше ніж у середньому по країні.
Тернопільська область є найбільш моноетнічним регіоном України ‒ у 2001 році українці становили тут 97,8 % населення і абсолютно переважали в усіх населених пунктах області. Серед районів та міст обласного підпорядкування їх частка коливалась від 94,8 % у Тернополі до понад 99 % у сільських районах. Бл. 15‒20 % українців Тернопільської області є нащадками депортованих у 1944—1946 рр. українців південно‒східної Польщі. За їх чисельністю Тернопільщина посідає 1 місце серед усіх регіонів України.

#### Чернівецька область

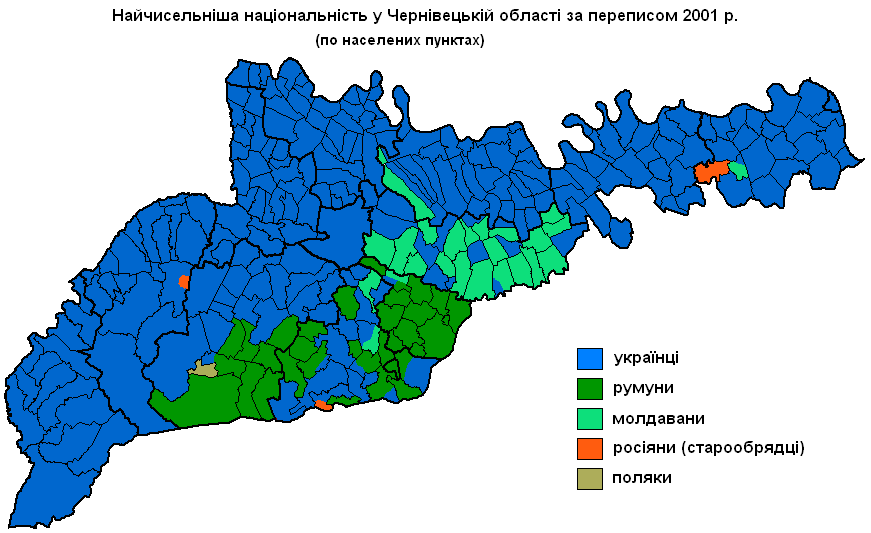
Найбільша національність а у містах, селищах та селах Чернівецької області за переписом 2001 р.

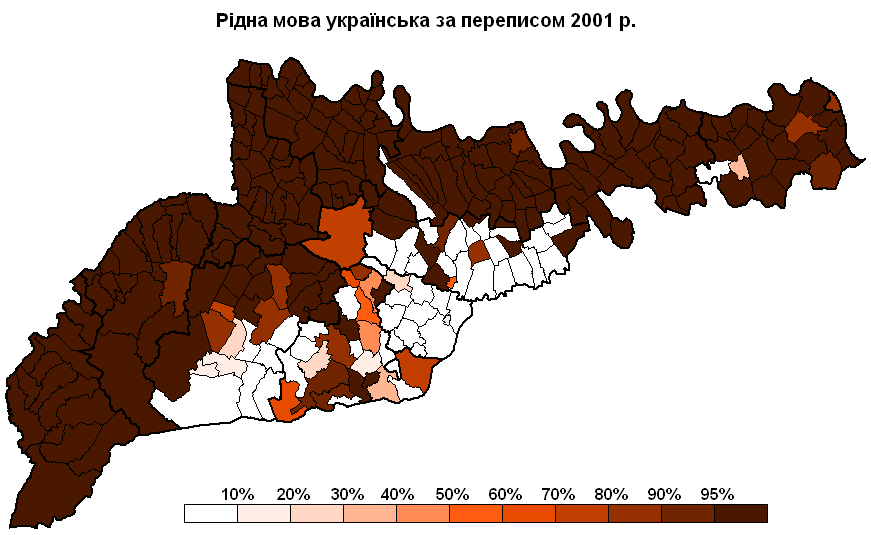
Частка населення, що назвало рідною українську мову у міських, селищних та сільських радах Чернівецької обл. за переписом 2001 р.

За даними перепису 2001 р. у найменшій за населенням Чернівецькій області проживало 689 056 українців, що становило 1,8 % їх загальної чисельності в Україні (25 місце, менше лише у Криму та Севастополі). Чернівецька область є одним із 14 регіонів України, у яких було зафіксоване зростання кількості українців у всі міжпереписні періоди, починаючи з 1959 р. За 1959—2001 рр. чисельність українців у області зросла на 33,0 % (9 місце), що у 2 рази більше ніж у середньому по країні.
Українці становили 75,0 % населення Чернівецької області (20 місце серед регіонів України), що є найнижчим показником серед усіх регіонів центральної та західної України. Найменша частка українців зафіксована південних районах області: Герцаївському (5,0 %), Новоселицькому (34,0 %), Глибоцькому (46,5 %), Сторожинецькому (59,6 %) районах, тоді як західні та північні райони (Заставнівський, Вижницький, Путильський, Кіцманський, Кельменецький) були майже мононаціональними, з часткою українців понад 97 %.
Герцаївський район розташований на південному сході області є єдиним районом України, де більшість населення є румунами за національністю. Цей район відзначається і найнижою питомою вагою українців у населенні і найвищою вагою національної меншини серед усіх адміністративних одиниць України. Українці становлять тут 5,0 % населення і є більшістю лише у с. Маморниця. В інших населених пунктах району переважають румуни, які становлять 91,5 % населення (93,8 % разом з молдованами).
У Новоселицькому районі українці становили 34,0 % населення, поступаючись молдованам, яких налічувалося 57,5 % (разом з румунами — 64,3 %). Українці переважали у райцентрі — місті Новоселиця (бл. 55 % населення), а також у 14 з 42 сіл району. Зокрема у селах Рідківці, Топорівці, Чорнівка, Ванчинець, Довжок, Жилівка, Зелений Гай, Котелеве, Подвірне, Рингач, Шишківці, Слобода, Ревківці, Щербинці. І інших 28 селах району переважало молдовсько-румунське населення.
У Глибоцькому районі українці становили 46,5 % (румуни — 45,3 %, молдовани — 6,1 %). Українське населення переважало у райцентрі, селищі Глибока (понад 80 %), а також у 18 з 37 сіл району, зокрема у селах Валя Кузьмина, Слобідка, Кам'янка, Коровія, Корчівці, Луковиця, Кут, Михайлівка, Червона Діброва, Горбівці, Старий та Новий Вовчинець, Стерче, Тарашани, Турятка, Чагор, Черепківці та Петричанка. У інших 19 селах Глибоцького району українці за чисельністю поступалися представникам інших національностей, зокрема молдованам (села — Молодія, Привороки), росіянам-старообрядцям (Біла Криниця) та румунам (Багринівка, Волока, Грушівка, Опришени, Димка, Йорданешти, Карапчів, Купка, Тереблече, Верхні та Нижні Синівці, Станівці, Поляна, Сучевени, Просіка, Просокиряни)
У Сторожинецькому районі українці становили 59,6 % і переважали у північній та центральній частині, тоді як на півдні району більшість населення становили румуни та поляки. Румуни були у більшості у 10 населених пунктах району — селищі Красноїльськ, селах Буденець, Верхні та Нижні Петрівці, Їжівці, Глибочок (Урсоя), Чудей, Аршиця, Ропча, Череш, поляки — у селі Стара Красношора.
У Хотинському районі українці були найчисельнішою національністю у всіх населених пунктах, за винятком с. Колінківці, де переважали молдовани. У Сокирянському районі українці були в меншості лише у селах Грубна (переважали росіяни — старообрядці) та Шишківці (молдовани). У Вижницькому районі — у селі Липовани (відносна більшість населення — старообрядці). У чотирьох районах, Кельменецькому, Заставнівському, Путильському та Кіцманському, українці переважали в усіх населених пунктах.

### Центр
До 1930-х років на території центральних областей проживало більше половини чисельності українського населення України. До 1959 р. цей показник зменшився до 43,1 %, у 1989 р. — до 38,8 % і у 2001 р. до 37,7 %. Зростала лише частка Києва, у якому у 1959 р. проживало лише 2,1 % українців України, тоді як у 1989 р. — 5,0 %, а у 2001 р. — 5,6 %. В дев'яти областях без Києва у 1959 р. проживало 41,0 % українців України, у 1989 р. — тільки 33,8 %, і у 2001 р. — 32,1 %.
Центральний регіон у XX ст. характеризувався найнижчими темпами приросту населення, зокрема і українського. За 1959—2001 рр. чисельність українців збільшилась тут лише на 2,2 % (у 7,6 разів менше ніж в середньому по країні). Приріст українського був зафіксований лише у Києві (+1446,9 тис., +218 %) та Київській області (+82,8 тис., +5,7 %), тоді як у інших центральних областях депопуляція українського населення розпочалася ще у 1930-ті роки та продовжувалася у післявоєнний період, найбільше скоротилася чисельність українців у Чернігівській (-312,8 тис., −21,2 %) та Вінницькій (-292,3 тис., −14,9 %) областях.
Станом на 2001 рік, у дев'яти центральних областях та Києві проживало 14 168 245 українців, майже 38 % їх загальної чисельності в Україні. Питома вага українців коливалась від 82,2 % у Києві до 94,9 % у Вінницькій області. В абсолютних цифрах, найбільша кількість українців була зафіксована у Києві (2 110 767, 5,4 % загальноукраїнської чисельності, 4 місце) та Вінницькій області (1 674 135, 4,5 % загальноукраїнської чисельності, 7 місце), найменша — у Кіровоградській області (1 014 616 осіб, 2,7 % загальноукраїнської чисельності, 22 місце)

#### Вінницька область
У Вінницькій області за даними перепису 2001 р. проживало 1 674 135 українців, що становило 4,5 % їх загальної чисельності в Україні (7 місце). За 1959—2001 рр. чисельність українців у області зменшилася на 14,9 % (передостаннє 26 місце), а питома вага Вінницької області у чисельності українців скоротилася з 6,1 % у 1959 р. (3 місце) до 4,5 % (7 місце).
Українці становили у 2001 р. 94,9 % населення Вінницької області (1 місце серед областей центру та 5 місце серед усіх регіонів України). У населенні всіх районів та міст обласного підпорядкування більшість населення були українцями, від 87,2 % у Вінниці до понад 98 % у сільських районах. Українці становили більшість населення в усіх населених пунктах Вінницької області, за винятком сіл Новомикільськ Могилів-Подільського, Пилипи-Борівські Томашпільського, Калинівка Тульчинського, Борсків Тиврівського районів та ще декількох невеликих поселень, де переважали росіяни-старообрядці.

#### Житомирська область
У Житомирській області за даними перепису 2001 р. проживало 1 254 855 українців, що становило 3,3 % їх загальної чисельності в Україні (15 місце). За 1959—2001 рр. чисельність українців у області зменшилася на 7,4 % (22 місце), а питома вага Житомирської області у загальній чисельності українців скоротилася на 0,9 в.п., з 4,2 %(12 місце) до 3,3 % (15 місце).
Українці становили у 2001 р. 90,3 % населення Житомирської області (7 місце серед областей центру та 12 місце серед усіх регіонів України). У населенні всіх районів та міст обласного підпорядкування українцями становили більшість населення, від 82,9 % у Житомирі до понад 97 % у сільських районах та у більшості населених пунктів області. Другими за чисельністю були росіяни які проживали переважно у містах. У селах Трудолюбівка, П'ятидуб Малинського, Мамеч Овруцького, Великі Кошарища Коростишівського та Нитине Ємільчинського районів найчисельнішою групою були росіяни-старообрядці. Третьою національністю Житомирської області були поляки, більшість яких проживали у південно-західній частині області і переважали серед населення багатьох сіл Романівський район, Баранівського, Новоград-Волинського, Червоноармійського, Ємільчинського, Володарсько-Волинського, Ружинського, Бердичівського районів.

#### Київська область
У Київській області за даними перепису 2001 р. проживало 1 684 803 українців, що становило 4,5 % їх загальної чисельності в Україні (6 місце). Київська область була єдиною з центральних областей, де чисельність українців за 1959—2001 рр. збільшилась, на 5,2 % (18 місце), але питома її питома вага у загальній чисельності українців все одно скоротилася з 4,98 % у 1959 р. до 4,49 % у 2001 р..
Українці становили у 2001 р. 92,5 % населення Київської області (5 місце серед областей центру та 10 місце серед усіх регіонів України). У населенні всіх районів та міст обласного підпорядкування більшість населення були українцями, від 63,3 % у Славутичі і 87,4 % у Броварах та Білій Церкві до понад 97 % у південних сільських районах. Українці становили більшість населення в усіх населених пунктах Київської області, за винятком сіл Рахвалівка та Красилівка Іванківського району, де переважали росіяни-старообрядці.

#### Кіровоградська область
У Кіровоградській області за даними перепису 2001 р. проживало 1 254 855 українців, що становило 2,7 % їх загальної чисельності в Україні (22 місце). За 1959—2001 рр. чисельність українців у області зменшилася на 6,0 % (21 місце), а питома вага Кіровоградської області у загальній чисельності українців скоротилася на 0,7 в.п., з 3,4 % (15 місце) до 2,7 % (22 місце).
Українці становили у 2001 р. 90,1 % населення Кіровоградської області. Вони переважали серед населення всіх районів та міст обласного підпорядкування, від 83,6 % у Світловодську і 83,7 % у Вільшанському районі до понад 96 % у сільських районах. Українці становили абсолютну або відносну більшість населення в усіх населених пунктах Кіровоградської області, за винятком сіл Клинці, Калинівка, Червоний Яр Кропивницького, Воронцівка Новгородківського, Золотарівка, Микільське Світловодського, Камбурліївка, Зибкове Онуфріївського районів, де переважали росіяни-старообрядці та кількох сіл на південному сході Вільшанського району (Станкувате, Мала Мазниця), бе більшість становили болгари. У деяких населених пунктах мешкала значна кількість молдован, які становили до половини населення сіл Арепівка, Червоний Ташлик Новоукраїнського, Котівка, Мартоноша Новомиргородського районів та деяких інших селах центральної частини області.

#### Полтавська область
У Полтавській області за даними перепису 2001 р. проживало 1 481 167 українців, що становило 4,0 % їх загальної чисельності в Україні (9 місце). За 1959—2001 рр. чисельність українців у області зменшилася на 2,9 % (20 місце), а питома вага Полтавської області у загальній чисельності українців скоротилася на 0,8 в.п., з 4,7 % (7 місце) до 3,9 % (9 місце).
Українці становили у 2001 р. 91,4 % населення Полтавської області (6 місце серед областей центру та 11 місце серед усіх регіонів України). У населенні всіх районів та міст обласного підпорядкування більшість населення були українцями, від 77,7 % у Горішніх Плавнях і 83,1 % у Кременчуці до понад 97 % у північних та західних сільських районах. Українці становили більшість населення в усіх населених пунктах Полтавської області, за винятком невеликого села Пругли Зіньківського району (населення 5 осіб), де проживало 2 українців та 3 турків-месхетинців. Месхетинці проживають і у інших селах району, особливо Глинському.

#### Сумська область

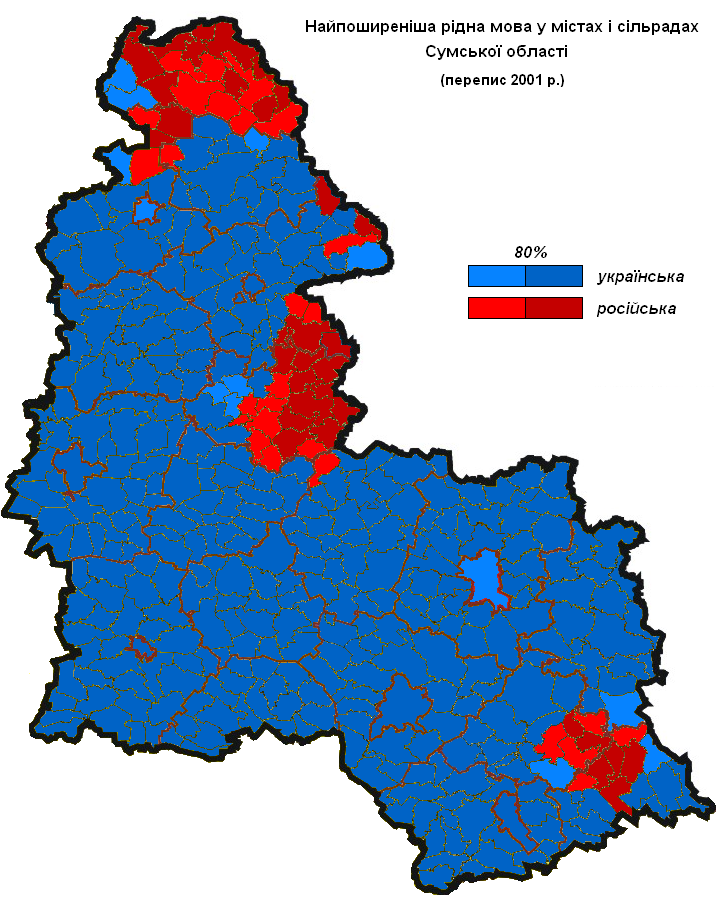
Найпоширеніша рідна мова у містах і сільрадах Сумської області за переписом 2001 р.

У Сумській області за даними перепису 2001 р. проживало 1 152 034 українців, що становило 3,1 % їх загальної чисельності в Україні (17 місце). За 1959—2001 рр. чисельність українців у області зменшилася на 13,4 % (25 місце), а питома вага Сумської області у загальній чисельності українців скоротилася на 1,1 в.п., з 4,14 % (13 місце) до 3,07 % (17 місце).
Українці становили у 2001 р. 88,8 % населення Сумської області (останнє, 9 місце серед областей центру та 14 місце серед усіх регіонів України). Українці переважали у населенні всіх районів та міст обласного підпорядкування, за винятком Путивльського району, де більшість населення становили росіяни. У Недригайлівському, Липоводолинському, Буринському, Роменському, Конотопському, Охтирському, Лебединському районах частка українців сягає понад 97 %, ці райони є одними з найбільш моноетнічних на лівобережній Україні.
Населені пункти, де переважають етнічні росіяни, а українці є у меншості, існують майже у всіх районах області, що межують з Російською Федерацією. Абсолютна більшість таких населених пунктів припадає на Путивльський, Глухівський та Великописарівський райони.
- Путивльський район ‒ м. Путивль та бл. 55 російських сіл (з ~90) переважно у західній частині району, росіян у районі за переписом 2001 р. — бл. 52 %
- Глухівський район ‒ смт. Шалигине та бл. 18 російських сіл на заході району, росіян у районі за переписом 2001 р. — бл. 15 %
- Великописарівський район ‒ 14 російських сіл у північній частині району, росіян у районі за переписом 2001 р. — бл. 25 %
- Тростянецький район ‒ 7 російських сіл на південному заході району, росіян у районі за переписом 2001 р. — бл. 10 %
- Шосткинський район ‒ 6 російських сіл на півночі району, росіян у районі за переписом 2001 р. — бл. 8 %
- Краснопільський район ‒ села Порозок та Верхня Пожня на півдні району.
- Середино-Будський район ‒ частина сіл на кордоні з Росією.
- Сумський район ‒ села Перше Травня та Костянтинівка на півночі району
- Білопільський район ‒ села Старі Вирки та Нові Вирки на північному заході району

#### Хмельницька область
У Хмельницькій області за даними перепису 2001 р. проживало 1 339 331 українців, що становило 3,6 % їх загальної чисельності в Україні (13 місце). За 1959—2001 рр. чисельність українців у області зменшилася на 7,8 % (23 місце), а питома вага Хмельницької області у загальній чисельності українців скоротилася на 0,95 в.п., з 4,52 % (9 місце) у 1959 р. до 3,57 % (13 місце) у 2001 р.
Українці становили у 2001 р. 93,9 % населення Хмельницької області (2 місце серед областей центру та 7 місце серед усіх регіонів України). У населенні всіх районів та міст обласного підпорядкування більшість населення були українцями, від 87,7 % у Нетішині і 88,3 % у Хмельницькому до понад 98 % у сільських районах (Білогірський район, Дунаєвецькому, Кам'янець-Подільському, Старокостянтинівському, Старосинявському, Теофіпольському і понад 99 % у Чемеровецькому районі.
Українці переважали у населенні більшості міст та сіл області. Винятками були частина сіл на південному сході, де переважали росіяни-старообрядці та у центрі і заході області, де переважали поляки. Росіяни-старообрядці були найчисельнішою національністю у селах Пилипи-Хребтіївські, Соколівка, Хворосна Новоушицького району та Дружба Віньковецького району. Крім того, вони становили близько половини населення села Петрашівка Віньковецького району.
Польські села розташовувалися переважно у Полонському, Хмельницькому, Городоцькому та Волочиському районах, де була зафіксована найвища питома вага поляків у населенні. У Городоцькому районі вони становили у 2001 р. 7,2 % населення (1989 р. — 9,0 %, 1959 р. — 13,8 %), у Полонському 6,6 % (1989 р. — 8,3 %, 1959 р. — 12,0 %), у Хмельницькому — 3,9 % (1989 р. — 4,4 %, 1959 р. — 11,2 %). Абсолютна більшість поляків Хмельницької області були україномовними, українську назвали рідною 86,2 % з них, тоді як польську тільки 10,9 %. Більшість польськомовних поляків проживають у Хмельницькому районі, у селах Мацьківці, Шаровечка, Олешківці а також у селі Олександрівка Старосинявського району.

#### Черкаська область
У Черкаській області за даними перепису 2001 р. проживало 1 301 183 українців, що становило 3,5 % їх загальної чисельності в Україні (14 місце). За 1959—2001 рр. чисельність українців у області зменшилася на 7,9 % (24 місце), а питома вага Черкаської області у загальній чисельності українців скоротилася на 0,92 в.п., з 4,39 % (11 місце) у 1959 р. до 3,47 % (14 місце) у 2001 р.
У 2001 р. українці становили 93,1 % населення і переважали в усіх районах та населених пунктах Черкаської області, від 83,3 % у Черкасах до понад 98 % у сільських районах західної частини області.

#### Чернігівська область
У Чернігівській області за даними перепису 2001 р. проживало 1 155 354 українців, що становило 3,1 % їх загальної чисельності в Україні (16 місце). Чернігівська область є лідером серед усіх регіонів України як за загальними темпами депопуляція, так і за темпами депопуляції українського населення. За 1959—2001 рр. чисельність українців у області зменшилася на 21,3 % (останнє 27 місце), а питома вага Чернігівської області у загальній чисельності українського населення України скоротилася на 1,49 в.п., з 4,57 %(8 місце) до 3,08 % (16 місце).
У 2001 р. українці становили 93,5 % населення області і переважали у всіх районах містах обласного підпорядкування. Найвищою питомою вагою українців (понад 97—98 %) відзначалися південні та центральні райони, а найнижчою — Чернігів (86,3 %) та північні райони (90—94 %). За винятком смт. Радуль, смт. Добрянка Ріпкинського району, а також деяких сіл Новгород-Сіверського, Семенівського та Сновського районів, українці переважали в усіх населених пунктах області.

#### Київ

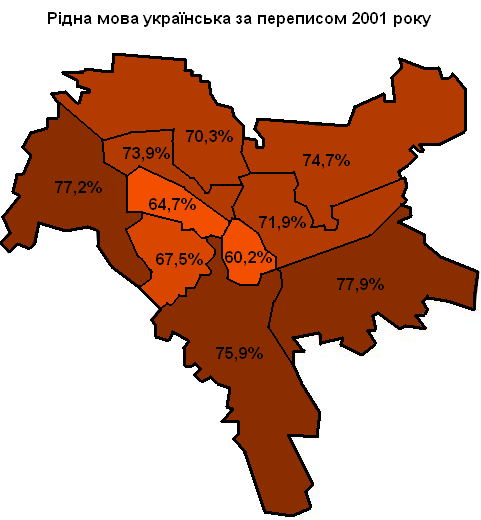
Частка осіб, що назвали рідною мовою українську, у районах Києва за результатами перепису 2001 р.

За переписом 2001 р. у Києві налічувалося 2 110 767 українців, 5,6 % їх загальної чисельності в Україні. Київ є лідером серед регіонів за приростом українського населення у 20 ст., за 1919—2001 рр. його кількість зросла більше ніж у 16 разів, зокрема за 1919 ‒ 1959 рр. — у 5,2 рази а 1959 ‒ 2001 рр. — у 3,2 рази. Частка Києва у загальній чисельності українців України збільшилася з прибл. 0,2 % наприкінці XIX ст. до 2,1 % у 1959 р., 5,0 % у 1989 р. і 5,6 % у 2001 р.
Динаміка чисельності українців у Києві:

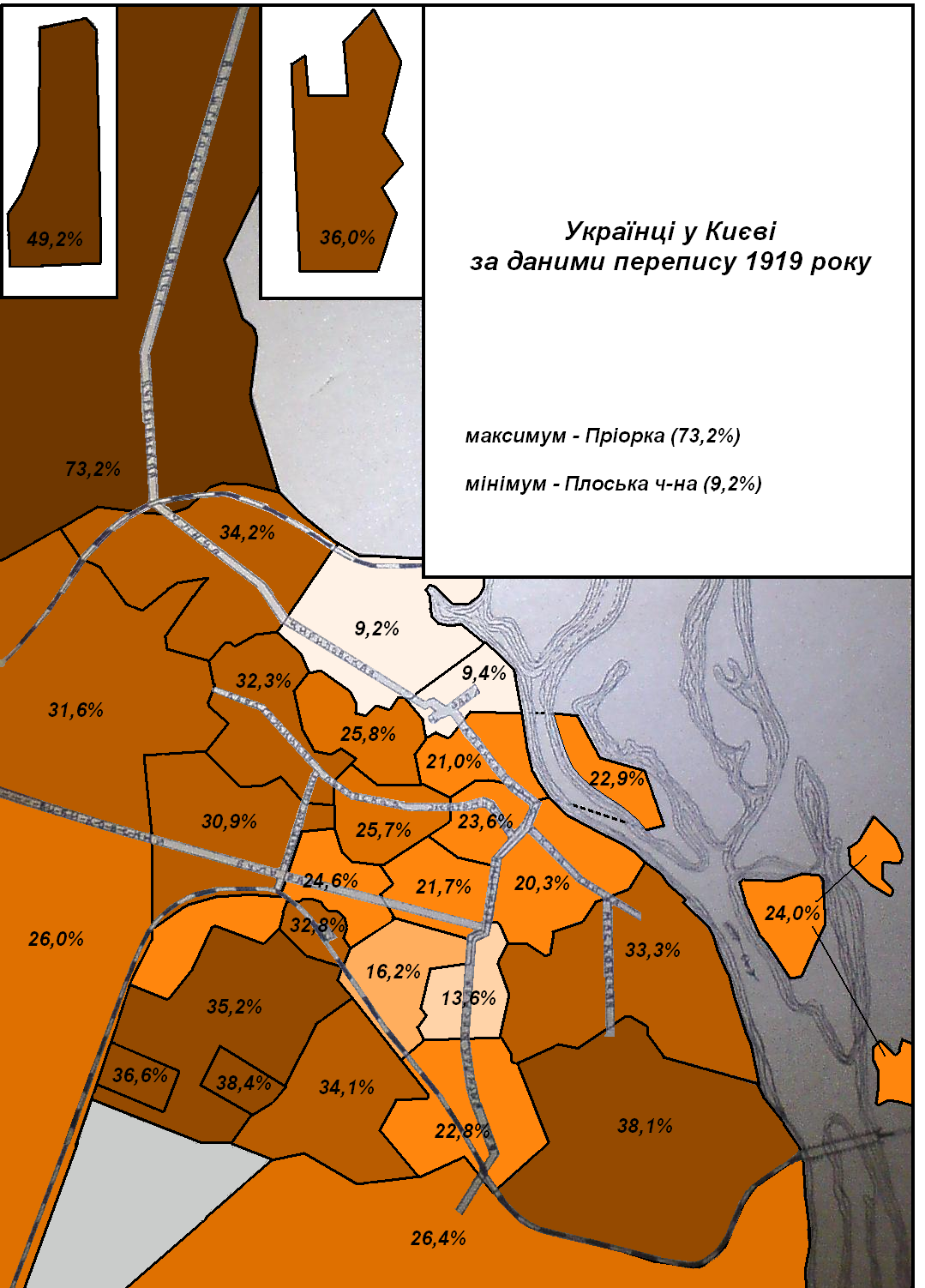
Українці у Києві за даними перепису 1919 р.

| рік перепису | чисельність українців | середньорічний приріст за міжпереписний період |
| 1919         | 128 664               |                                                |
| 1926         | 216 528               | + 7,72 %                                       |
| 1939         | 450 556               | + 5,80 %                                       |
| 1959         | 663 851               | + 1,96 %                                       |
| 1979         | 1 455 579             | + 4,00 %                                       |
| 1989         | 1 863 674             | + 2,50 %                                       |
| 2001         | 2 110 767             | + 1,04 %                                       |

За переписом 2001 р. українці становили 82,2 % населення Києва, що на 9,7 в.п. більше ніж у 1989 р. Найвища питома вага українців (понад 84 %) була зафіксована у населенні Святошинського, Голосіївського та Дарницького районів, найнижча (менше 80 %) — у населенні Печерського, Шевченківського та Солом'янського районів.
У 1939 р. у Києві українці становили 53,21 % населення. Вони переважали за чисельністю у 8 з 9 районів міста, крім центрального Ленінського району, де більшість становили євреї (46,1 % проти 35,5 % українців). У іншому центральному районі, Сталінському (пізніше — Радянському), українці були у відносній більшості (44,8 % проти 32,9 % євреїв та 18,0 % росіян). У інших районах Києва у 1939 р. налічувалося понад 50 % українців. Найвищим відсотком (75,5 %) вирізнявся лівобережний Дарницький район.
За Київським переписом населення 1919 р. у Києві налічувалося 128 664 українців, або 23,62 % населення. Найвища питома вага українців була зафіксована на околицях Києва: Пріорці (73,2 %), Пущі-Водиці (49,2 %), Олександрівці (38,4 %), Звіринці (38,1 %), а найнижча — на Подолі та у деяких центральних районах (9 ‒ 16 %)
Динаміка частки українців а також росіян і євреїв у населенні Києва за даними переписів населення:
| рік перепису | 1919   | 1926   | 1939   | 1959   | 1970   | 1979   | 1989   | 2001   |
| українці     | 23,6 % | 42,3 % | 53,2 % | 60,1 % | 64,8 % | 67,9 % | 72,5 % | 82,2 % |
| росіяни      | 42,7 % | 24,5 % | 16,5 % | 23,0 % | 22,9 % | 22,1 % | 20,9 % | 13,1 % |
| євреї        | 21,1 % | 27,4 % | 26,5 % | 13,9 % | 9,3 %  | 6,2 %  | 3,9 %  | 0,7 %  |
|              |        |        |        |        |        |        |        |        |

### Схід

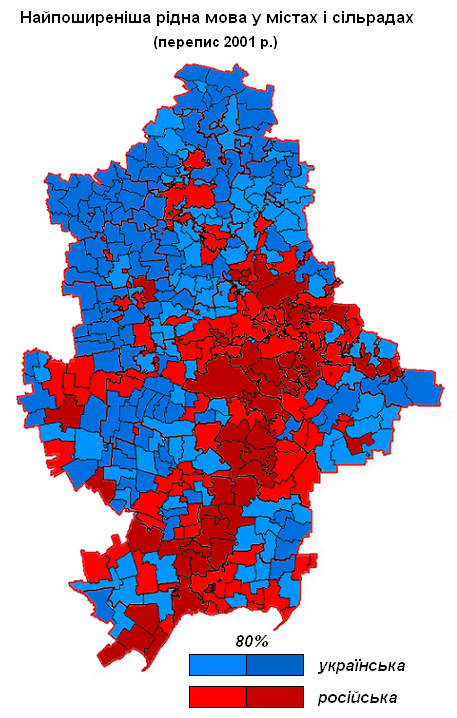
Найпоширеніша рідна мова у містах і сільрадах Донецької області за переписом 2001 р.

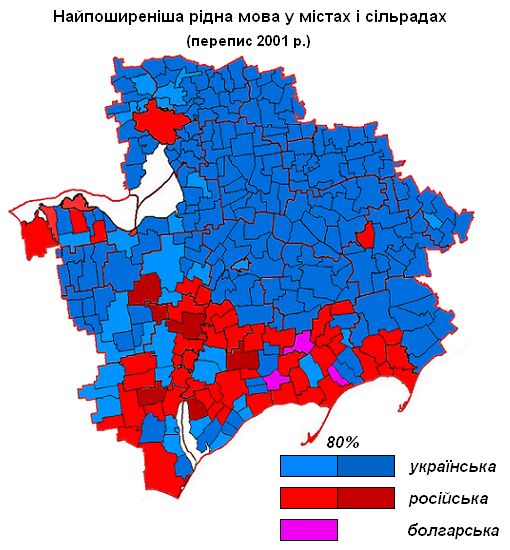
Найпоширеніша рідна мова у містах і сільрадах Запорізької області за переписом 2001 р.

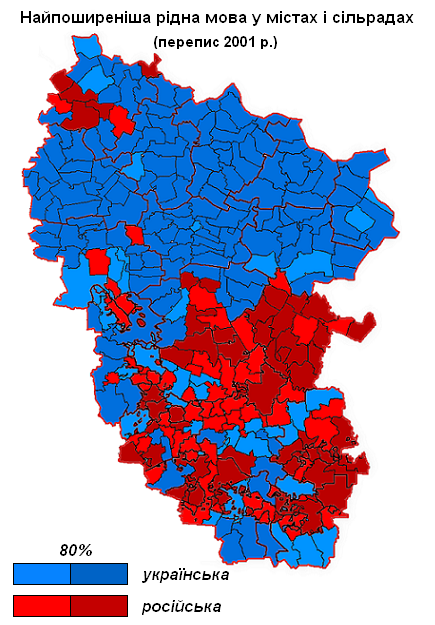
Найпоширеніша рідна мова у містах і сільрадах Луганської області за переписом 2001 р.

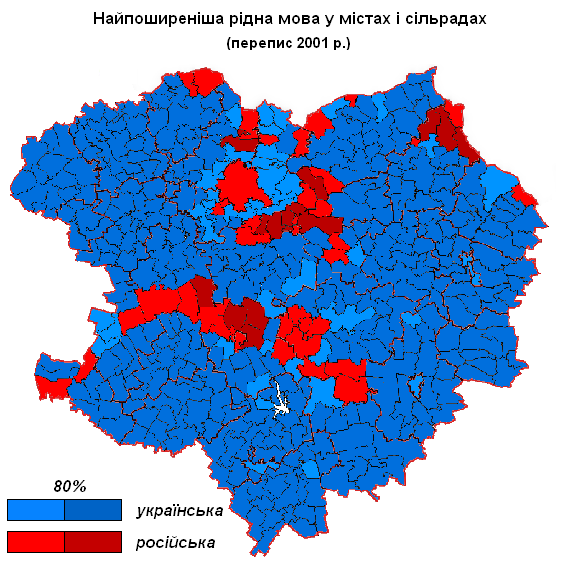
Найпоширеніша рідна мова у містах і сільрадах Харківської області за переписом 2001 р.

На території п'яти східних областей у 2001 р. проживало 10 455 100 українців, 27,8 % їх загальної чисельності в Україні. Порівняно з 1959 р. кількість українців зросла на 21,3 %, що більше ніж в середньому по країні. Частка східних областей у загальній чисельності українського населення зросла на 1 в.п., з 26,8 % у 1959 р. до 27,8 % у 2001 р. Найбільший приріст був зафіксований у Запорізькій (+36,5 %, 6 місце) та Дніпропетровській (+34,4 %, 8 місце) областях, які характиризувалися і найвищим приростом загальної чисельності населення.
Дві області регіону, Дніпропетровська і Донецька, посідали відповідно 1 та 2 місця за загальною чисельністю українського населення. Їх налічувалося за переписом 2001 року 2 825 781 (7,5 % від загальної чисельності) і 2 744 149 (7,3 %) відповідно. З початку 1950-х років і до середини 1970-х лідером за кількістю українців була Донецька область і тільки у 1979 р. вона вперше поступилася Дніпропетровській.
Українці у 2001 р. становили 66,4 % населення східних областей, від 56,9 % у Донецькій до 79,3 % у Дніпропетровській. Серед сільського населення частка українців є значно більшою і перевищує 80 %. Так у Донецькій області українці становили 73,5 % сільського населення проти 55,0 % міського, у Харківській 81,4 % проти 67,8 %, у Луганській 72,7 % проти 55,6 %.
Попри стабільний приріст чисельності українців у радянський період, східні області були лідерами за темпами падіння частки українців у населенні. Так, у Дніпропетровській області їх частка зменшилася з 77,8 % у 1959 р. до 71,6 % у 1989 р., Донецькій з 55,6 % до 50,7 %, Луганській з 57,8 % до 51,9 %, Запорізькій з 68,3 % до 63,1 %, Харківській з 68,8 % до 62,8 %. Проте у 1989—2001 рр. частка українців зросла в усіх східних областях, і перевищила показники 1959 р.

#### Дніпропетровська область
У Дніпропетровській області за даними перепису 2001 р. проживала найбільша кількість українців серед усіх регіонів України (2 825 781 осіб, абл 7,5 % їх загальної чисельності. Дніпропетровська область є одним із 14 регіонів України, у яких було зафіксоване зростання кількості українців у всі міжпереписні періоди, починаючи з 1959 р. За 1959—2001 рр. чисельність українців у області зросла на 34,4 % (8 місце), що у 2,1 рази більш ніж у середньому по країні. Питома вага Дніпропетровської області у чисельності українців України збільшилася з 6,54 % у 1959 р. (2 місце) до 7,53 % у 2001 р. (1 місце).
У 2001 р. на українців припадало 79,3 % населення Дніпропетровської області, що є найвищим показником серед областей східної України. Серед міського населення українці становили 77,1 %, серед сільського — 90,4 %. За винятком Тернівської міськради, де більшість населення були росіянами за національністю (52,9 %), українці переважали в усіх районах та містах обласного підпорядкування області. Їх найвища питома вага була зафіксована у північних та східних районах: Петриківському (95,2 %), Царичанському (94,9 %), Покровському (94,2 %), Межівському (94,0 %), а найнижча — у містах, розташованих на території Західного Донбасу: Тернівці (43,5 %), Першотравенську (60,4 %), Павлограді (72,3 %). Найвища частка українців у містах обласного підпорядкування була зафіксована у Вільногірську (85,8 %), Новомосковську та Синельниковому (по 84,5 %).
У більшості населених пунктів області українці були найчисельнішою національністю, за винятком сіл Борисівка Нікопольського району, Нова Дача, Степ, Свідівок, Богдано-Вербки, Тельмана, Мерцалівка, Богданівка Павлоградського району, Осадче, Нововербське, Сонцеве Петропавлівського району, у яких переважали росіяни.

#### Донецька область
У Донецькій області за даними перепису 2001 р. проживало 2 744 149 українців, що становило 7,3 % їх загальної чисельності в Україні (2 місце після Дніпропетровської області). Донецька область є одним із 14 регіонів України, у яких було зафіксоване зростання кількості українців у всі міжпереписні періоди, починаючи з 1959 р. За 1959—2001 рр. чисельність українців у області зросла на 15,9 % (19 місце), що приблизно дорівнює середньому приросту по країні. Питома вага Донецької області у чисельності українців України зменшилася з 7,36 % у 1959 р. (1 місце) до 7,31 % у 2001 р. (2 місце)
Українці становили 56,9 % населення Донецької області, зокрема серед міського населення 55,0 %, сільського 73,5 %, і були найчисельнішою національністю у всіх районах та більшості міст обласного підпорядкування, за винятком міст Єнакієве, Макіївка та Донецьк, де переважали росіяни. Найвища питома вага українського населення була зафіксована у північних (слобожанських) та північно-західних районах: Олександрівському (91,9 %), Добропільському (89,4 %), Слов'янському (87,1 %), Покровському (86,8 %), Лиманському (83,3 %) районах, а найнижча (50 ‒ 65 %) ‒ у південних приазовських районах Нікольському, Новоазовському, Мангушському, Бойківському, Старобешівському.
Серед міст найвищою часткою українців у населенні характеризувалися міста Лиман (84,4 %), Покровськ (75,0 %), Слов'янськ (73,1 %), Добропілля (71,3 %) та Краматорськ (70,2 %), а найнижчою ‒ міста Єнакієве (40,8 %), Макіївка (43,0 %), Донецьк (46,6 %), Жданівка (48,1 %), Сніжне (48,8 %), Маріуполь (49,3 %) та Харцизьк (49,7 %).

#### Запорізька область
У Запорізькій області за даними перепису 2001 р. проживало 1 364 095 українців, що становило 3,6 % їх загальної чисельності в Україні (12 місце). Запорізька область є одним із 14 регіонів України, у яких було зафіксоване зростання кількості українців у всі міжпереписні періоди, починаючи з 1959 р. За 1959—2001 рр. чисельність українців у області зросла на 36,5 % (6 місце), що у 2,2 рази більш ніж у середньому по країні. Питома вага Запорізької області у чисельності українців України збільшилася з 3,11 % у 1959 р. (18 місце) до 3,63 % у 2001 р. (12 місце)
Українці становили 70,8 % населення Запорізької області, зокрема серед міського населення 68,8 %, сільського 77,0 %, і переважали в усіх районах та містах області. Питома вага українців у населенні коливалася від 90‒95 % у північно‒східних районах (Гуляйпільському, Новомиколаївському, Пологівському, Оріхівському, Чернігівському, Більмацькому) до 50‒60 % у південних містах (Мелітополі, Бердянську) та районах (Приморському, Приазовському, Мелітопольському, Якимівському).

#### Луганська область
У Луганській області за даними перепису 2001 р. проживало 1 472 37 українців, що становило 3,9 % їх загальної чисельності в Україні (10 місце). За 1959—2001 рр. чисельність українців у області зросла а 4,0 % (18 місце), що вчетверо менше ніж у середньому по країні. Луганська область була єдиною областю сходу, де спостерігалося зменшення чисельності українського населення у 1989—2001 р. Питома вага Луганської області у чисельності українців України зменшилася з 4,40 % у 1959 р. (10 місце) до 3,92 % у 2001 р. (10 місце)
Українці становили 58,0 % населення Луганської області, зокрема серед міського населення 55,6 %, сільського 72,7 %, і переважали у 16 з 18 районів та у 10 з 14 міст обласного підпорядкування. Питома вага українців у населенні коливалася в межах від 90‒95 % у північних районах (Марківському, Новопсковському, Сватівському, Білокуракинському) до менше ніж 50 % у Станично-Луганському, Краснодонському районах та містах Луганськ, Краснодон, Свердловськ, Красний Луч, Антрацит та Стаханов. У цих районах і містах, за винятком Луганська та Антрацита, найчисельнішою національністю були росіяни.

#### Харківська область
У Харківській області за даними перепису 2001 р. проживало 2 048 699 українців, що становило 5,5 % їх загальної чисельності в Україні (5 місце). Харківська область є одним із 14 регіонів України, у яких було зафіксоване зростання кількості українців у всі міжпереписні періоди, починаючи з 1959 р. За 1959—2001 рр. чисельність українців у області зросла на 18,1 % (14 місце), що приблизно дорівнює середньому приросту по країні. Питома вага Харківської області у чисельності українців України збільшилася з 5,39 % у 1959 р. (5 місце) до 5,46 % у 2001 р. (5 місце)
Українці становили 70,8 % населення Харківської області, зокрема серед міського населення ‒ 67,8 %, серед сільського ‒ 81,4 %, та переважали в усіх районах та містах обласного підпорядкування. Найвища питома вага українців (понад 92 %) була зафіксована у північно‒західних районах: (Богодухівському, Краснокутському, Валківському, Коломацькому), а також у деяких південних (Сахновщинському, Близнюківському) та східних (Печенізькому, Шевченківському, Борівському) районах. Найнижча питома вага українців була зафіксована у містах Чугуїв (54,6 %), Первомайський (56,2 %), Харків (61,0 %), а також у Чугуївському (57,0 %) та Первомайському (63,5 %) районах.

### Південь
На території трьох південних областей та Криму за переписом 2001 р. проживало 4 115 018 українців, або 11,0 % їх загальної чисельності в Україні. Порівняно з 1959 р. кількість українців зросла на 42,7 %, що є найвищим показником серед усіх макрорегіонів. більше ніж в середньому по країні. Найбільший приріст був зафіксований у Криму з Севастополем (+115,4 %, 2 місце після Києва), найменший ‒ у Миколаївський області (+25,7 %, 12 місце). Частка півдня у загальній чисельності українського населення за 1959 ‒ 2001 рр. зросла на 2 в.п., з 9,0 % до 11,0 %.
Найбільша кількість українців була зафіксована у Одеській області (1 542 341 осіб, 8 місце по Україні), найменша ‒ у Криму з Севастополем (689 056, останнє місце серед регіонів України), зокрема у АРК ‒ 492 227 осіб та у Севастопольській міськраді ‒ 84 420 осіб.
Українці за переписом 2001 р. становили 56,4 % населення південних областей, що є найнижчим показником серед усів макрорегіонів. При цьому на Кримському півострові українців налічувалося лише 24,0 %, тоді як на материковій частині ‒ 72,3 %. Найвища питома вага українського населення спостерігалася у Херсонській (82,0 %) та Миколаївській (81,9 %) областях, найнижча ‒ у Севастополі (22,4 %) та Автономній республіці Крим (24,3 %).

#### Крим

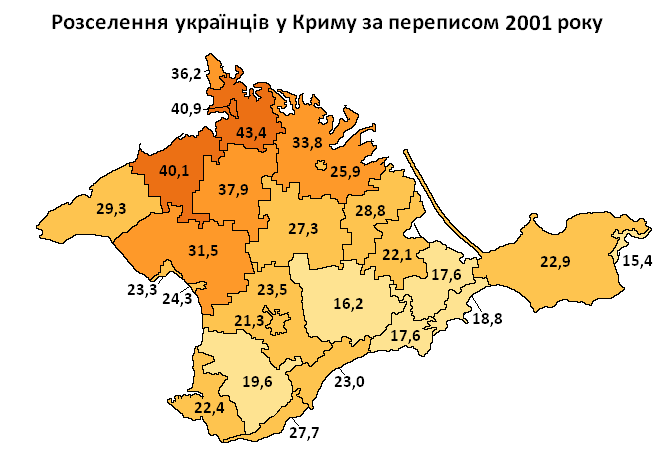
Частка українців у містах та районах Криму за переписом 2001 р.

У Криму в межах Автономної Республіки Крим та Севастополя за даними перепису 2001 р. проживало 576 647 українців, що становило 1,5 % їх загальної чисельності в Україні (найменше серед усіх регіонів України). Зокрема на території Автономної республіки Крим мешкало 492 227 українців, на території Севастопольської міськради ‒ 84 420. За 1959 ‒ 2001 рр. чисельність українців на півострові зросла на 115,4 % (2 місце після Києва), що у 6,9 рази більш ніж у середньому по країні. Особливо швидко збільшувалася їх чисельність у 1959 ‒ 1989 рр., коли українське населення Криму збільшилася на 133,8 %, а питома вага у чисельності українців України ‒ вдвічі, з 0,83 % у 1959 р. до 1,67 % у 1989 р., зменшившись у 2001 р. до 1,54 %.
Динаміка чисельності та частки українців у Криму (з Севастополем) за даними переписів
|                     | 1897    | 1926    | 1939    | 1959    | 1970    | 1979    | 1989    | 2001    |
| кількість українців | 64 703  | 77 405  | 154 123 | 267 659 | 480 733 | 547 336 | 625 919 | 576 647 |
| частка у населенні  | 11,84 % | 10,84 % | 13,68 % | 22,28 % | 26,51 % | 25,01 % | 25,46 % | 24,01 % |

Українці становили у 2001 р. 24 % населення Кримського півострова, зокрема у межах АРК ‒ 24,3 %, у Севастополі ‒ 22,4 %. Найвища питома вага українців була зафіксована у районах Красноперекопському (43,4 %, 1 місце), Роздольненському (40,1 %), Первомайському (37,9 %, 1 місце), Джанкойському (33,8 %), містах Красноперекопську (40,9 %) і Армянську (36,2 %), а найнижча ‒ у містах Керч (15,4 %), Судак (17,6 %), Феодосія (18,8 %), а також у Білогірському (16,2 %) та Кіровському (17,6 %) районах.

#### Миколаївська область
У Миколаївській області за даними перепису 2001 р. проживало 1 034 446 українців, що становило 2,8 % їх загальної чисельності в Україні (20 місце). Миколаївська область є одним із 14 регіонів України, у яких було зафіксоване зростання кількості українців у всі міжпереписні періоди, починаючи з 1959 р. За 1959—2001 рр. чисельність українців у області зросла на 25,7 % (12 місце), що у півтора рази більш ніж у середньому по країні. Питома вага Миколаївської області у чисельності українців України збільшилася з 2,56 % у 1959 р. (21 місце) до 2,76 % у 2001 р. (20 місце).
Українці становили у 2001 р. 81,9 % населення Миколаївської області, зокрема серед міського населення ‒ 78,2 %, серед сільського ‒ 89,1 %. Серед районів та міст обласного підпорядкування найнижчою питомою вагою українців у населенні відзначаються Миколаїв (72,7 %) та Южноукраїнськ (73,9 %), а найвищою (понад 94 %) ‒ Кривоозерський, Врадіївський, Доманівський та Новобузький райони.

#### Одеська область

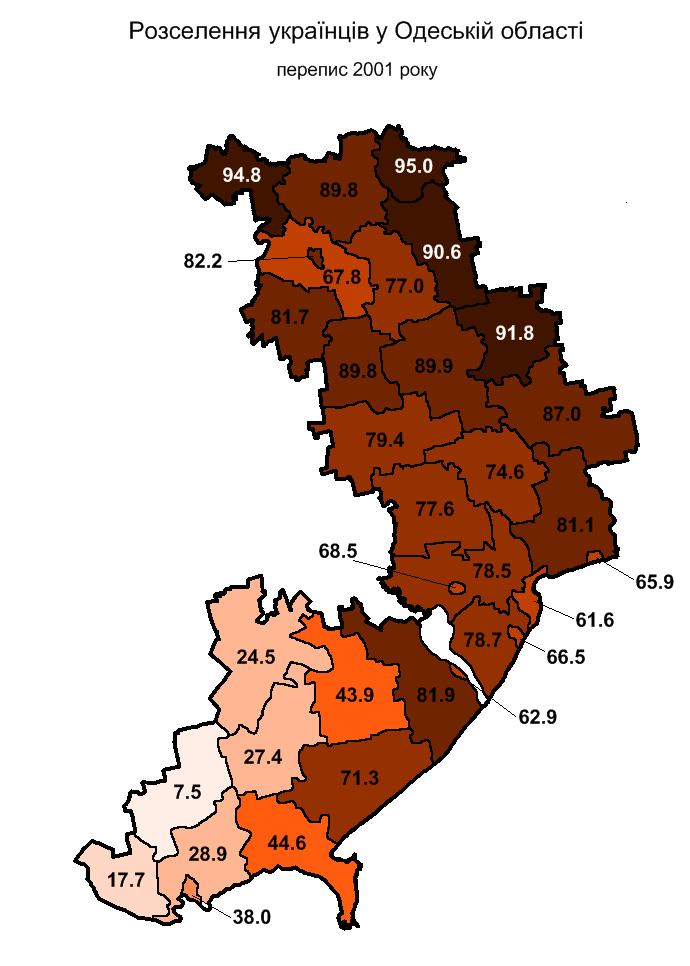
Частка українців у містах та районах Одеської області за переписом 2001 р.

У Одеській області за даними перепису 2001 р. проживало 1 542 341 українців, що становило 4,1 % їх загальної чисельності в Україні (8 місце). Одеська область є одним із 14 регіонів України, у яких було зафіксоване зростання кількості українців у всі міжпереписні періоди, починаючи з 1959 р. За 1959—2001 рр. чисельність українців у області зросла на 37,2 % (5 місце), що у 2,2 рази більш ніж у середньому по країні. Питома вага Одеської області у чисельності українців України збільшилася з 3,50 % у 1959 р. (14 місце) до 4,11 % у 2001 р. (8 місце)
Українці становили у 2001 р. 62,8 % населення Одеської області, зокрема серед міського ‒ 62,3 %, серед сільського ‒ 63,7 %. У Буджаку (південній частині області) на українців припадало 40,2 % населення, тоді як у північній частині області (включно з Одесою) ‒ 70,4 %.
Національний склад частин Одеської області:
|                  | населення, 2001 | українці | росіяни | болгари | молдовани | гагаузи | інші  |
| Північна частина | 1 835 099       | 70,4 %   | 20,9 %  | 1,1 %   | 2,5 %     | 0,2 %   | 4,9 % |
| Буджак           | 620 567         | 40,2 %   | 20,2 %  | 20,9 %  | 12,7 %    | 4,0 %   | 2,0 % |
| Одеська область  | 2 455 666       | 62,8 %   | 20,7 %  | 6,1 %   | 5,0 %     | 1,1 %   | 4,3 % |

Найвища частка українців у населенні була зафіксована у північних та північно-східних районах: Савранському (95,0 %), Кодимському (94,8 %), Миколаївському (91,8 %), Любашівському (90,6 %), найнижча ‒ у південно-західних районах Буджаку: Болградському (7,5 %), Ренійському (17,7 %), Тарутинському (24,5 %), Арцизькому (27,4 %), Ізмаїльському (28,9 %).
Українці були найчисельнішою національністю у більшості районів та міст обласного підпорядкування, за винятком районів:
- Болградського ‒ 7,5 % (болгари 60,8 %, гагаузи 18,7 %, росіяни 8,0 %)
- Ренійського ‒ 17,7 % (молдовани 49,0 %)
- Тарутинського ‒ 24,5 % (болгари 37,5 %)
- Арцизького ‒ 27,4 % (болгари 39,0 %)
- м.Ізмаїл ‒ 38,0 % (росіяни 43,7 %)

У відносній більшості українці були у Ізмаїльському (28,9 %), Саратському (43,9 %) та Кілійському (44,6 %) районах області.

#### Херсонська область
У Херсонській області за даними перепису 2001 р. проживало 961 584 українців, що становило 2,6 % їх загальної чисельності в Україні (24 місце). Херсонська область є одним із 14 регіонів України, у яких було зафіксоване зростання кількості українців у всі міжпереписні періоди, починаючи з 1959 р. За 1959 ‒ 2001 рр. чисельність українців у області зросла на 43,9 % (4 місце), що у 2,6 рази більш ніж у середньому по країні. Питома вага Одеської області у чисельності українців України збільшилася з 2,08 % у 1959 р. (23 місце) до 2,56 % у 2001 р. (24 місце).
Українці становили у 2001 р. 82,0 % населення Херсонської області, зокрема серед міського населення ‒ 78,5 %, серед сільського ‒ 87,2 %. Серед районів та міст обласного підпорядкування найнижча питома вага українців була зафіксована у Генічеському районі (бл. 60 %) та Новій Каховці (71,2 %), найвища (понад 94 %) ‒ у північних районах: Нововоронцовському, Великоолександрівському, Високопільському, Горностаївському.

## Урбанізація
Частка українців у населенні обласних центрів (переписи 1926, 1959, 1989, 2001 років)
| місто            | 1926 | 1959 | 1989 | 2001 |
| ---------------- | ---- | ---- | ---- | ---- |
| Тернопіль        |      | 77,2 | 91,2 | 94,1 |
| Луцьк            |      | 76,0 | 86,0 | 92,5 |
| Івано-Франківськ |      | 66,0 | 80,4 | 92,3 |
| Рівне            |      | 66,7 | 84,2 | 91,6 |
| Хмельницький     | 39,0 | 57,6 | 79,0 | 88,4 |
| Львів            |      | 59,4 | 79,1 | 88,1 |
| Полтава          | 67,4 | 79,7 | 80,0 | 87,7 |
| Вінниця          | 41,4 | 60,2 | 77,4 | 87,2 |
| Чернігів         | 57,0 |      | 80,2 | 86,3 |
| Кропивницький    | 44,6 | 75,0 | 76,9 | 85,8 |
| Суми             | 80,7 | 80,3 | 79,4 | 84,5 |
| Черкаси          | 62,0 | 71,0 | 76,4 | 83,3 |
| Житомир          | 33,5 | 56,4 | 71,8 | 82,9 |
| Київ             | 42,3 | 60,1 | 72,5 | 82,2 |
| Чернівці         |      | 41,8 | 66,5 | 79,9 |
| Ужгород          |      | 50,2 | 69,8 | 77,8 |
| Херсон           | 36,0 |      | 66,0 | 75,7 |
| Миколаїв         | 29,9 | 59,7 | 63,2 | 72,7 |
| Дніпро           | 36,0 | 61,5 | 62,5 | 72,3 |
| Запоріжжя        | 47,5 | 60,5 | 61,3 | 70,6 |
| Одеса            | 17,6 | 41,5 | 48,9 | 61,7 |
| Харків           | 38,6 | 50,6 | 50,4 | 61,0 |
| Луганськ         | 43,5 | 48,3 | 41,9 | 49,6 |
| Донецьк          | 26,2 | 40,7 |      | 46,6 |
| Севастополь      | 11,5 | 17,2 | 20,7 | 22,4 |
| Сімферополь      | 8,3  | 19,1 |      | 20,8 |

### Перепис 2001
За даними перепису 2001 року, 63 % етнічних українців були жителями міст та селищ міського типу, що на 4,2 % менше ніж в середньому по Україні (67,2 %). За рівнем урбанізації серед 16 найбільших етносів українці випереджали тільки румунів (22 %), молдован (29 %), кримських татар (34 %), угорців (36 %) та болгар (41 %).
|                   | чисельність | частка  |
| міських жителів   | 23 658 227  | 63,0 %  |
| сільських жителів | 13 883 466  | 37,0 %  |
| всього українців  | 37 541 693  | 100,0 % |

Чисельність українців серед міських та сільських жителів областей:
|                           | українців у містах | українців у селах | рівень урбанізації українського населення |
| ------------------------- | ------------------ | ----------------- | ----------------------------------------- |
| АР Крим                   | 282 827            | 209 400           | 57,5 %                                    |
| Вінницька область         | 738 453            | 935 682           | 44,1 %                                    |
| Волинська область         | 499 139            | 525 816           | 48,7 %                                    |
| Дніпропетровська область  | 2 274 410          | 551 371           | 80,5 %                                    |
| Донецька область          | 2 391 461          | 352 688           | 87,1 %                                    |
| Житомирська область       | 670 751            | 584 104           | 53,5 %                                    |
| Закарпатська область      | 356 711            | 653 416           | 35,3 %                                    |
| Запорізька область        | 999 327            | 364 768           | 73,3 %                                    |
| Івано-Франківська область | 554 946            | 816 296           | 40,5 %                                    |
| Київська область          | 933 110            | 751 693           | 55,4 %                                    |
| Кіровоградська область    | 597 001            | 417 615           | 58,8 %                                    |
| Луганська область         | 1 213 048          | 259 328           | 82,4 %                                    |
| Львівська область         | 1 410 494          | 1 060 539         | 57,1 %                                    |
| Миколаївська область      | 653 015            | 381 431           | 63,1 %                                    |
| Одеська область           | 1 000 104          | 542 237           | 64,8 %                                    |
| Полтавська область        | 833 567            | 647 600           | 56,3 %                                    |
| Рівненська область        | 509 728            | 613 673           | 45,4 %                                    |
| Сумська область           | 732 449            | 419 585           | 63,6 %                                    |
| Тернопільська область     | 460 970            | 652 546           | 41,4 %                                    |
| Харківська область        | 1 536 698          | 512 001           | 75,0 %                                    |
| Херсонська область        | 551 203            | 410 381           | 57,3 %                                    |
| Хмельницька область       | 656 382            | 682 949           | 49,0 %                                    |
| Черкаська область         | 668 535            | 632 648           | 51,4 %                                    |
| Чернівецька область       | 296 368            | 392 688           | 43,0 %                                    |
| Чернігівська область      | 648 179            | 507 175           | 56,1 %                                    |
| Київ                      | 2 110 767          | -                 | 100,0 %                                   |
| Севастополь               | 78 584             | 5 836             | 93,1 %                                    |
| Україна                   | 23 658 227         | 13 883 466        | 63,0 %                                    |

Внаслідок порівняно низького рівня урбанізації, частка українців серед сільського населення (87,0 %) є суттєво вищою ніж серед міського населення (73,3 %) та загалом населення України (77,8 %).
Серед міст обласного підпорядкування частка українців за переписом 2001 року коливалась в межах від 15,4 % у м. Керч до 98,5 % у м. Яремче. Серед населення обласних центрів найвища питома вага українців зафіксована у Тернополі (94,1 %), Луцьку (92,5) та Івано-Франківську (92,3 %), найнижча — у Сімферополі (20,8 %), Севастополі (22,4 %) та Донецьку (46,6 %).
У більшості міст обласного підпорядкування за межами Автономної республіки Крим українці за переписом 2001 року були найбільшою національністю, за винятком міст:
- Краснодон (Луганська обл.) — 29,7 % (росіяни 63,3 %)
- Ізмаїл (Одеська обл.) — 38,2 % (росіяни 43,7 %, болгари 10,0 %, молдовани 4,3 %)
- Берегове (Закарпатська обл.) — 38,9 % (угорці 48,1 %, цигани 6,4 %, росіяни 5,4 %)
- Єнакієве (Донецька обл.) — 40,3 % (росіяни 54,0 %)
- Макіївка (Донецька обл.) — 43,0 % (росіяни 50,8 %)
- Тернівка (Дніпропетровська обл.) — 43,4 % (росіяни 52,9 %)
- Красний Луч (Луганська обл.) — 40,8 % (росіяни 55,0 %)
- Свердловськ (Луганська обл.) — 42,9 % (росіяни 52,7 %)
- Стаханов (Луганська область) — 45,1 % (росіяни 50,1 %)
- Донецьк (Донецька обл.) — 46,6 % (росіяни 48,2 %)

У межах Автономної Республіки Крим українці у всіх містах були другим за чисельністю етносом після росіян. Їх частка у населенні коливалась в межах від 15,4 % у Керчі до 40,9 % у Красноперекопську.
|          |  |            |  |
| міському |  | сільському |  |

### Перепис 1989
За даними перепису 1989 року, у містах та селищах проживало 55,7 % українців УРСР (18 282 950 осіб), у селах ‒ 44,3 % (14 542 423 осіб). Найвища урбанізація серед етнічних українців за межами Києва була зафіксована у Донецькій обл. (80,2 %), найнижча у Закарпатській обл. (37,7 %). Українці у 1989 р. становили 65,8 % міського населення республіки та 88,0 % сільського населення.
Частка міського населення серед українців у регіонах УРСР за переписом 1989 р.
| урбанізація | регіон                                                                                               |
| >80 %       | м. Київ, Донецька обл.                                                                               |
| 70-80 %     | Дніпропетровська, Луганська обл.                                                                     |
| 60-70 %     | Запорізька, Харківська                                                                               |
| 50-60 %     | Кримська, Кіровоградська, Львівська, Миколаївська, Одеська, Полтавська, Сумська, Херсонська обл.     |
| 40-50 %     | Волинська, Житомирська, Київська, Рівненська, Хмельницька, Черкаська, Чернівецька, Чернігівська обл. |
| 30-40 %     | Вінницька, Закарпатська, Івано-Франківська, Тернопільська обл.                                       |

|          |  |            |  |
| міському |  | сільському |  |

### Перепис 1970
За даними перепису 1970 року, у містах та селищах проживало 45,8 % українців УРСР (16 164 254 осіб), у селах ‒ 54,2 % (19 119 603 осіб). Найвища урбанізація серед етнічних українців за межами Києва була зафіксована у Донецькій обл. (82,3 %), найнижча — у Вінницькій обл. (21,0 %). Українці у 1970 р. становили 62,9 % міського населення республіки та 89,2 % сільського населення.
Частка міського населення серед українців у регіонах УРСР за переписом 1970 р.
| урбанізація | регіон |
| >80 %       | м. Київ, Донецька обл.                                                                                          |
| 70-80 %     | Луганська, Дніпропетровська обл.                                                                                |
| 60-70 %     | Харківська, Запорізька обл.                                                                                     |
| 40-50 %     | Крим, Херсонська, Одеська, Миколаївська, Львівська, Сумська, Кіровоградська обл.                                |
| 30-40 %     | Полтавська, Черкаська, Київська, Чернігівська, Чернівецька обл.                                                 |
| 20-30 %     | Волинська, Житомирська, Івано-Франківська, Закарпатська, Рівненська, Хмельницька, Тернопільська, Вінницька обл. |

### Перепис 1959
За переписом 1959 року у містах та селищах міського типу проживало 45,7 % мешканців УРСР. Серед етнічних українців цей показник був дещо меншим, близько 40 %, що, однак, було майже у 4 рази більше ніж у 1926 р. Частка українців у міському населенні продовжувала зростати і у більшості міст вони стали становити більше половини населення.

### Перепис 1939
Перепис населення 1939 року зафіксував на у містах УРСР 6,74 млн українців, що становило 60,2 % міського населення. Кількість українців у містах республіки зросла за 13 років у 2,7 рази, а питома вага у міському населенні майже на 13 % (з 47,3 % до 60,2 %). При цьому показник урбанізації серед етнічних українців зріс порівняно з 1926 р. у 2,6 рази, з 10,8 % до 28,5 %, проте залишався нижчим ніж в середньому по УРСР (36,2 %). Інтенсивний процес урбанізації українців у 1926—1939 рр. супроводжувався швидкою депопуляцією сільського українського населення, чисельність якого в межах УРСР зменшилась за 13 років на 18 % (3,75 млн осіб), а питома вага селян у загальній чисельності українців — з 89,1 % у 1926 р. до 71,5 % у 1939 р.
|                   | чисельність | частка  |
| міських жителів   | 6 738 235   | 28,5 %  |
| сільських жителів | 16 929 274  | 71,5 %  |
| всього українців  | 23 667 509  | 100,0 % |
|                   |             |         |

### Перепис 1926
За даними перепису 1926 року, перед самим початком індустріалізації та колективізації, відсоток міського населення серед українців УРСР становив лише 10,9 %, що у 1,7 рази менше за середнє по республіці (18,5 %). Таким чином, становлячи 80,1 % населення УРСР, на українців припадало лише 47,3 % міського населення республіки, тоді як сільського ‒ 87,5 %
|                   | чисельність | частка  |
| міських жителів   | 2 536 499   | 10,9 %  |
| сільських жителів | 20 682 361  | 89,1 %  |
| всього українців  | 23 218 860  | 100,0 % |
|                   |             |         |

Серед 15 найбільших міст УРСР (з населенням понад 50 тис. осіб) у 1926 р. абсолютну більшість населення українці мали лише у Полтаві (68,5 %), а відносну більшість — у Запоріжжі (47,5 %), Кропивницькому (44,6 %), Києві (42,3 %), Вінниці (41,4 %), Харкові (38,6 %) та Дніпрі (36,0 %). У Луганську, Херсоні, Миколаєві та Донецьку українці були другими після росіян, у Кременчуці, Житомирі та Бердичеві — другими після євреїв, у Одесі ‒ третіми після росіян та євреїв.
| Українці у населенні найбільших міст УРСР (перепис 1926 року) | Українці у населенні найбільших міст УРСР (перепис 1926 року) | Українці у населенні найбільших міст УРСР (перепис 1926 року) |
| Місто                                                         | Населення міста тис.                                          | Частка українців у населенні                                  |
| ------------------------------------------------------------- | ------------------------------------------------------------- | ------------------------------------------------------------- |
| Суми                                                          | 44 213                                                        | 80,7 %                                                        |
| Полтава                                                       | 91 763                                                        | 68,5 %                                                        |
| Черкаси                                                       | 39 511                                                        | 62,0 %                                                        |
| Чернігів                                                      | 35 234                                                        | 57,0 %                                                        |
| Запоріжжя                                                     | 55 533                                                        | 47,5 %                                                        |
| Зинов'євськ (Кропивницький)                                   | 66 384                                                        | 44,6 %                                                        |
| Луганськ                                                      | 71 553                                                        | 43,5 %                                                        |
| Київ                                                          | 512 088                                                       | 42,3 %                                                        |
| Вінниця                                                       | 57 848                                                        | 41,4 %                                                        |
| Кременчук                                                     | 58 717                                                        | 40,6 %                                                        |
| Проскурів (Хмельницький)                                      | 31 989                                                        | 39,0 %                                                        |
| Харків                                                        | 415 400                                                       | 38,6 %                                                        |
| Житомир                                                       | 76 597                                                        | 37,2 %                                                        |
| Херсон                                                        | 58 691                                                        | 36,0 %                                                        |
| Дніпропетровськ (Дніпро)                                      | 232 336                                                       | 36,0 %                                                        |
| Миколаїв                                                      | 104 724                                                       | 29,9 %                                                        |
| Бердичів                                                      | 55 556                                                        | 26,4 %                                                        |
| Донецьк                                                       | 105 242                                                       | 26,2 %                                                        |
| Одеса                                                         | 417 690                                                       | 17,6 %                                                        |

### Перепис 1897

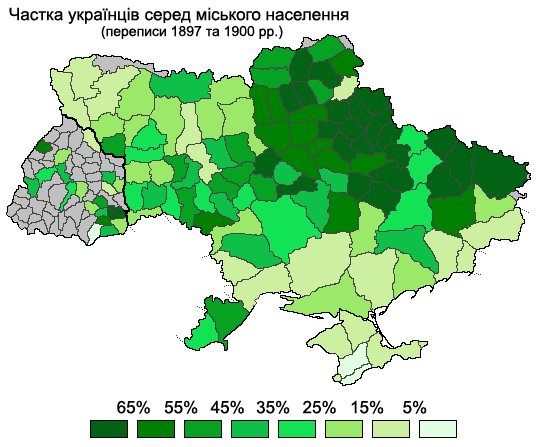
Частка українців (україномовних) серед міського населення повітів за переписом 1897 року

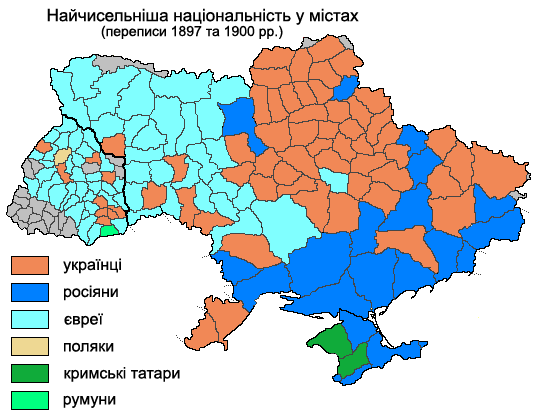
Найчисельніша мовна група серед міського населення повітів за переписом 1897 року

Чисельність міських та сільських жителів серед україномовного населення та рівень урбанізації за даними перепису 1897 року
| губернія         | чисельність україномовного населення | міського населення | міського населення |  | сільського населення | сільського населення |
| ---------------- | ------------------------------------ | ------------------ | ------------------ |  | -------------------- | -------------------- |
| Волинська        | 2 095 537                            | 46 060             | 2,2 %              |  | 2 049 477            | 97,8 %               |
| Катеринославська | 1 456 369                            | 65 166             | 4,5 %              |  | 1 391 203            | 95,5 %               |
| Київська         | 2 819 145                            | 129 354            | 4,6 %              |  | 2 689 791            | 95,4 %               |
| Подільська       | 2 442 819                            | 72 188             | 3,0 %              |  | 2 370 631            | 97,0 %               |
| Полтавська       | 2 583 133                            | 156 752            | 6,1 %              |  | 2 426 381            | 93,9 %               |
| Таврійська       | 611 121                              | 30 197             | 4,9 %              |  | 580 924              | 95,1 %               |
| Харківська       | 2 009 411                            | 198 774            | 9,9 %              |  | 1 810 637            | 90,1 %               |
| Херсонська       | 1 462 039                            | 135 862            | 9,3 %              |  | 1 326 177            | 90,7 %               |
| Чернігівська     | 1 526 072                            | 102 184            | 6,7 %              |  | 1 423 888            | 93,3 %               |
| Всього           | 17 005 646                           | 936 537            | 5,5 %              |  | 16 069 109           | 94,5 %               |

Міста з найвищою часткою українського (україномовного) населення за переписом 1897 року
| місто        | губернія   | населення | україномовного населення | частка |
| ------------ | ---------- | --------- | ------------------------ | ------ |
| Краснокутськ | Харківська | 6 860     | 6 767                    | 98,6 % |
| Недригайлів  | Харківська | 5 873     | 5 778                    | 98,4 % |
| Золочів      | Харківська | 6 573     | 6 413                    | 97,6 % |
| Лебедин      | Харківська | 14 301    | 13 703                   | 95,8 % |
| Богодухів    | Харківська | 11 752    | 11 169                   | 95,0 % |
| Валки        | Харківська | 7 938     | 7 343                    | 92,5 % |
| Білопілля    | Харківська | 15 215    | 13 951                   | 91,7 % |
| Глинськ      | Полтавська | 3 533     | 3 212                    | 90,9 % |

Міста з найбільшою чисельністю українського (україномовного) населення за переписом 1897 року (в межах українських губерній Російської імперії)
| місто        | губернія         | україномовного населення | частка |
| ------------ | ---------------- | ------------------------ | ------ |
| Київ         | Київська         | 55 064                   | 22,2 % |
| Харків       | Харківська       | 45 092                   | 25,9 % |
| Одеса        | Херсонська       | 37 925                   | 9,4 %  |
| Полтава      | Полтавська       | 30 086                   | 56,0 % |
| Ніжин        | Чернігівська     | 21 733                   | 67,7 % |
| Охтирка      | Харківська       | 20 390                   | 87,1 % |
| Суми         | Харківська       | 19 440                   | 70,5 % |
| Кременчук    | Полтавська       | 18 980                   | 30,1 % |
| Катеринослав | Катеринославська | 17 787                   | 15,8 % |
| Аккерман     | Бессарабська     | 15 183                   | 53,7 % |
| Єлисаветград | Херсонська       | 14 523                   | 23,6 % |
| Білопілля    | Харківська       | 13 951                   | 91,7 % |
| Ромни        | Полтавська       | 13 856                   | 61,6 % |
| Лебедин      | Харківська       | 13 703                   | 95,8 % |

## Вікова структура
Вікова структура українців України є дещо молодшою, ніж у середньому по країні. Так, у 2001 р. особи віком до 15 років становили серед них 17,6 % чисельності (в середньому по Україні 16,5 %), особи віком понад 65 років — 14,1 % (по Україні 14,4 %). Серед 9 найбільших народів України українці посідали 4 місце за часткою дітей до 15 років, після кримських татар (23,2 %), румунів (23,2 %) та угорців (18,9 %). За часткою населення віком понад 65 років українці у 2001 р. посідали 5 місце серед 9 найбільших етносів, після поляків (27,7 %), білорусів (23,7 %), росіян (15,7 %) та болгар (15,6 %).
Вікова структура серед українців за національністю, 2001 рік
| Вік   | Чисельність, тис. | Частка |
| ----- | ----------------- | ------ |
| 0-14  | 6 608 383         | 17,6 % |
| 15-64 | 25 649 015        | 68,3 % |
| >65   | 5 284 295         | 14,1 % |

Вікова структура українського населення у містах і селах за переписом 2001 р. (серед тих, хто вказав свій вік)
| українці | 0 — 14    | 0 — 14 | 15 — 64    | 15 — 64 | 65 +      | 65 +   |
| міські   | 3 986 364 | 16,9 % | 17 023 615 | 72,0 %  | 2 644 955 | 11,2 % |
| сільські | 2 622 019 | 18,9 % | 8 622 028  | 62,1 %  | 2 639 210 | 19,0 % |
| всі      | 6 608 383 | 17,6 % | 25 645 643 | 68,3 %  | 5 284 165 | 14,1 % |

У різних вікових групах спостерігалася різна представленість українців у населенні України. Серед осіб віком понад 90 років (до 1911 р.н.) частка українців під час перепису 2001 р. становила понад 80 %. Починаючи з осіб 1910-х років народження частка українців постійно зменшується до вікової когорти 45—54 рр. (1947—1956 рр.н.), де і зафіксовано найнижчу питому вагу українців (73 %) серед усіх вікових когорт та найвищу питому вагу представників етнічних меншин (27 %). Починаючи з вікових когорт молодше 45 років частка українців неухильно підвищується, перевищуючи 80 % серед усіх вікових груп молодше 25 років. Найвищий відсоток українців зафіксовано у наймолодших вікових когортах до 9 років — понад 84 %.

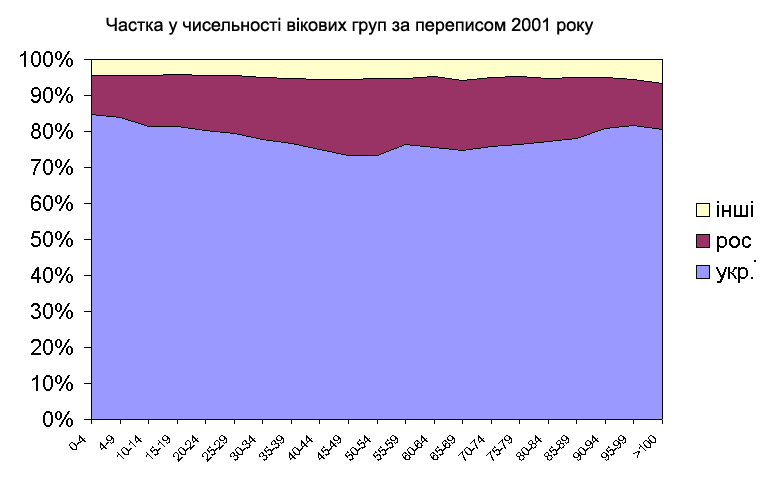
Частка українців, росіян та інших національностей серед різних вікових груп за даними перепису 2001 року

Частка українців серед населення різних вікових когорт за переписом 2001 року
| роки народження | вік           | все населення % | міське населення % | сільське населення % |
| --------------- | ------------- | --------------- | ------------------ | -------------------- |
| 1997-2001       | 0 — 4         | 84,8            | 81,7               | 89,5                 |
| 1992-1996       | 5 — 9         | 84,0            | 80,7               | 89,2                 |
| 1987-1991       | 10 — 14       | 81,5            | 78,3               | 87,6                 |
| 1982-1986       | 15 — 19       | 81,3            | 79,4               | 86,3                 |
| 1977-1981       | 20 — 24       | 80,3            | 77,7               | 86,9                 |
| 1972-1976       | 25 — 29       | 79,5            | 76,2               | 87,3                 |
| 1967-1971       | 30 — 34       | 77,9            | 73,8               | 86,8                 |
| 1962-1966       | 35 — 39       | 76,6            | 72,7               | 85,4                 |
| 1957-1961       | 40 — 44       | 74,9            | 71,1               | 84,2                 |
| 1952-1956       | 45 — 49       | 73,5            | 69,6               | 83,2                 |
| 1947-1951       | 50 — 54       | 73,2            | 68,7               | 84,7                 |
| 1942-1946       | 55 — 59       | 76,3            | 70,4               | 87,7                 |
| 1937-1941       | 60 — 64       | 75,5            | 68,8               | 87,6                 |
| 1932-1936       | 65 — 69       | 74,6            | 65,7               | 87,6                 |
| 1927-1931       | 70 — 74       | 75,9            | 66,4               | 89,0                 |
| 1922-1926       | 75 — 79       | 76,5            | 65,9               | 90,0                 |
| 1917-1921       | 80 — 84       | 77,3            | 66,6               | 90,3                 |
| 1912-1916       | 85 — 89       | 78,0            | 67,3               | 90,9                 |
| 1907-1911       | 90 — 94       | 80,8            | 69,7               | 91,7                 |
| 1902-1906       | 95 — 99       | 81,6            | 70,1               | 92,3                 |
| до 1901 р.н.    | 100+          | 80,6            | 66,9               | 90,8                 |
| все населення   | все населення | 77,8            | 73,3               | 87,0                 |

## Місце народження
Із загальної чисельності українців України у 2001 р. 97,3 % осіб народилися на території України. Серед міських українців уродженцями України були 96,7 % осіб, серед сільських — 98,2 %. Уродженцями інших країн були 999 983 українців (2,7 %), серед яких найбільш чисельними були уродженці Росії (531 242 осіб, 53,1 %), Польщі (135 886 осіб, 13,6 %) та Казахстану (99 141 осіб, 9,9 %).
Серед українців, народжених за межами України, налічувалося уродженців:
- Країн СНД — 782 262
  - Російської Федерації — 531 242
  - Казахстану — 99 141
  - Молдови — 49 965
  - Білорусі — 38 286
  - інших країн — 63 628
- країн Європи — 210 932
  - Польщі — 135 886
  - Німеччини — 39 962
  - Латвії — 7 145
  - Угорщини — 6 639
  - інших країн — 21 300
- країн Америки — 1 655
- країн Азії — 4 654
  - Монголії — 2 201
  - Китаю — 712
  - інших країн — 1 741
- країн Африки — 408
- країн Австралії, Океанії — 72

Українці у 2001 р. становили 85,1 % населення, народженого на території України (36,52 млн з 42,91 млн), тоді як серед громадян України народжених за її межами, частка українців становила лише 19,2 %.
|                                | чисельність | українці | росіяни | білоруси | молдовани | кримські татари | болгари | угорці | румуни | поляки | інші  | нац-сть не вказано |
| ------------------------------ | ----------- | -------- | ------- | -------- | --------- | --------------- | ------- | ------ | ------ | ------ | ----- | ------------------ |
| народжені на території України | 42 909 474  | 85,1 %   | 11,6 %  | 0,2 %    | 0,4 %     | 0,2 %           | 0,5 %   | 0,4 %  | 0,3 %  | 0,3 %  | 0,9 % | 0,2 %              |
| народжені за межами України    | 5 331 428   | 19,2 %   | 63,2 %  | 3,8 %    | 1,5 %     | 3,2 %           | 0,2 %   | 0,0 %  | 0,0 %  | 0,3 %  | 6,3 % | 2,2 %              |

## Статевий склад
У 2001 р. українське населення за статтю розподілялося таким чином:
- чоловіки ‒ 17 431 219 ‒ 46,4 % (середнє по Україні ‒ 46,3 %)
- жінки ‒ 20 110 474 ‒ 53,6 % (середнє по Україні ‒ 53,7 %)

Серед міського населення:
- чоловіки ‒ 10 995 606 ‒ 46,5 %
- жінки ‒ 12 662 621 ‒ 53,5 %

Серед сільського:
- чоловіки ‒ 6 435 613 ‒ 46,4 %
- жінки ‒ 7 447 853 ‒ 53,6 %

Статевий склад етнічних українців УРСР за переписом 1989 р.:
|          | чоловіки   | чоловіки | жінки      | жінки  |
| -------- | ---------- | -------- | ---------- | ------ |
| міські   | 10 506 986 | 46,5 %   | 12 066 239 | 53,5 % |
| сільські | 6 667 120  | 44,9 %   | 8 178 708  | 55,1 % |
| всього   | 17 174 106 | 45,9 %   | 20 244 947 | 54,1 % |

## Народжуваність
За даними перепису 2001 року, на жінок української національності старше 15 років припадало в середньому по 2 народжених дитини. Найвищий показник був зафіксований у старших вікових групах, найнижчий у молодших. Так, на жінок старше 70 років припадало в середньому по 2,4 народжених дитини, тоді як на жінок віком 35‒39 років — по 1,8 дитини, віком 30‒34 років — 1,6 дитини.
Показник народжуваності у сільській місцевості був суттєво вищим ніж у міській (2,3 дитини проти 1,7). Багатодітними матерями (з 3 і більше дітьми) у сільській місцевості були 31,7 % жінок‒українок, тоді як у містах тільки 11,7 %.
Українки старше 15 років за кількістю народжених дітей за переписом 2001 року:
| населення | 1      | 2      | 3      | 4     | 5     | 6     | 7     | 8     | 9     | 10+   |
| --------- | ------ | ------ | ------ | ----- | ----- | ----- | ----- | ----- | ----- | ----- |
| все       | 35,6 % | 46,1 % | 12,3 % | 3,3 % | 1,5 % | 0,6 % | 0,3 % | 0,1 % | 0,1 % | 0,1 % |
| міське    | 41,7 % | 46,6 % | 8,5 %  | 1,7 % | 0,6 % | 0,2 % | 0,1 % | 0,1 % | 0,0 % | 0,0 % |
| сільське  | 23,4 % | 44,8 % | 19,6 % | 6,5 % | 3,1 % | 1,3 % | 0,6 % | 0,3 % | 0,2 % | 0,2 % |

Середня кількість народжених дітей серед жінок віком старше 15 років за переписом 2001 року:
|                  | все населення | міське населення | сільське населення |
| ---------------- | ------------- | ---------------- | ------------------ |
| українки         | 2,0           | 1,7              | 2,3                |
| росіянки         | 1,8           | 1,7              | 2,2                |
| білоруски        | 2,0           | 1,8              | 2,6                |
| молдованки       | 2,4           | 2,0              | 2,5                |
| кримські татарки | 2,7           | 2,4              | 2,8                |
| болгарки         | 2,1           | 1,8              | 2,4                |
| угорки           | 2,1           | 2,0              | 2,2                |
| румунки          | 2,6           | 2,3              | 2,6                |
| середнє          | 1,9           | 1,7              | 2,3                |

## Домогосподарства

### Кількість та величина
У 2001 р. в Україні налічувалося 12 496 190 домогосподарств (68,5 % загальної чисельності), де всі члени були українцями за національністю, в тому числі у містах 7 743 078 (62,0 %), у селах 4 753 112 (38,0 %). Моноетнічні українські домогосподарства в середньому складалися з 2,6 осіб (3,2 осіб, без врахування домогосподарств з 1 особи). Сільські домогосподарства були на 9 % більшими ніж міські: середня величина мононаціональних українських домогосподарств у селах дорівнювала 2,7 та 3,4 осіб, у містах 2,5 та 3,1 осіб.
Чисельність та величина мононаціональних українських домогосподарств за переписом 2001 р.
| домогосподарства                | кількість мононаціональних українських домогосподарств | кількість членів | 1 ос.   | 2 ос.   | 3 ос.   | 4 ос.   | 5 ос.  | 6 ос.  | 7 ос.  | 8 ос.  | 9 ос.  | 10+ ос. | середня величина (осіб) |
| ------------------------------- | ------------------------------------------------------ | ---------------- | ------- | ------- | ------- | ------- | ------ | ------ | ------ | ------ | ------ | ------- | ----------------------- |
| міські                          | 7 743 078                                              | 19 192 738       | 29,66 % | 25,18 % | 23,01 % | 15,26 % | 4,65 % | 1,58 % | 0,42 % | 0,14 % | 0,06 % | 0,04 %  | 2,5                     |
| сільські                        | 4 753 112                                              | 12 855 344       | 27,63 % | 26,60 % | 16,72 % | 15,12 % | 7,97 % | 3,91 % | 1,31 % | 0,45 % | 0,17 % | 0,13 %  | 2,7                     |
| всі українські домогосподарства | 12 496 190                                             | 32 048 082       | 28,88 % | 25,72 % | 20,62 % | 15,21 % | 5,91 % | 2,46 % | 0,76 % | 0,26 % | 0,10 % | 0,08 %  | 2,6                     |

У мононаціональних домогосподарствах проживало 32 048 082 українців (85,4 %), у змішаних ‒ 5 493 611 українців (14,6 %). Мононаціональність була більше характерною для сільського українського населення ‒ там 92,6 % етнічних українців були членами мононаціональних домогосподарств, тоді як серед міського населення тільки 81,1 %. Найвищий відсоток українців, що проживають у моноетнічних домогосподарствах, понад 95 %, було зафіксовано у західних областях: Тернопільській, Івано-Франківській, Волинській та Рівненській. Найнижчий, бл. 50 %, у Криму та Севастополі.
Частка українців, що проживали у мононаціональних та змішаних домогосподарствах у 2001 р.:
| регіон                    | загальна чисельність українців | українців у мононаціональних домогосподарствах | частка українців з мононаціональних д-в серед українців регіону | українців у змішаних домогосподарствах | частка українців зі змішаних д-в серед українців регіону |
| ------------------------- | ------------------------------ | ---------------------------------------------- | --------------------------------------------------------------- | -------------------------------------- | -------------------------------------------------------- |
| Крим                      | 492 227                        | 262 325                                        | 53,3 %                                                          | 229 902                                | 46,7 %                                                   |
| Вінницька область         | 1 674 135                      | 1 569 865                                      | 93,8 %                                                          | 104 270                                | 6,2 %                                                    |
| Волинська область         | 1 024 955                      | 974 764                                        | 95,1 %                                                          | 50 191                                 | 4,9 %                                                    |
| Дніпропетровська область  | 2 825 781                      | 2 313 989                                      | 81,9 %                                                          | 511 792                                | 18,1 %                                                   |
| Донецька область          | 2 744 149                      | 1 898 354                                      | 69,2 %                                                          | 845 795                                | 30,8 %                                                   |
| Житомирська область       | 1 254 855                      | 1 117 086                                      | 89,0 %                                                          | 137 769                                | 11,0 %                                                   |
| Закарпатська область      | 1 010 127                      | 927 433                                        | 91,8 %                                                          | 82 694                                 | 8,2 %                                                    |
| Запорізька область        | 1 364 095                      | 1 033 703                                      | 75,8 %                                                          | 330 392                                | 24,2 %                                                   |
| Івано-Франківська область | 1 371 242                      | 1 326 869                                      | 96,8 %                                                          | 44 373                                 | 3,2 %                                                    |
| Київська область          | 1 684 803                      | 1 525 870                                      | 90,6 %                                                          | 158 933                                | 9,4 %                                                    |
| Кіровоградська область    | 1 014 616                      | 909 104                                        | 89,6 %                                                          | 105 512                                | 10,4 %                                                   |
| Луганська область         | 1 472 376                      | 1 041 138                                      | 70,7 %                                                          | 431 238                                | 29,3 %                                                   |
| Львівська область         | 2 471 033                      | 2 335 005                                      | 94,5 %                                                          | 136 028                                | 5,5 %                                                    |
| Миколаївська область      | 1 034 446                      | 858 417                                        | 83,0 %                                                          | 176 029                                | 17,0 %                                                   |
| Одеська область           | 1 542 341                      | 1 168 199                                      | 75,7 %                                                          | 374 142                                | 24,3 %                                                   |
| Полтавська область        | 1 481 167                      | 1 337 834                                      | 90,3 %                                                          | 143 333                                | 9,7 %                                                    |
| Рівненська область        | 1 123 401                      | 1 066 735                                      | 95,0 %                                                          | 56 666                                 | 5,0 %                                                    |
| Сумська область           | 1 152 034                      | 1 026 658                                      | 89,1 %                                                          | 125 376                                | 10,9 %                                                   |
| Тернопільська область     | 1 113 516                      | 1 078 189                                      | 96,8 %                                                          | 35 327                                 | 3,2 %                                                    |
| Харківська область        | 2 048 699                      | 1 575 603                                      | 76,9 %                                                          | 473 096                                | 23,1 %                                                   |
| Херсонська область        | 961 584                        | 792 239                                        | 82,4 %                                                          | 169 345                                | 17,6 %                                                   |
| Хмельницька область       | 1 339 331                      | 1 239 889                                      | 92,6 %                                                          | 99 442                                 | 7,4 %                                                    |
| Черкаська область         | 1 301 183                      | 1 199 682                                      | 92,2 %                                                          | 101 501                                | 7,8 %                                                    |
| Чернівецька область       | 689 056                        | 617 970                                        | 89,7 %                                                          | 71 086                                 | 10,3 %                                                   |
| Чернігівська область      | 1 155 354                      | 1 063 793                                      | 92,1 %                                                          | 91 561                                 | 7,9 %                                                    |
| м.Київ                    | 2 110 767                      | 1 748 414                                      | 82,8 %                                                          | 362 353                                | 17,2 %                                                   |
| м.Севастополь             | 84 420                         | 38 955                                         | 46,1 %                                                          | 45 465                                 | 53,9 %                                                   |
| Україна                   | 37 541 693                     | 32 048 082                                     | 85,4 %                                                          | 5 493 611                              | 14,6 %                                                   |

Середній розмір моноетнічних українських домогосподарств (без домогосподарств з 1 особи) був на рівні 3,2 осіб, що є середнім по країні. Вони випереджали за цим показником домогосподарства російські, польські, грецькі (по 2,9 осіб), білоруські (2,8), єврейські (2,5), але поступалися змішаним домогосподарствам, а також домогосподарствам деяких інших народів, найбільше ‒ циган і кримським татар (середній розмір мононаціональних домогосподарств — 5,1 і 4,0 осіб відповідно), а також румунським (3,9), вірменським (3,8) та угорським (3,7) домогосподарствам.
Динаміка середньої величини моноетнічних українських домогосподарств (які складаються з 2 і більше осіб) у регіонах України за даними переписів населення (осіб):
|                           | 1979 | 1989 | 2001 |
| ------------------------- | ---- | ---- | ---- |
| Закарпатська область      | 3,8  | 3,8  | 3,9  |
| Львівська область         | 3,7  | 3,7  | 3,7  |
| Тернопільська область     |      |      | 3,7  |
| Волинська область         |      | 3,6  | 3,6  |
| Івано-Франківська область |      | 3,6  | 3,6  |
| Рівненська область        | 3,7  | 3,5  | 3,6  |
| Чернівецька область       | 3,3  | 3,4  | 3,4  |
| Хмельницька область       | 3,3  | 3,2  | 3,3  |
| Вінницька область         | 2,8  | 3,1  | 3,2  |
| Житомирська область       | 3,3  | 3,2  | 3,2  |
| Київська область          | 3,3  | 3,2  | 3,2  |
| Миколаївська область      | 3,1  | 3,1  | 3,1  |
| Одеська область           | 3,1  | 3,1  | 3,1  |
| Сумська область           | 3,2  | 3,1  | 3,1  |
| Херсонська область        | 3,2  | 3,2  | 3,1  |
| Київ                      | 3,2  | 3,1  | 3,1  |
| Дніпропетровська область  | 3,1  | 3,1  | 3,0  |
| Запорізька область        | 3,1  | 3,1  | 3,0  |
| Кіровоградська область    | 3,0  | 3,0  | 3,0  |
| Полтавська область        | 3,1  | 3,1  | 3,0  |
| Харківська область        | 3,1  | 3,1  | 3,0  |
| Черкаська область         | 3,1  | 3,0  | 3,0  |
| Чернігівська область      | 3,2  | 3,1  | 3,0  |
| АР Крим                   | 3,2  | 3,0  | 2,9  |
| Донецька область          | 3,0  | 3,0  | 2,9  |
| Луганська область         | 3,1  | 3,0  | 2,9  |
| Севастополь               |      |      | 2,8  |
| Україна                   | 3,3  | 3,2  | 3,2  |

### Національний розподіл
Розподіл домогосподарств, які складаються з 2 і більше осіб, за переписом 2001 р.
- всього домогосподарств з 2 і більше осіб ‒ 13 479 326
  - мононаціональні д-ва (всі члени належать до 1 національності) ‒ 10 511 539 ‒ 78,4 %
    - українські д-ва ‒ 8 886 716 ‒ 65,9 %
    - російські д-ва ‒ 1 344 301 ‒ 10,0 %
    - інші д-ва ‒ 331 358 ‒ 2,5 %

  - змішані д-ва ‒ 2 916 951 ‒ 21,6 %

Питома вага мононаціональних та змішаних домогосподарств за даними переписів, %:
| домогосподарства  | 1979 | 1989 | 2001 |
| ----------------- | ---- | ---- | ---- |
| українські        | 62,8 | 60,2 | 65,9 |
| російські         | 12,3 | 12,1 | 10,0 |
| кримськотатарські | …    | …    | 0,4  |
| молдовські        | 0,4  | 0,3  | 0,3  |
| інші              | 2,6  | 2,1  | 1,8  |
| змішані           | 21,9 | 25,3 | 21,6 |

Розподіл моноетнічних та змішаних домогосподарств у регіонах України за переписом 2001 року (серед домогосподарств, що складалися з 2 і більше осіб)
|                           | мононаціональні українські домогосподарства | мононаціональні російські домогосподарства | інші мононаціональні домогосподарства | змішані домогосподарства |
| ------------------------- | ------------------------------------------- | ------------------------------------------ | ------------------------------------- | ------------------------ |
| АР Крим                   | 12,8 %                                      | 43,3 %                                     | 10,7 %                                | 33,2 %                   |
| Вінницька область         | 89,3 %                                      | 1,3 %                                      | 0,4 %                                 | 9,0 %                    |
| Волинська область         | 92,3 %                                      | 0,7 %                                      | 0,1 %                                 | 6,9 %                    |
| Дніпропетровська область  | 64,8 %                                      | 8,4 %                                      | 1,1 %                                 | 25,7 %                   |
| Донецька область          | 39,1 %                                      | 22,4 %                                     | 1,6 %                                 | 36,9 %                   |
| Житомирська область       | 80,9 %                                      | 1,6 %                                      | 1,8 %                                 | 15,7 %                   |
| Закарпатська область      | 73,9 %                                      | 1,0 %                                      | 13,1 %                                | 12,0 %                   |
| Запорізька область        | 53,5 %                                      | 12,4 %                                     | 1,4 %                                 | 32,7 %                   |
| Івано-Франківська область | 94,4 %                                      | 0,7 %                                      | 0,3 %                                 | 4,6 %                    |
| Київська область          | 84,5 %                                      | 2,3 %                                      | 0,4 %                                 | 12,8 %                   |
| Кіровоградська область    | 74,7 %                                      | 4,6 %                                      | 1,0 %                                 | 19,7 %                   |
| Луганська область         | 34,5 %                                      | 26,1 %                                     | 0,8 %                                 | 38,6 %                   |
| Львівська область         | 89,6 %                                      | 1,8 %                                      | 0,8 %                                 | 7,8 %                    |
| Миколаївська область      | 68,5 %                                      | 6,5 %                                      | 1,2 %                                 | 23,8 %                   |
| Одеська область           | 48,2 %                                      | 11,3 %                                     | 9,3 %                                 | 31,2 %                   |
| Полтавська область        | 82,7 %                                      | 2,7 %                                      | 0,3 %                                 | 14,3 %                   |
| Рівненська область        | 91,2 %                                      | 0,9 %                                      | 0,6 %                                 | 7,3 %                    |
| Сумська область           | 79,5 %                                      | 4,1 %                                      | 0,9 %                                 | 15,5 %                   |
| Тернопільська область     | 94,9 %                                      | 0,4 %                                      | 0,5 %                                 | 4,2 %                    |
| Харківська область        | 54,3 %                                      | 14,2 %                                     | 1,8 %                                 | 29,7 %                   |
| Херсонська область        | 68,0 %                                      | 6,0 %                                      | 1,6 %                                 | 24,4 %                   |
| Хмельницька область       | 87,5 %                                      | 1,2 %                                      | 1,1 %                                 | 10,2 %                   |
| Черкаська область         | 86,2 %                                      | 1,9 %                                      | 0,6 %                                 | 11,3 %                   |
| Чернівецька область       | 68,1 %                                      | 1,9 %                                      | 15,8 %                                | 14,2 %                   |
| Чернігівська область      | 86,9 %                                      | 1,7 %                                      | 0,5 %                                 | 10,9 %                   |
| Київ                      | 68,0 %                                      | 5,6 %                                      | 2,5 %                                 | 23,9 %                   |
| Севастополь               | 9,7 %                                       | 54,9 %                                     | 2,2 %                                 | 33,2 %                   |
| Україна                   | 65,9 %                                      | 10,0 %                                     | 2,5 %                                 | 21,6 %                   |

## Мова

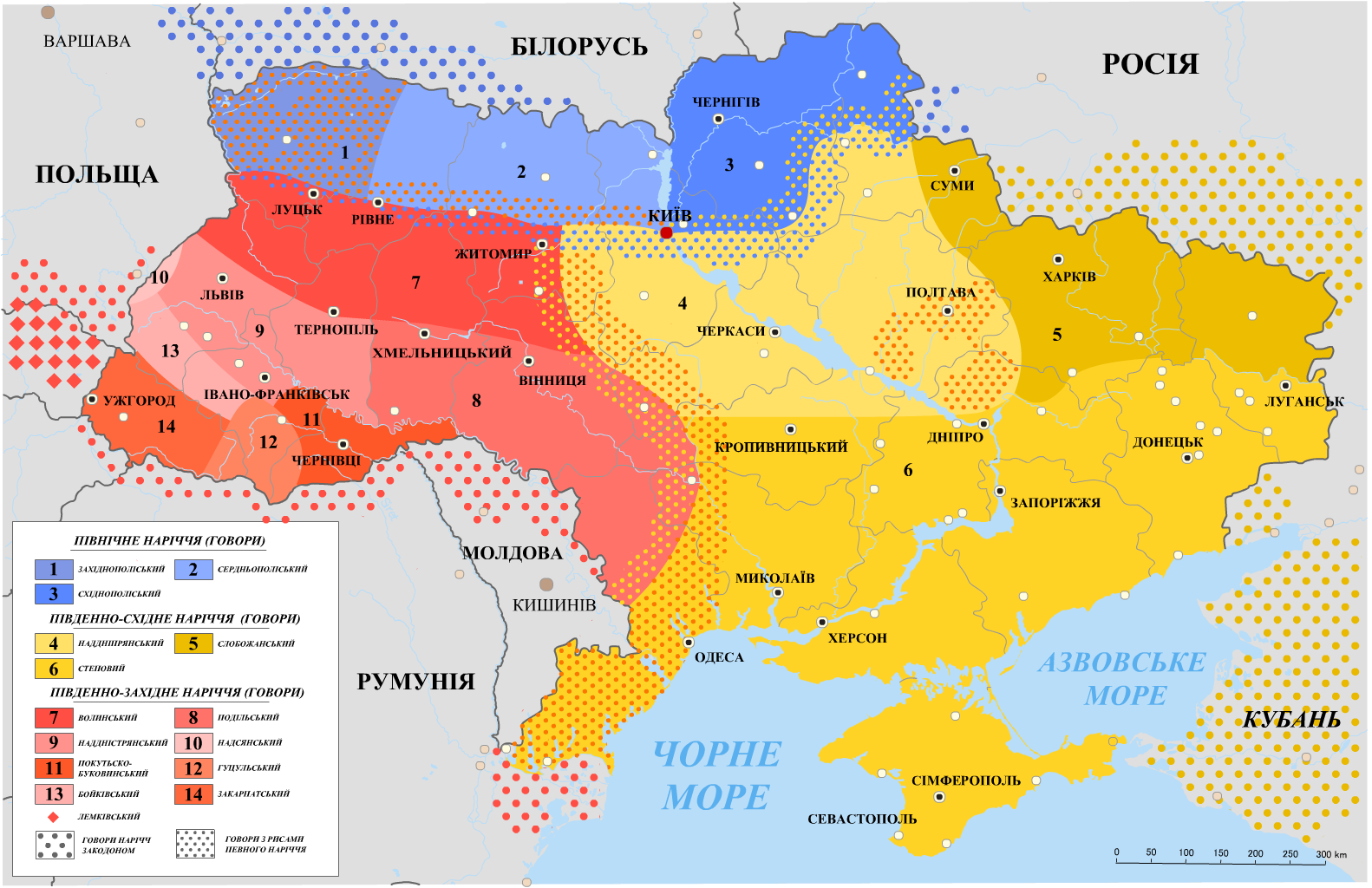
Діалекти української мови.

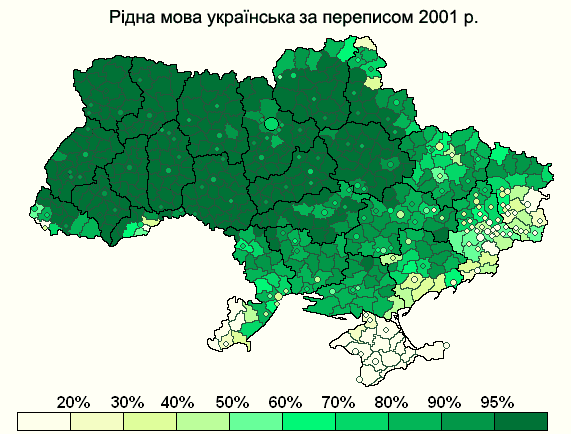
Українська мова як рідна за даними перепису 2001 року

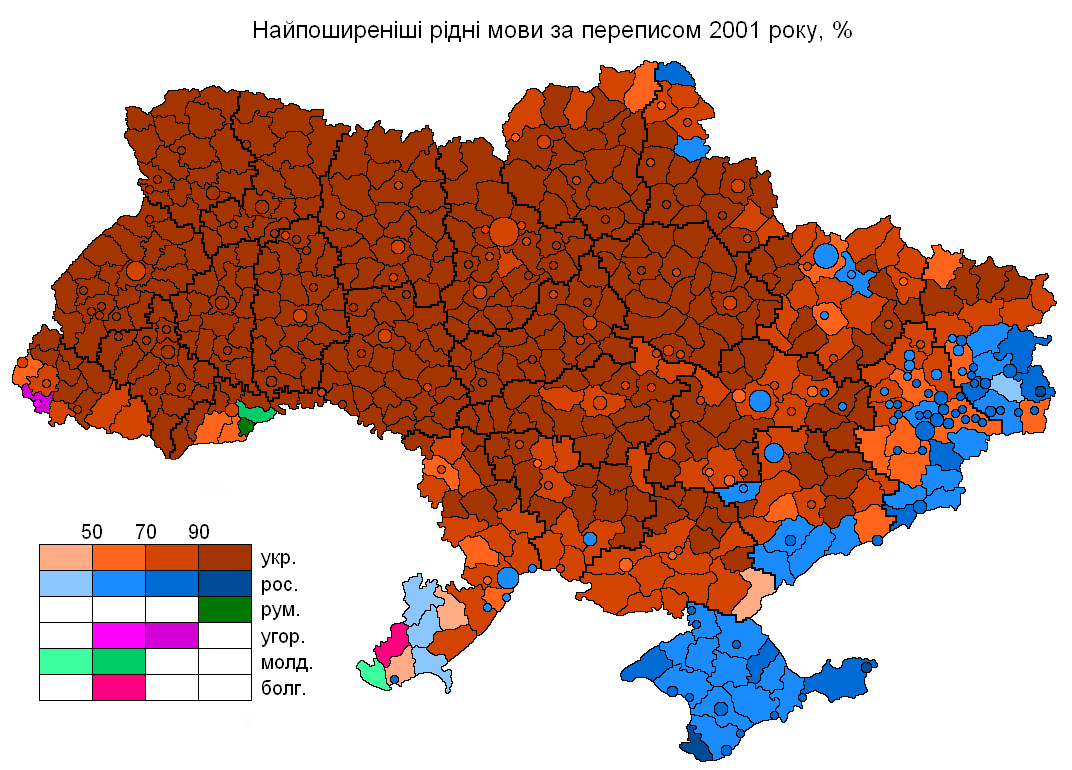
Найбільші розповсюджені рідні мови у районах та містах обласного підпорядкування за переписом 2001 р.

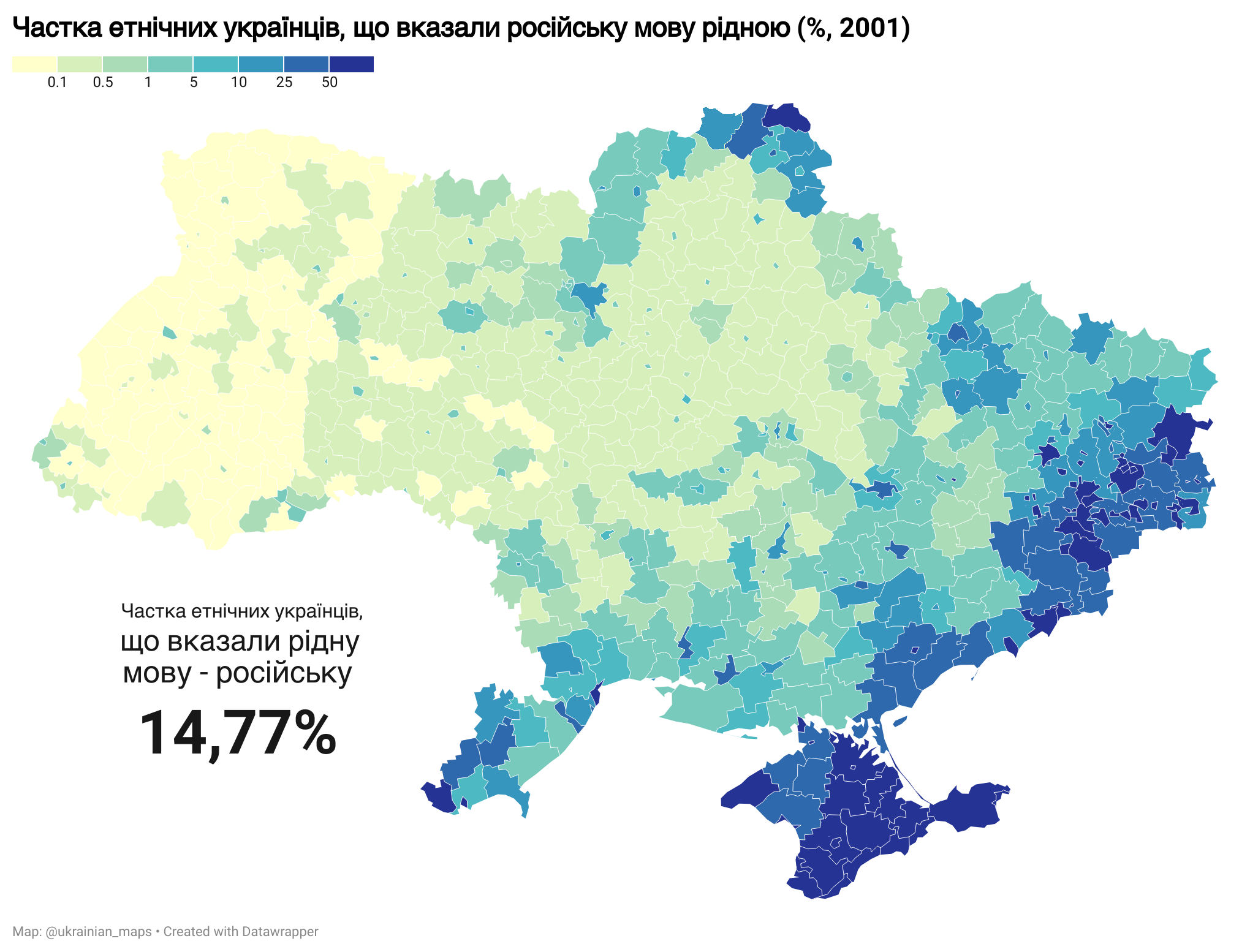
Частка етнічних українців, що вказали російську мову рідною (2001), %

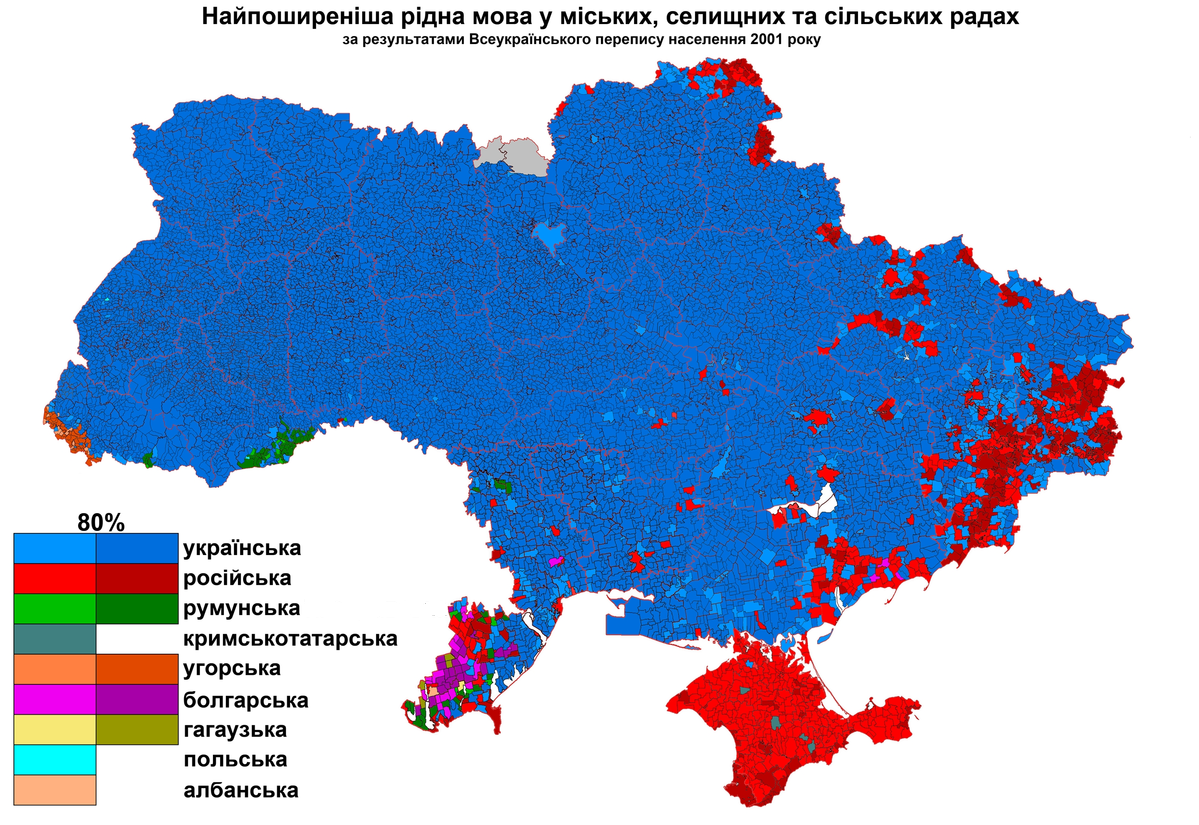
Найбільші розповсюджені рідні мови у міських, селищних та сільських радах за переписом 2001 р.

На території України розрізняють 3 основні наріччя української мови, що мають між собою деякі відмінності:
- північне (включає волинсько-поліський, лівобережно-поліський, правобережно-поліський діалекти);
- південно-західне (включає наддністрянський, волинський, подільський, покутсько-буковинський, закарпатський, гуцульський, бойківський, лемківський, надсянський діалекти);
- південно-східне (включає середньонаддніпрянський, слобожанський, степовий діалекти).

Динаміка рідної мови українців України за національністю за даними переписів:
|            | 1926   | 1979   | 1989   | 2001   |
| Українська | 94,1 % | 89,1 % | 87,7 % | 85,2 % |
| Російська  | 5,9 %  | 10,9 % | 12,3 % | 14,8 % |
|            |        |        |        |        |

### Перепис 2001
За даними Всеукраїнського перепису населення 2001 року понад 85 % етнічних українців вказали як рідну мову українську, зокрема серед міського населення — 78,1 %, серед сільського — 97,3 % Найвищий відсоток зафіксований у західних областях: Тернопільській (99,9 %), Івано-Франківській (99,8 %), Волинській (99,7 %), найнижий — у Севастопольській міськраді (29,6 %), Криму (40,4 %) та Донецькій області (41,2 %).
Рідна мова етнічних українців України за переписом 2001 року:
- українська — 31 970 728 — 85,16 %
- російська — 5 544 729 — 14,77 %
- інша — 9 982 — 0,03 %
- не вказали — 16 254 — 0,04 %

Чисельність українців з рідною мовою українською у регіонах та питома вага регіонів у чисельності україномовного населення:
| регіон                    | чисельність | частка  |
| ------------------------- | ----------- | ------- |
| Львівська область         | 2 459 927   | 7,7 %   |
| Дніпропетровська область  | 2 331 660   | 7,3 %   |
| Київ                      | 1 809 741   | 5,7 %   |
| Київська область          | 1 658 490   | 5,2 %   |
| Вінницька область         | 1 654 446   | 5,2 %   |
| Харківська область        | 1 518 763   | 4,8 %   |
| Полтавська область        | 1 438 513   | 4,5 %   |
| Івано-Франківська область | 1 368 880   | 4,3 %   |
| Хмельницька область       | 1 327 500   | 4,2 %   |
| Черкаська область         | 1 279 427   | 4,0 %   |
| Житомирська область       | 1 227 268   | 3,8 %   |
| Донецька область          | 1 129 650   | 3,5 %   |
| Рівненська область        | 1 118 784   | 3,5 %   |
| Тернопільська область     | 1 111 959   | 3,5 %   |
| Одеська область           | 1 103 662   | 3,5 %   |
| Чернігівська область      | 1 090 092   | 3,4 %   |
| Сумська область           | 1 064 075   | 3,3 %   |
| Волинська область         | 1 021 821   | 3,2 %   |
| Закарпатська область      | 1 001 977   | 3,1 %   |
| Кіровоградська область    | 980 782     | 3,1 %   |
| Запорізька область        | 938 984     | 2,9 %   |
| Миколаївська область      | 852 791     | 2,7 %   |
| Херсонська область        | 836 478     | 2,6 %   |
| Луганська область         | 742 607     | 2,3 %   |
| Чернівецька область       | 678 593     | 2,1 %   |
| АР Крим                   | 198 855     | 0,6 %   |
| Севастополь               | 25 003      | 0,1 %   |
| Україна                   | 31 970 728  | 100,0 % |

Рідна мова етнічних українців за даними перепису 2001 року
|                           | все населення | все населення | міське населення | міське населення | сільське населення | сільське населення |
| регіон                    | українська    | російська     | українська       | російська        | українська         | російська          |
| ------------------------- | ------------- | ------------- | ---------------- | ---------------- | ------------------ | ------------------ |
| Тернопільська область     | 99,9 %        | 0,1 %         | 99,7 %           | 0,3 %            | 99,94 %            | 0,05 %             |
| Івано-Франківська область | 99,8 %        | 0,2 %         | 99,6 %           | 0,4 %            | 99,98 %            | 0,02 %             |
| Волинська область         | 99,7 %        | 0,3 %         | 99,4 %           | 0,6 %            | 99,95 %            | 0,05 %             |
| Рівненська область        | 99,6 %        | 0,4 %         | 99,2 %           | 0,8 %            | 99,92 %            | 0,08 %             |
| Львівська область         | 99,6 %        | 0,4 %         | 99,2 %           | 0,8 %            | 99,97 %            | 0,02 %             |
| Закарпатська область      | 99,2 %        | 0,8 %         | 98,2 %           | 1,4 %            | 99,7 %             | 0,1 %              |
| Хмельницька область       | 99,1 %        | 0,9 %         | 98,3 %           | 1,6 %            | 99,9 %             | 0,1 %              |
| Вінницька область         | 98,8 %        | 1,2 %         | 97,5 %           | 2,5 %            | 99,9 %             | 0,1 %              |
| Чернівецька область       | 98,5 %        | 1,5 %         | 96,9 %           | 3,0 %            | 99,7 %             | 0,1 %              |
| Київська область          | 98,4 %        | 1,6 %         | 97,5 %           | 2,5 %            | 99,6 %             | 0,4 %              |
| Черкаська область         | 98,3 %        | 1,7 %         | 97,0 %           | 3,0 %            | 99,8 %             | 0,2 %              |
| Житомирська область       | 97,8 %        | 2,2 %         | 96,1 %           | 3,9 %            | 99,7 %             | 0,3 %              |
| Полтавська область        | 97,1 %        | 2,9 %         | 95,2 %           | 4,8 %            | 99,6 %             | 0,4 %              |
| Кіровоградська область    | 96,7 %        | 3,3 %         | 94,9 %           | 5,1 %            | 99,2 %             | 0,8 %              |
| Чернігівська область      | 94,4 %        | 5,6 %         | 91,7 %           | 8,2 %            | 97,7 %             | 2,3 %              |
| Сумська область           | 92,4 %        | 7,6 %         | 90,2 %           | 9,7 %            | 96,1 %             | 3,8 %              |
| Херсонська область        | 87,0 %        | 13,0 %        | 79,7 %           | 20,3 %           | 96,8 %             | 3,2 %              |
| Київ                      | 85,7 %        | 14,3 %        | 85,7 %           | 14,3 %           | -                  | -                  |
| Україна                   | 85,2 %        | 14,8 %        | 78,1 %           | 21,8 %           | 97,3 %             | 2,7 %              |
| Дніпропетровська область  | 82,5 %        | 17,5 %        | 78,6 %           | 21,2 %           | 98,5 %             | 1,5 %              |
| Миколаївська область      | 82,4 %        | 17,6 %        | 73,4 %           | 26,6 %           | 98,0 %             | 2,0 %              |
| Харківська область        | 74,1 %        | 25,9 %        | 66,7 %           | 33,2 %           | 96,3 %             | 3,8 %              |
| Одеська область           | 71,6 %        | 28,4 %        | 58,6 %           | 41,3 %           | 95,5 %             | 4,3 %              |
| Запорізька область        | 68,8 %        | 31,2 %        | 61,1 %           | 38,6 %           | 90,0 %             | 10,0 %             |
| Луганська область         | 50,4 %        | 49,6 %        | 42,9 %           | 57,0 %           | 85,7 %             | 14,2 %             |
| Донецька область          | 41,2 %        | 58,8 %        | 35,7 %           | 64,3 %           | 78,5 %             | 21,4 %             |
| Крим                      | 40,4 %        | 59,6 %        | 34,6 %           | 65,3 %           | 48,2 %             | 51,7 %             |
| Севастополь               | 29,6 %        | 70,4 %        | 28,5 %           | 71,2 %           | 44,8 %             | 55,2 %             |

Під час перепису 2001 р. серед українців України вказали на вільне володіння мовами:
- українською — 36 341 919 — 96,80 %
- російською — 21 801 202 — 58,07 %

### Перепис 1989
За даними Всесоюзного перепису населення 1989 р. найпоширенішими рідними мовами українців УРСР були:
- українська ‒ 32 825 373 ‒ 87,72 %
- російська ‒ 4 578 390 ‒ 12,24 %
- угорська ‒ 4 939 ‒ 0,013 %
- білоруська ‒ 2 556 ‒ 0,007 %
- інша ‒ 8 003 ‒ 0,021 %

Серед українців УРСР у 1989 р. вказали на вільне володіння мовами:
- українською ‒ 35 453 272 ‒ 94,75 %
- російською ‒ 26 837 304 ‒ 71,72 %
- молдовською ‒ 20 419 ‒ 0,05 %
- білоруською ‒ 10 459 ‒ 0,03 %

### Перепис 1979
Рідна мова етнічних українців УРСР за даними перепису 1979 року:
- українська ‒ 32 493 647 ‒ 89,05 %
- російська ‒ 3 986 665 ‒ 10,93 %
- інша ‒ 8 639 ‒ 0,02 %

Серед українців УРСР у 1979 р. вказали на вільне володіння мовами:
- українською ‒ 34 611 259 ‒ 94,85 %
- російською ‒ 22 867 905 ‒ 62,67 %

### Перепис 1970
Рідна мова етнічних українців УРСР за даними перепису 1970 року:
- українська ‒ 32 257 360 ‒ 91,42 %
- російська ‒ 3 017 823 ‒ 8,55 %
- інша ‒ 8 674 ‒ 0,02 %

Серед українців УРСР у 1970 р. вказали на вільне володіння мовами:
- українською ‒ 34 611 259 ‒ 95,76 %
- російською ‒ 22 867 905 ‒ 44,37 %

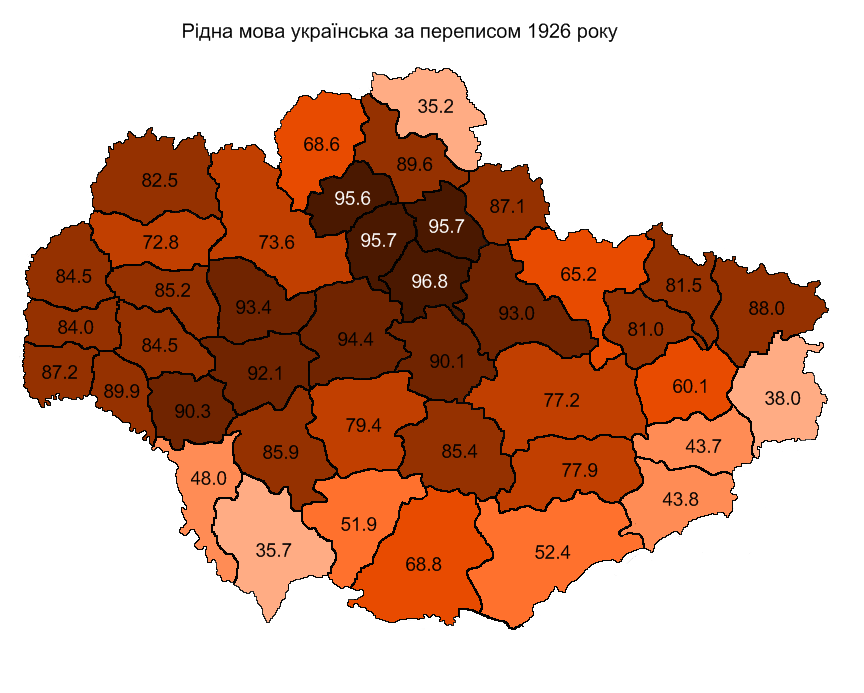
Рідна мова українська серед населення УСРР переписом 1926 року, %

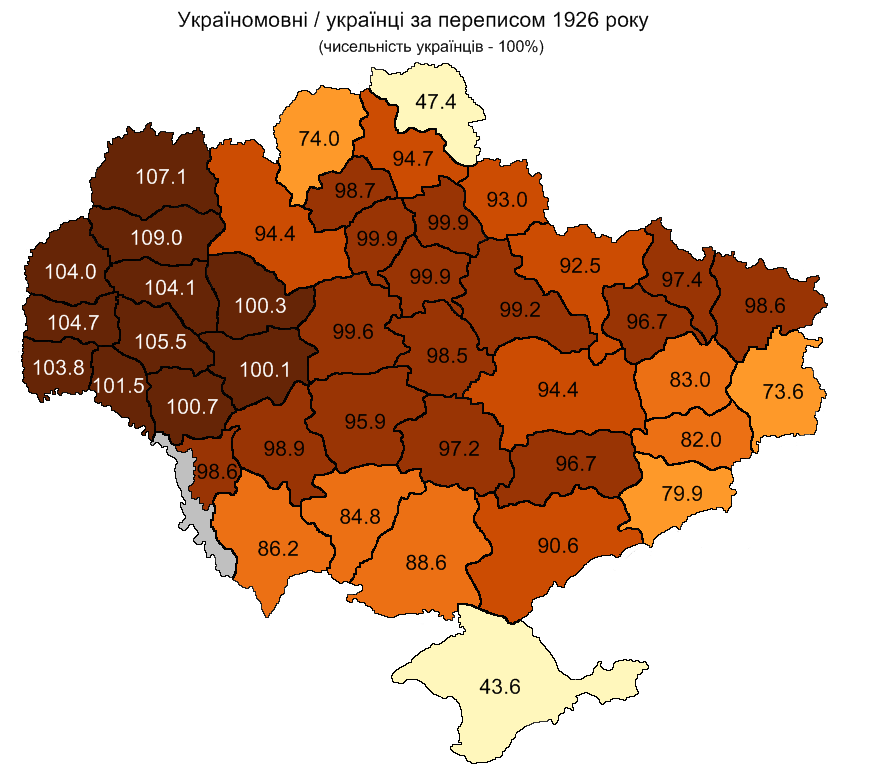
Співвідношення чисельності україномовного населення до чисельності етнічних українців за переписом 1926 р., %

Рідна мова українців УРСР у 1970 за віковими групами:
| вік       | українська | російська |
| --------- | ---------- | --------- |
| 0 — 10    | 89,2 %     | 10,8 %    |
| 11 — 15   | 89,9 %     | 10,1 %    |
| 16 — 19   | 89,6 %     | 10,4 %    |
| 20 — 29   | 89,9 %     | 10,1 %    |
| 30 — 39   | 91,1 %     | 8,9 %     |
| 40 — 49   | 94,5 %     | 5,5 %     |
| 50 — 59   | 93,2 %     | 6,8 %     |
| старше 60 | 95,2 %     | 4,8 %     |
| всього    | 91,4 %     | 8,6 %     |

### Перепис 1926
Рідна мова українців УРСР (в тогочасних кордонах) за даними перепису населення 1926 р.
|            | українці УРСР | мешканці міст | мешканці сіл |
| українська | 94,10 %       | 74,47 %       | 96,51 %      |
| російська  | 5,55 %        | 24,71 %       | 3,20 %       |
| інша       | 0,35 %        | 0,82 %        | 0,29 %       |

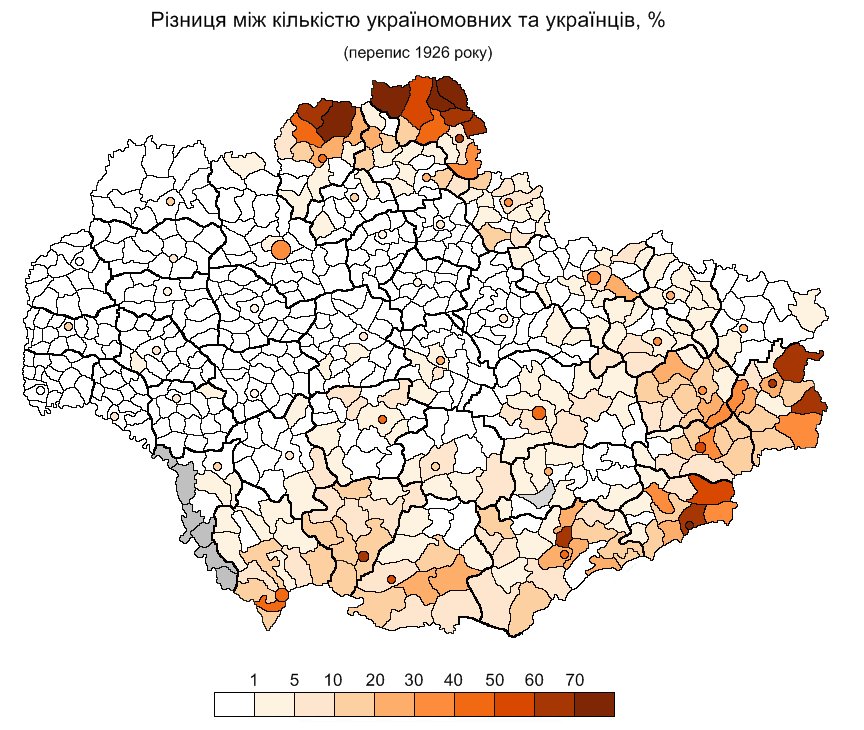
Різниця між кількістю українців та україномовних за переписом 1926 року, %

Частка етнічних українців УРСР, що назвали рідною мовою українську за даними перепису 1926 р., в розрізі вікових груп, %
| вік    | все українське населення | мешканці міст | мешканці сіл |
| ------ | ------------------------ | ------------- | ------------ |
| 0-4    | 94,3                     | 73,6          | 96,3         |
| 5-9    | 95,2                     | 77,0          | 96,8         |
| 10-14  | 95,0                     | 77,5          | 96,9         |
| 15-19  | 94,3                     | 75,4          | 96,6         |
| 20-24  | 93,2                     | 75,7          | 96,4         |
| 25-29  | 93,3                     | 72,2          | 96,4         |
| 30-34  | 93,2                     | 71,7          | 96,3         |
| 35-39  | 93,5                     | 72,5          | 96,4         |
| 40-44  | 93,6                     | 72,6          | 96,5         |
| 45-49  | 93,6                     | 72,1          | 96,5         |
| 50-54  | 93,7                     | 72,5          | 96,3         |
| 55-59  | 93,7                     | 72,5          | 96,2         |
| 60-64  | 94,4                     | 75,6          | 96,3         |
| 65-69  | 94,1                     | 75,7          | 96,1         |
| 70-74  | 94,8                     | 78,6          | 96,4         |
| 75-59  | 94,5                     | 79,0          | 96,2         |
| 80-84  | 95,0                     | 81,5          | 96,4         |
| 85-89  | 94,9                     | 81,4          | 96,3         |
| 90-94  | 95,2                     | 84,1          | 96,3         |
| 95-99  | 95,0                     | 81,8          | 96,3         |
| 100+   | 94,8                     | 87,7          | 95,5         |
| всього | 94,1                     | 74,5          | 96,5         |

### Перепис 1897

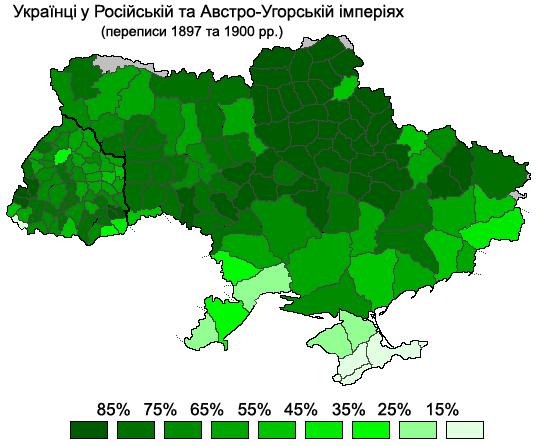
Частка україномовного населення за переписом 1897 р. (в межах Австро-Угорщини — конфесійний поділ)

Україномовне населення в українських губерніях Російської імперії за переписом 1897 р.
|                           | Чисельність україномовного населення | Питома вага україномовних у загальній чисельності населення | у містах | у повітах без міст |
| ------------------------- | ------------------------------------ | ----------------------------------------------------------- | -------- | ------------------ |
| Полтавська губернія       | 2 583 133                            | 93,0 %                                                      | 57,1 %   | 96,9 %             |
| Чернігівська губернія     | 1 526 072                            | 66,4 % (91,7 %)                                             | 48,8 %   | 68,2 %             |
| Подільська губернія       | 2 442 819                            | 80,9 %                                                      | 32,5 %   | 84,8 %             |
| Харківська губернія       | 2 009 039                            | 80,6 %                                                      | 54,1 %   | 85,2 %             |
| Київська губернія         | 2 819 145                            | 79,2 %                                                      | 28,2 %   | 86,8 %             |
| Волинська губернія        | 2 095 537                            | 70,1 %                                                      | 19,7 %   | 74,4 %             |
| Катеринославська губернія | 1 456 369                            | 68,9 %                                                      | 27,0 %   | 74,3 %             |
| Херсонська губернія       | 1 462 039                            | 53,5 %                                                      | 17,2 %   | 68,2 %             |
| Таврійська губернія       | 611 121                              | 42,2 %                                                      | 10,4 %   | 50,1 %             |

## Етнографічні групи

Кількість гуцулів у регіонах України за даними перепису 2001 року

Кількість русинів у регіонах України за даними перепису 2001 року

Частка русинів у населенні Закарпатської області за даними перепису 2001 року

Впродовж багатьох століть на українській етнічній території відповідно сформувалися різні етнографічні групи українського етносу. Серед них лемки, бойки, гуцули, покутяни, подоляни, волиняни, поліщуки, черкаси, слобожанці та інші етнолокальні групи з нечіткою етнічною самосвідомістю, але з певними культурно-побутовими особливостями. Внаслідок внутрішньо-етнічної консолідації українців згадані специфічні особливості цих груп згладжуються, звужується сфера їх впливу і окремі з них перестають існувати. Найкраще зберегли свої особливості етнографічні групи горян Українських Карпат та Закарпаття — бойки, гуцули, лемки.
Абсолютна більшість представників етнографічних груп під час переписів не вказують етнографічну групу, до якої належать, тому точну їх кількість встановити неможливо. Лише 32,4 тис. осіб вказали про свою приналежність до етнографічних груп під час перепису 2001 р., з яких понад 97 % припадає на 2 субетноси: гуцулів та русинів. З 21400 осіб, що назвали себе гуцулами, 21249 осіб (99,3 %) мешкають у Івано-Франківській області, з 10183 русинів — 10090 (99,1 %) мешкають у Закарпатській області.
Гуцули населяють Верховинський, Косівський, Надвірнянський райони і Припрутські села Коломийського району та територію Яремчанської міськради Івано-Франківської, Вижницький і Путильський райони Чернівецької та Рахівський район Закарпатської областей. Територія Гуцульщини становить приблизно 9204 квадратних кілометрів. Тут у 6 містах і 13 містечках (селищах міського типу) та в 243 селах проживає за даними Всеукраїнського перепису населення 2001 року 469 992 мешканці.
Серед тих, хто задекларував свою належність до етнографічних груп, більшість назвали рідною мовою українську. Тільки серед русинів та поліщуків більшість назвали рідною мову своєї національності, 66 % та 100 % відповідно. Найпоширенішою є русинська мову, яку назвали рідною 6725 осіб. Найвищий відсоток населення з рідною мовою русинською був зафіксований у Свалявському районі (4,64 %), а також у м. Мукачеве (2,02 %) і м. Ужгород (0,96 %). У с. Ганьковиця Свалявського району русинську мову назвали рідною 90,5 % населення, у с. Неліпино 22,3 %, с. Сасівка 21,8 %, с. Яківське 8,4 %, c.Ромочевиця Мукачівського району 20,4 %.
| Етнографічні групи українського етносу за переписом 2001 року | Етнографічні групи українського етносу за переписом 2001 року | Етнографічні групи українського етносу за переписом 2001 року | Етнографічні групи українського етносу за переписом 2001 року | Етнографічні групи українського етносу за переписом 2001 року |
|                                                               |                                                               | Рідна мова                                                    | Рідна мова                                                    | Рідна мова                                                    |
| Етногр.група                                                  | Чисельність                                                   | своєї етнограф.групи                                          | українська                                                    | інша                                                          |
| ------------------------------------------------------------- | ------------------------------------------------------------- | ------------------------------------------------------------- | ------------------------------------------------------------- | ------------------------------------------------------------- |
| Гуцули                                                        | 21400                                                         | 8                                                             | 21382                                                         | -                                                             |
| Русини                                                        | 10183                                                         | 6725                                                          | 3156                                                          | 302                                                           |
| Лемки                                                         | 672                                                           | -                                                             | 641                                                           | 31                                                            |
| Бойки                                                         | 131                                                           | 14                                                            | 113                                                           | 4                                                             |
| Литвини                                                       | 22                                                            | 10                                                            | -                                                             | 12                                                            |
| Поліщуки                                                      | 9                                                             | 9                                                             | -                                                             | -                                                             |
| Всього                                                        | 32417                                                         | 6766                                                          | 25292                                                         | 359                                                           |

Чисельність осіб окремих етнографічних груп українців у областях за переписом 2001 року:
|                           | гуцули | русини | лемки | бойки | литвини | поліщуки |
| ------------------------- | ------ | ------ | ----- | ----- | ------- | -------- |
| Автономна Республіка Крим | 2      | 1      |       |       |         |          |
| Вінницька область         | 2      | 6      |       |       |         |          |
| Волинська область         | 7      | 3      | 1     | 1     |         | 3        |
| Дніпропетровська область  | 1      | 3      | 3     |       | 2       |          |
| Донецька область          | 1      | 1      | 2     |       | 2       |          |
| Житомирська область       | 1      | 5      | 1     |       |         |          |
| Закарпатська область      | 83     | 10090  | 3     | 25    |         |          |
| Запорізька область        | 1      | 1      |       |       | 1       |          |
| Івано-Франківська область | 21249  | 6      | 147   | 71    |         | 4        |
| Київська область          |        | 1      | 1     | 1     | 1       | 1        |
| Кіровоградська область    |        | 1      | 2     |       | 2       |          |
| Луганська область         | 5      |        | 12    |       | 1       |          |
| Львівська область         | 10     | 25     | 138   | 22    | 1       |          |
| Миколаївська область      |        |        |       |       | 2       |          |
| Одеська область           | 7      | 3      | 1     | 1     | 5       |          |
| Полтавська область        |        | 4      | 3     |       |         |          |
| Рівненська область        |        |        | 3     | 2     |         |          |
| Сумська область           | 2      | 6      | 1     |       |         |          |
| Тернопільська область     | 14     | 4      | 346   |       |         |          |
| Харківська область        |        | 4      |       |       |         |          |
| Херсонська область        | 1      |        | 1     |       |         |          |
| Хмельницька область       | 2      | 3      |       | 5     |         |          |
| Черкаська область         |        |        |       |       | 1       |          |
| Чернівецька область       | 5      | 2      | 1     |       |         |          |
| Чернігівська область      |        |        |       |       |         |          |
| м. Київ                   | 7      | 12     | 6     | 3     | 4       | 1        |
| м. Севастополь            |        |        |       |       |         |          |
| Україна                   | 21400  | 10183  | 672   | 131   | 22      | 9        |

Окреме місце займають представники українських етнографічних груп (переважно лемки та бойки), що були примусово депортовані з території сучасної Польщі внаслідок виселень 1944 ‒ 1946 років та радянсько‒польського обміну територіями 1951 року. Загальна чисельність таких переселенців становила 514 тис. осіб.
У 1944—1946 рр. з регіонів південно-східної Польщі було депортовано до УРСР 482 109 осіб, переважно лемків. Зокрема з Ряшівського воєводства було виселено 267 795 українців, з Люблінського ‒ 190 734, з Краківського ‒ 21 776. Більшість з них (322 868 осіб або 67 %) були розселені у західних областях, переважно у Тернопільській та Львівській. Решта, 159 241 осіб, оселилися у східних та південних областях, зокрема у Запорізькій ‒ 31211 осіб, Дніпропетровській ‒ 21349 осіб, хоча частина з них пізніше переселилася у західні області.
У 1951 р. на територію південно-східних областей УРСР було депортовано 32066 бойків з 35 сіл Нижньоустрицького, 4 сіл Хирівського і 3 сіл Стрілківського районів Дрогобицької області. Зокрема у 25 селах Донецької області було розселено 10037 бойків, у 20 селах Одеської 10283, у 5 селах Херсонської 5059, у 10 селах Миколаївської понад 6000.
Місцями розселення переселенців 1951 року були:
- Херсонська область: село Зміївка Бериславського району, села Дудчани, Золота Балка, Михайлівка, Гаврилівка Нововоронцовського району[72]
- Миколаївська область: смт. Криве Озеро Кривоозерського району, смт. Воскресенське, села Пересадівка, Калинівка, Михайло-Ларине Жовтневого району, села Новопавлівка, Іванівка Врадіївського району[71][73][74]
- Донецька область: села Званівка, Роздолівка, Верхньокам'янське Артемівського району, смт. Тельманове, села Мічуріне, Староласпа Тельманівського району[75][76]
- Одеська область: село Знам'янка Іванівського району, село Агафіївка Любашівського району, село Маринове Березівського району, села Бецилове та Єреміївка Роздільнянського району, смт. Цебрикове Великомихайлівського району, смт. Миколаївка Миколаївського району[71][77][78]

У деяких селах (напр. Зміївка, Дудчани) нащадки переселенців зараз становлять більшість населення.

## Релігія

### Історія

#### Придніпровська Україна
Перші точні відомості про релігійний склад українського (україномовного) населення Наддніпрянської України з'явилися наприкінці ХІХ ст., під час перепису населення Російської імперії 1897 року. За цими даними, на території 9 губерній Російської імперії в межах сучасної України проживало 16,65 млн україномовних православних (97,91 %), 0,34 млн католиків (1,97 %), а також 10 тис. старообрядців, 5,8 тис. протестантів та 2,3 тис. юдеїв.
|                           | україномовне населення | православні | старообрядці | вірмено- григоріани | вірмено- католики | римо- католики | лютерани | реформати | баптисти | меноніти | англікани | караїми | юдеї  | магометани |
| Волинська губернія        | 2 095 579              | 1 987 259   | 175          |                     |                   | 105 749        | 1 697    | 1 697     | 1 697    | 1 697    | 1 697     | 637     | 637   | 154        |
| Катеринославська губернія | 1 456 369              | 1 453 893   | 1 325        | 2                   |                   | 555            | 123      |           | 182      |          |           |         | 217   | 38         |
| Київська губернія         | 2 819 145              | 2 781 183   | 3 678        | 2                   | 2                 | 33 552         | 110      | 13        | 212      | 2        |           | 26      | 345   | 9          |
| Подільська губернія       | 2 442 819              | 2 250 597   | 484          | 4                   | 11                | 191 127        | 39       | 1         | 2        | 1        |           | 5       | 536   | 5          |
| Полтавська губернія       | 2 583 133              | 2 582 182   | 585          |                     |                   | 129            | 25       |           |          |          |           | 5       | 207   |            |
| Таврійська губернія       | 611 121                | 608 055     | 517          |                     |                   | 2 536          | 13       |           |          |          |           |         |       |            |
| Харківська губернія       | 2 009 411              | 2 007 698   | 904          | 30                  |                   | 90             | 169      | 2         | 459      | 14       |           | 12      | 32    |            |
| Херсонська губернія       | 1 462 039              | 1 455 250   | 2 165        | 14                  | 1                 | 1 655          | 111      | 17        | 2 403    | 172      |           | 15      | 167   | 6          |
| Чернігівська губернія     | 1 526 072              | 1 524 492   | 250          | 8                   |                   | 94             | 9        |           | 3        | 6        | 1         | 11      | 194   | 4          |
| Всього                    | 17 005 688             | 16 650 609  | 10 083       | 60                  | 14                | 335 487        | 599      | 33        | 3 261    | 195      | 1         | 74      | 2 335 | 216        |

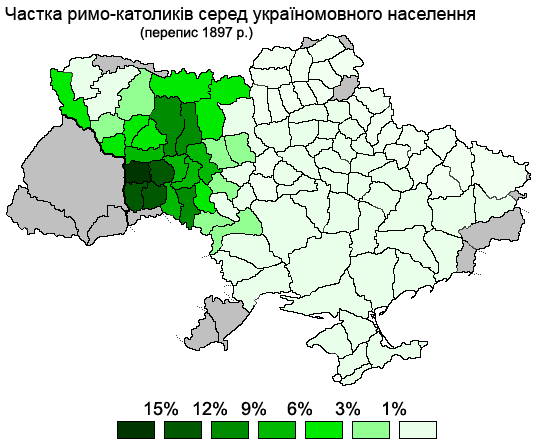
Частка римо-католиків серед україномовного населення за даними перепису 1897 року

Православні серед україномовного населення абсолютно переважали в усіх губерніях — від 92,1 % у Подільській до майже 100 % у Полтавській губернії. У шести південних та лівобережних губерніях православними були понад 99 % україномовних.
Україномовні католики проживали майже суто на правобережжі, у Подільській, Волинській та Київській губерніях, де їх налічувалося 330 тис. (98 % загальної чисельності). Найбільш компактними регіонами їх проживання були схід Волинської губернії (в межах західної частини сучасної Житомирської області) та захід Подільської губернії (сучасний південь Хмельницької області).
Повіти з найвищим відсотком католиків серед україномовного населення:
|                             | україномовні православні | україномовні православні | україномовні католики | україномовні католики |
| Проскурівський повіт        | 140 170                  | 79,3 %                   | 36 500                | 20,7 %                |
| Кам'янець-Подільський повіт | 182 204                  | 86,7 %                   | 28 016                | 13,3 %                |
| Летичівський повіт          | 129 339                  | 86,8 %                   | 19 652                | 13,2 %                |
| Ушицький повіт              | 164 430                  | 87,2 %                   | 24 211                | 12,8 %                |
| Житомирський повіт          | 242 444                  | 89,6 %                   | 28 169                | 10,4 %                |
| Новоград-Волинський повіт   | 204 644                  | 89,6 %                   | 23 736                | 10,4 %                |
| Ямпільський повіт           | 207 244                  | 90,9 %                   | 20 834                | 9,1 %                 |
| Літинський повіт            | 159 770                  | 91,3 %                   | 15 138                | 8,7 %                 |
| Могилівський повіт          | 168 092                  | 91,7 %                   | 15 180                | 8,3 %                 |
| Старокостянтинівський повіт | 138 017                  | 92,5 %                   | 11 124                | 7,5 %                 |
| Бердичівський повіт         | 175 434                  | 93,7 %                   | 11 765                | 6,3 %                 |

Релігійний склад населення губерній у 1897 р.
|                           | україномовне населення | православні | римо- католики | старообрядці | протестанти | юдеї   | Інше   |
| Волинська губернія        | 2 095 579              | 94,83 %     | 5,05 %         | 0,01 %       | 0,08 %      | 0,03 % |        |
| Катеринославська губернія | 1 456 369              | 99,83 %     | 0,04 %         | 0,09 %       | 0,02 %      | 0,01 % | 0,01 % |
| Київська губернія         | 2 819 145              | 98,65 %     | 1,19 %         | 0,13 %       | 0,01 %      | 0,01 % |        |
| Подільська губернія       | 2 442 819              | 92,13 %     | 7,82 %         | 0,02 %       |             | 0,02 % |        |
| Полтавська губернія       | 2 583 133              | 99,96 %     |                | 0,02 %       |             | 0,01 % | 0,01 % |
| Таврійська губернія       | 611 121                | 99,50 %     | 0,41 %         | 0,08 %       |             |        |        |
| Харківська губернія       | 2 009 411              | 99,91 %     |                | 0,04 %       | 0,03 %      |        | 0,01 % |
| Херсонська губернія       | 1 462 039              | 99,54 %     | 0,11 %         | 0,15 %       | 0,18 %      | 0,01 % | 0,01 % |
| Чернігівська губернія     | 1 526 072              | 99,90 %     | 0,01 %         | 0,02 %       |             | 0,01 % | 0,07 % |
| Всього                    | 17 005 688             | 97,91 %     | 1,97 %         | 0,06 %       | 0,03 %      | 0,01 % | 0,01 % |

#### Західна Україна
Серед українців Австро-Угорщини найбільш поширеною конфесією був католицизм східного обряду. Греко-католики домінували серед українського населення Східної Галичини та Закарпаття, православні — серед українців Буковини.
За переписом 1900 року греко-католиками були майже 99 % населення Східної Галичини українського походження. Втім, внаслідок процесів полонізації кількість греко-католиків все одно перевищувала кількість українців за мовою: населення українського походження становило приблизно 63,5 % населення Східної Галичини, тоді як греко-католики — 62,7 %, україномовні — 62,3 %.
Частка греко-католиків серед етнічних українців Східно Галичини у 1856—1931 рр.
- 1857 — 96,9 %
- 1880 — 96,1 %
- 1900 — 98,7 %
- 1910 — 99,8 %
- 1931 — 99,8 %

Греко-католиками були і більшість українців Закарпаття. У комітатах розташованих в межах сучасної Закарпатської області, в 1900 р. налічувалося 62,3 % україномовних та 69,5 % греко-католиків. Значна кількість українців за походженням мовно мадяризувалися, але залишились греко-католиками.
На Буковині серед українців, як і серед румунів, другого за чисельності етносу, переважали православні. І загалом особи православного віросповідання становили понад 2/3 населення провінції. У 1910 р. на Буковині налічувалося 551,2 тис. православних (68,8 % населення), тоді як україномовного населення — 305,1 тис. (38,4 %), румунськомовного — 273,3 тис. (34,4 %). У північній Буковині, що знаходиться в приблизних межах сучасної Чернівецької області, серед православного населення питома вага українців була вищою, румунів — нижчою. Другою за поширеністю релігією українців Буковини був греко-католицизм. Його сповідували українці-переселенці з Галичини, чисельність яких постійно зростала. Так, якщо у 1857 р. на Буковині проживало 9118 греко-католиків (2,0 % населення), то вже у 1880 р. — 17589 осіб (3,1 % населення), а у 1910 р. — 26172 осіб (3,3 % населення).

### Сучасність
За даними соціологічних опитувань асболютна більшість громадян України (понад 70 %) вважають себе віруючими, проте дотримуються обрядів і регулярно відвідують церкву своєї конфесії лише 3-4 %. Серед етнічних українців цей показник є ще вищим, оскільки найвищим рівнем релігійності характеризуються саме території з найвищою часткою українців у населенні (Західна та Центральна Україна, сільська місцевість). За даними соціологічного опитування, проведеного Центром Разумкова у листопаді 2010 року віруючими назвали себе 71 % респондентів, найбільше — у західних областях (89 %), найменше (66 %) у східних. При цьому до православних віднесли себе 68 % віруючих респондентів, до греко-католиків майже 8 %, до протестантів 2 %. Майже 20 % або назвали себе просто християнами, або не віднесли себе до жодної релігії, назвавшись просто «віруючими»..
Найвищим рівнем релігійності характеризують греко-католики та протестанти. Так, за даними загальнонаціонального соціологічного дослідження «Релігія та Церква в сучасній Україні», проведеного у 2003 р. на греко-католиків та протестантів припадає більше половини віруючих, що відвідують храми не рідше 1 разу на тиждень (31,6 % та 21,8 % відповідно), тоді як на 3 основні православні церкви — лише 41,2 % вірян.
Серед етнічних українців, що вважають себе віруючими та відносять до певних церков, більшість (бл. 80-85 %) ідентифікує себе як православних. Православні українці є найчисельнішими у всіх областях, крім Львівської, Івано-Франківської та Тернопільської (за винятком північних районів). Крім того, на Закарпатті кількість православних та греко-католиків (що належать до окремої єпархії) є співмірною.
Греко-католицизм є другою за поширеністю релігією серед українців України. Серед українців греко-католики переважають у областях Галичини і становлять значну частку (від 1/4 до 1/2) українського населення Закарпатської області. За межами цих регіонів греко-католицизм сповідують вихідці з них, а також українці, депортовані зі східної Польщі у повоєнні роки, що зараз проживають переважно у Херсонській, Миколаївській, Одеській та Донецькій областях.
Третьою за поширеністю релігією серед українців є протестантизм різних напрямків: баптизм, п'ятидесятництво, адвентизм, кальвінізм, харизматичний рух. Протестанти є другою за чисельністю релігійною групою серед українців у більшості регіонів України, за винятком Галичини, Закарпаття, де другими є греко-католики, а також Вінницької, Хмельницької та Житомирської областей, де другими є римо-католики. У багатьох областях, особливо урбанізованих, протестанти переважають серед вірян, що відвідують релігійні служби.

## Зайнятість

### Історичні відомості
До 20 ст. основною сферою занятості українців залишалося сільське господарство, переважно землеробського спрямування. У ньому в 1897 р. було зайнято 2848 тис. (74,2 %) україномовного населення дев'яти південно-західних губерній Російської імперії. Найбільш аграрний характер мали українці Подільської та Волинської губерній, серед яких у сільськогосподарських сферах було зайнято відповідно 79,4 % і 80,3 % самодіяльного українського населення, найменш аграрний — Харківської та Катеринославської губерній, проте і там сільське господарство було домінуючою формою зайнятості (67,7 % і 68,4 % відповідно.)
Прислугою, поденщиками та прачками були 9,8 % самодіяльного українського населення (376 тис.), ще 7,5 % (290 тис.) були зайняті у сфері виробництва (переважно дрібно-кустарного) та переробки. У сфері торгівлі були зайняті лише 45 тис., або 1,2 % самодіяльного україномовного населення, від 0,4 %-0,6 % у Волинській та Подільській губерніях до 1,7 % у Катеринославській до 2,2 % у Харківській. В межах українських губерній у військах перебувало 67,6 тис. українців, серед засуджених — 6,8 тис.
Дуже низькою була представленість у кваліфікованих професіях, що потребували високого рівня освіти. Так, у сфері приватної юридичної діяльності налічувалося всього 455 українців (з них 126 — у Полтавській губернії), у сфері науки, літератури та мистецтва (без сфери освіти) — 490 осіб.
| сфера зайнятості                           | кількість зайнятих | частка  |
| ------------------------------------------ | ------------------ | ------- |
| землеробство                               | 2 800 048          | 72,94 % |
| прислуга, поденщики                        | 366 267            | 9,54 %  |
| виготовлення одягу                         | 90 083             | 2,35 %  |
| збройні сили                               | 67 595             | 1,76 %  |
| будівництво, ремонт                        | 42 050             | 1,10 %  |
| обробка металів                            | 34 899             | 0,91 %  |
| кошти від казни, закладів та приватн. осіб | 34 629             | 0,90 %  |
| тваринництво                               | 34 595             | 0,90 %  |
| доходи з капіталів, нерухомості            | 31 607             | 0,82 %  |
| обробка дерева                             | 29 637             | 0,77 %  |
| обробка волокнистих речовин                | 24 676             | 0,64 %  |
| обробка тваринних та рослинних продуктів   | 23 104             | 0,60 %  |
| залізниця                                  | 22 090             | 0,58 %  |
| богослужіння православне                   | 18 667             | 0,49 %  |
| візницький промисел                        | 14 393             | 0,37 %  |
| торгівля іншими продуктами сільськ. госп.  | 13 543             | 0,35 %  |
| адміністрація, суд, поліція                | 13 138             | 0,34 %  |
| обробка мінеральних речовин                | 11 200             | 0,29 %  |
| навчальна та виховна діяльність            | 10 562             | 0,28 %  |
| особи невизначених занять                  | 19 837             | 0,52 %  |
| інше                                       | 122 375            | 3,19 %  |
| особи, що не вказали заняття               | 13 145             | 0,34 %  |

## Освіта

### Історія

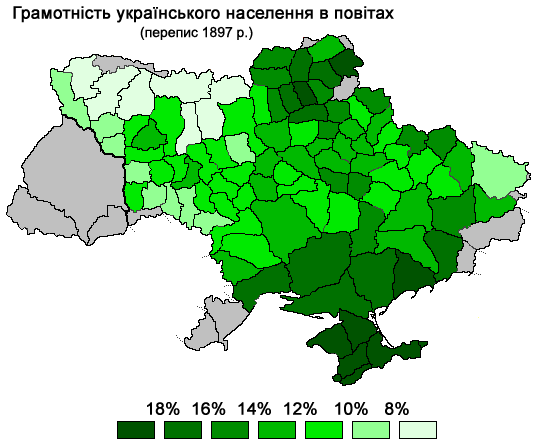
Відсоток грамотних серед україномовного православного населення повітів (без міст) за переписом 1897 р.

Відомості про рівень освіти українців наприкінці XIX ст. дають результати Всеросійського перепису населення 1897 р. За цими даними, серед україномовного населення дев'яти південно-західних губерній Російської імперії налічувалося 2 183 888 грамотних (критерій — вміння читати), що становило 12,9 % від загальної чисельності україномовного населення, у 1,5 рази менше ніж в середньому по губерніях і у 2—3 рази менше за аналогічний показник у євреїв, поляків та росіян.
Найвища письменність україномовного населення була зафіксована у Таврійській губернії, що було пов'язано зі специфічною статево-віковою структури українців. Порівняно високим рівнем освіти відзначалися українці Чернігівської (16,1 %) та Херсонської (15,2 %) губерній. Найнижча грамотність була характерна для українців Волинської (9,3 %) та Подільської (10,6 %) губерній. Серед чоловіків налічувалося грамотних 22,2 %, тоді як серед жінок тільки 3,6 %. У загальній чисельності письменних українців на чоловіків припадало 86,2 %, на жінок — лише 13,8 %.
Із загальної чисельності грамотного україномовного населення (2 196 564 осіб), вміли читати російською мовою (іноді, разом з іншими) 2 183 888 осіб (99,4 %), тоді як 12 676 осіб (0,6 %), переважно у Подільській та Волинській губерніях, були грамотними тільки іншою мовою (переважно польською, рідше — українською або єврейською).
На україномовних припадало 51,8 % загальної чисельності грамотного населення південно-західних губерній (серед всього населення — 72,6 %). Найбільше — у Полтавській (81,7 %) та Харківській (69,3 %) губерніях, найменше — у Таврійській (30,4 %), Херсонській (33,8 %) та Волинській (39,4 %).
Всього лише 46 040 україномовних (чоловіків — 29 390, жінок — 16 650) мали у 1897 р. освіту вище початкової, що становило 17,8 % загальної чисельності цієї групи населення (258 477 осіб). Найкращою була ситуація у лівобережних губерніях Полтавській, Чернігівській та Харківській, де середню та вищу освіту мали 0,34 — 0,44 % українців (один з 200—300 осіб), тоді як у правобережних Подільській та Волинській губерніях освіту вище початкової мали лише 0,14 — 0,17 % українців (один з 600—700 осіб).
У загальній чисельності освіченого населення україномовні становили від 5,7 % — 5,9 % у Таврійській та Херсонській губерніях до 14,6 % — 19,1 % у Київській, Катеринославській, Волинській, Подільській та Харківській губерніях і до 36,4 % — 46,0 % у Чернігівській та Полтавській губерніях.
За даними переписів населення СРСР 1959 та 1970 років а також Всеукраїнського перепису населення 2001 року, рівень освіти серед українського населення УРСР у віці старше 10 років характеризувався наступними цифрами:
| рік  | повна вища | незакінчена вища | середня спеціальна | середня загальна | неповна середня | початкова |
| ---- | ---------- | ---------------- | ------------------ | ---------------- | --------------- | --------- |
| 1959 | 1,4 %      | 0,8 %            | 3,8 %              | 5,4 %            | 22,9 %          | 30,2 %    |
| 1979 | 3,0 %      | 0,9 %            | 5,8 %              | 12,7 %           | 23,4 %          | 29,0 %    |

За даними Всеукраїнського перепису населення 2001 року, рівень освіти серед українців за національністю у віці старше 10 років характеризувався наступними цифрами:
| рік                | повна вища | базова вища | неповна вища | повна загальна середня | базова загальна середня | початкова загальна |
| ------------------ | ---------- | ----------- | ------------ | ---------------------- | ----------------------- | ------------------ |
| все населення      | 11,7 %     | 0,7 %       | 17,0 %       | 35,6 %                 | 16,4 %                  | 15,0 %             |
| міське населення   | 15,4 %     | 0,9 %       | 20,1 %       | 36,0 %                 | 13,8 %                  | 11,9 %             |
| сільське населення | 5,3 %      | 0,4 %       | 11,7 %       | 35,1 %                 | 21,1 %                  | 20,5 %             |

### Сучасність

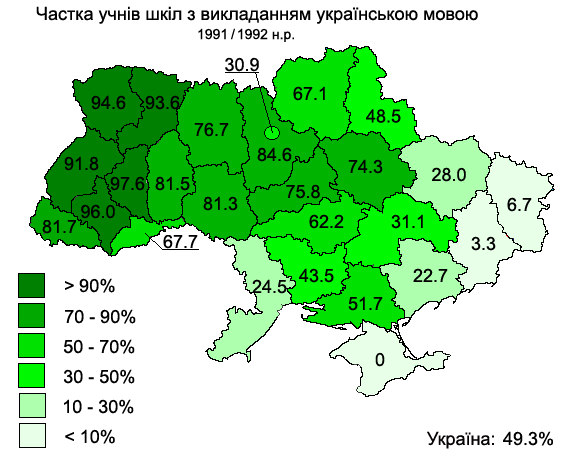
Частка учнів шкіл з українською мовою навчання у 1991 / 1992 н.р

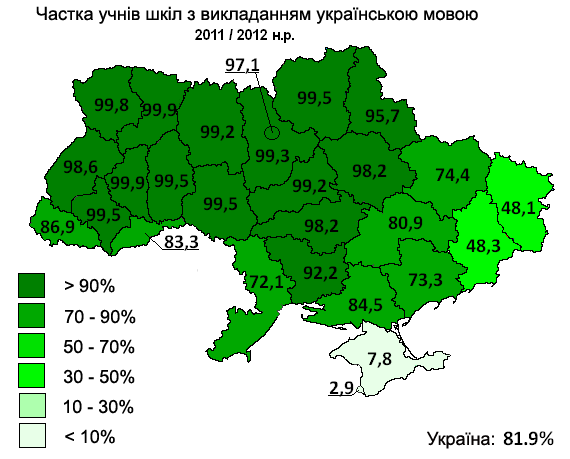
Частка учнів шкіл з українською мовою навчання у 2011 / 2012 н.р

Динаміка частки учнів у школах з українською, російською та іншою мовами з середини XX ст.
| навчальний рік | учнів у школах з українською мовою навчання | учнів у школах з російською мовою навчання | учнів у школах з іншою мовою навчання |
| -------------- | ------------------------------------------- | ------------------------------------------ | ------------------------------------- |
| 1951 / 1952    | 80,2 %                                      | 18,8 %                                     | 1,0 %                                 |
| 1955 / 1956    | 72,8 %                                      | 26,3 %                                     | 0,9 %                                 |
| 1960 / 1961    | 69,4 %                                      | 29,8 %                                     | 0,8 %                                 |
| 1965 / 1966    | 64,0 %                                      | 35,3 %                                     | 0,7 %                                 |
| 1970 / 1971    | 60,4 %                                      | 38,9 %                                     | 0,7 %                                 |
| 1978 / 1979    | 59,0 %                                      | 40,3 %                                     | 0,7 %                                 |
| 1991 / 1992    | 49,3 %                                      | 50,0 %                                     | 0,7 %                                 |
| 1992 / 1993    | 51,4 %                                      | 47,8 %                                     | 0,8 %                                 |
| 1993 / 1994    | 54,3 %                                      | 44,9 %                                     | 0,8 %                                 |
| 1994 / 1995    | 56,5 %                                      | 42,7 %                                     | 0,8 %                                 |
| 1995 / 1996    | 58,0 %                                      | 41,0 %                                     | 1,0 %                                 |
| 1996 / 1997    | 60,0 %                                      | 39,0 %                                     | 1,0 %                                 |
| 1997 / 1998    | 63,0 %                                      | 36,0 %                                     | 1,0 %                                 |
| 1998 / 1999    | 65,0 %                                      | 34,0 %                                     | 1,0 %                                 |
| 2003 / 2004    | 75,1 %                                      | 23,9 %                                     | 1,0 %                                 |
| 2009 / 2010    | 80,5 %                                      | 18,5 %                                     | 1,0 %                                 |